# Église Notre-Dame-de-l'Assomption de Montgeroult
Pour les articles homonymes, voir Église Notre-Dame-de-l'Assomption.
L'église Notre-Dame-de-l'Assomption de Montgeroult est une église catholique paroissiale située à Montgeroult, dans le Val-d'Oise, en Île-de-France. Fondée probablement vers 1070, l'église dépendait de l'abbaye de Saint-Denis sous tout l'Ancien Régime. Aucun élément concret ne confirme toutefois la tradition locale, selon laquelle un monastère aurait été associé à l'église avant la construction du château, et l'église ne constitue pas non plus l'ancienne chapelle du château. Pour un édifice d'aussi petites dimensions, son architecture atteint un très bon niveau, et son chœur possède même des galeries anciennement ouvertes sur combles. Les six travées orientales ont été édifiées en trois campagnes entre 1190 et 1240 environ, et reflètent les différentes étapes de développement de l'architecture gothique, jusqu'à l'apparition du style gothique rayonnant qui se manifeste sur l'étage supérieur du clocher. La base du clocher utilise des piliers antérieurs à tout le reste, et l'arc triomphal en plein cintre ouvrant sur la nef permet de faire remonter ces éléments aux débuts de la paroisse. La courte nef et ses deux bas-côtés sont les parties les plus récentes. Édifiées vers 1570 / 1590, ils portent les marques du style de la Renaissance, et reprennent des caractéristiques de certaines œuvres de l'architecte Nicolas Le Mercier, de Pontoise. Dès 1640, la façade occidentale est rendue caduque par son enfermement dans le parc du château. En 1714, l'ajout d'un porche devant le portail du sud endommage la frise des Apôtres, l'un des joyaux de l'église. Elle fait l'objet d'un classement au titre des monuments historiques depuis le 8 avril 1941, et est aujourd'hui affiliée à la paroisse Avernes et Marines. Les messes dominicales n'y sont plus célébrées que quatre fois par an.

## Localisation

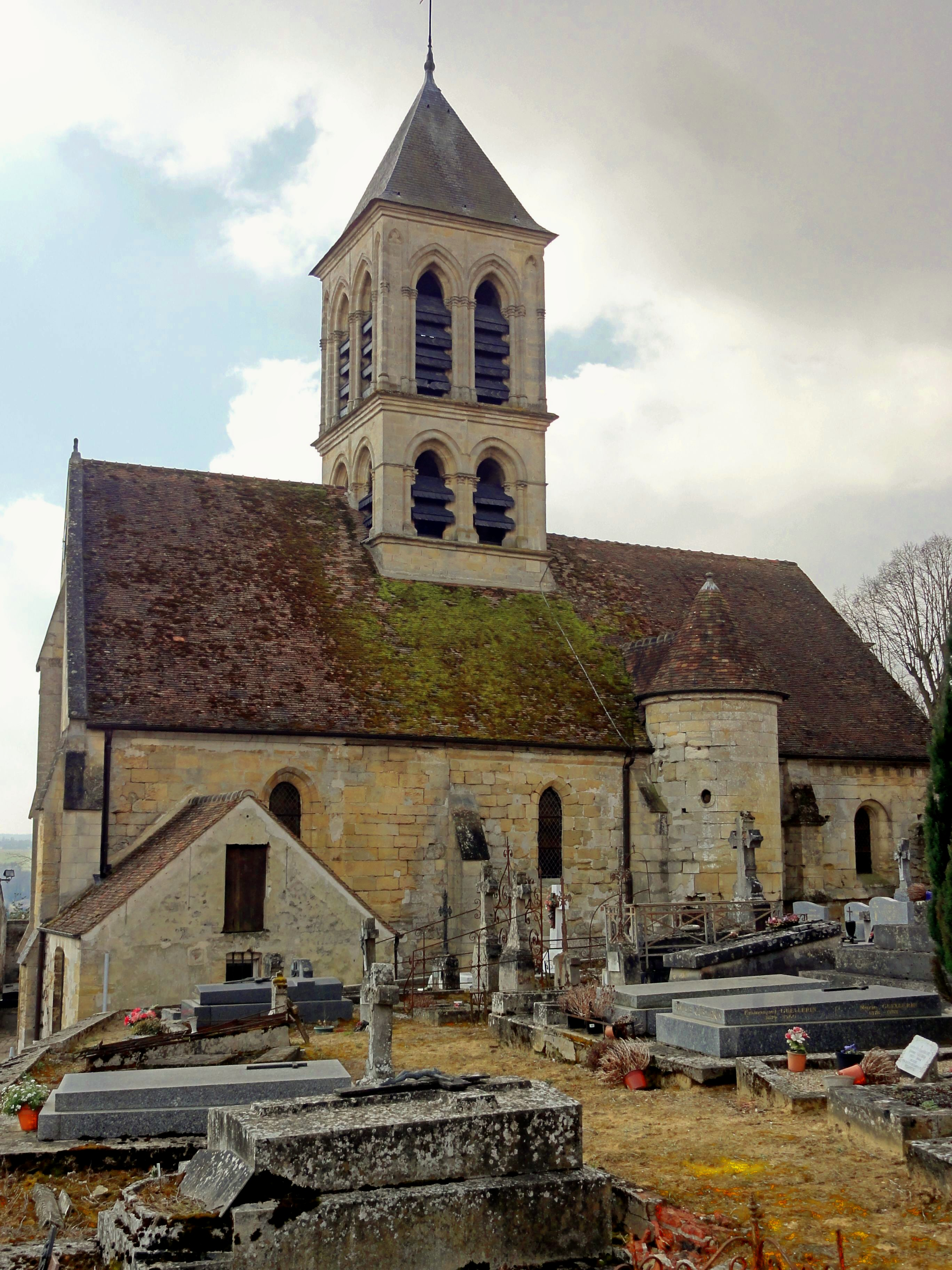
Vue depuis le nord.

L'édifice est situé en France, en région Île-de-France dans le département du Val-d'Oise et dans le Parc naturel régional du Vexin français, dans la vallée de la Viosne, sur la commune de Montgeroult, à l'écart du village, au nord, rue Neuve. La rue contourne une partie du domaine du château, puis arrive en face du chevet. Le cimetière ancien s'étend essentiellement au nord de l'église, et pour une petite partie, au sud. La façade occidentale donne sur le parc du château, et n'est pas du tout visible depuis le domaine public. En 1644 en effet, les habitants accordent à leur seigneur Jean II de Dosnon le droit d'attacher la clôture de son parc « au premier pilier de la dite église, côté Montgeroult, et au dernier du côté du cimetière, à condition de faire ouvrir une porte, et d'en faire une en bois pour faciliter l'entrée », et de construire une sacristie et un tabernacle. En 1704, le seigneur, Louis Chevalier, rachète le presbytère, le fait démolir, et fait édifier à son emplacement une partie des communs du château. Le prix d'achat permet la construction d'un nouveau presbytère. En 1707, l'assemblée plénière des habitants accorde au président Chevalier la rue de l'Église. Elle reliait directement le village à l'église, en traversant en ce qui devint par la suite la cour d'honneur du château. Il n'y a aujourd'hui plus de trace de cette rue, et le chemin de l'église s'est allongé. Depuis que le curé a accordé à Mme de Bray de clôturer la partie du cimetière située au sud de la nef et d'accoler un grand caveau particulier à l'église, l'élévation méridionale se trouve elle aussi enclavée. De ce fait, l'entrée au porche a été déplacée du sud vers l'est. Au sud, ne reste libre qu'une étroite portion du cimetière coincée entre le mur des communs du château et la chapelle latérale sud du chœur, qui ne suffit pas pour contempler l'église en prenant du recul. Plusieurs tombes s'y trouvant sont du reste entourées d'une grille,.

## Histoire

### L'histoire de la paroisse

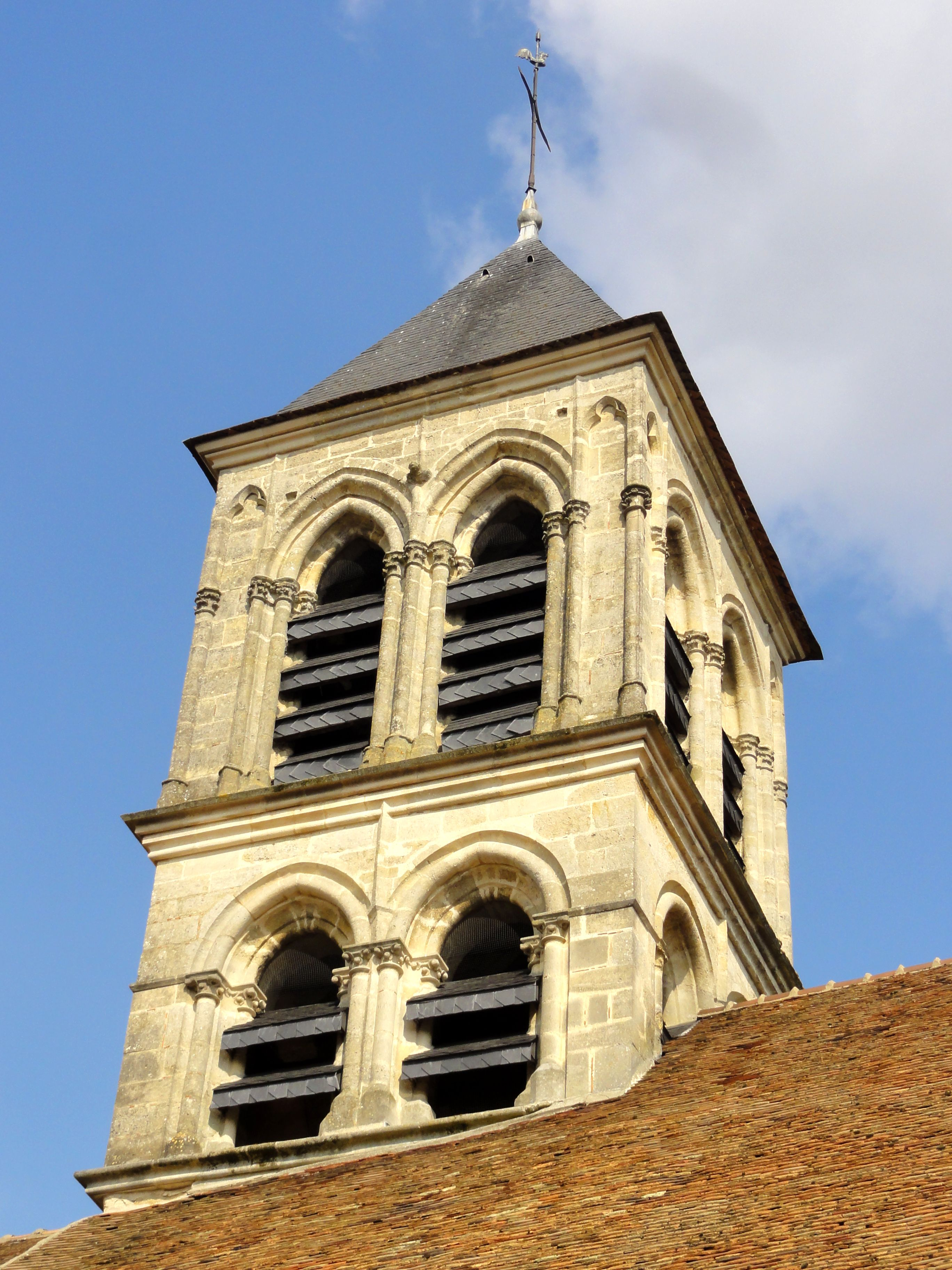
Le clocher.

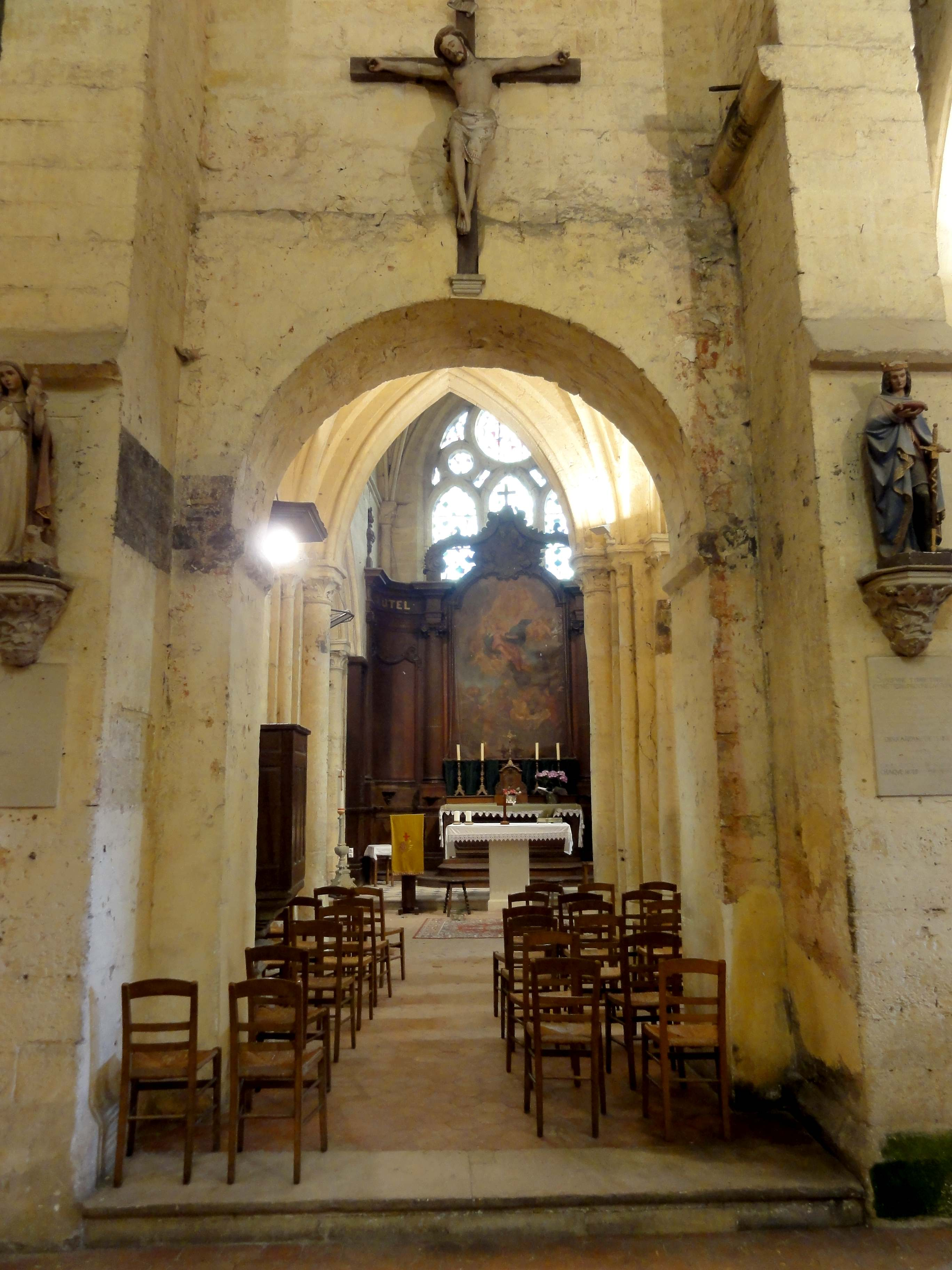
Vue dans la base du clocher depuis la nef.

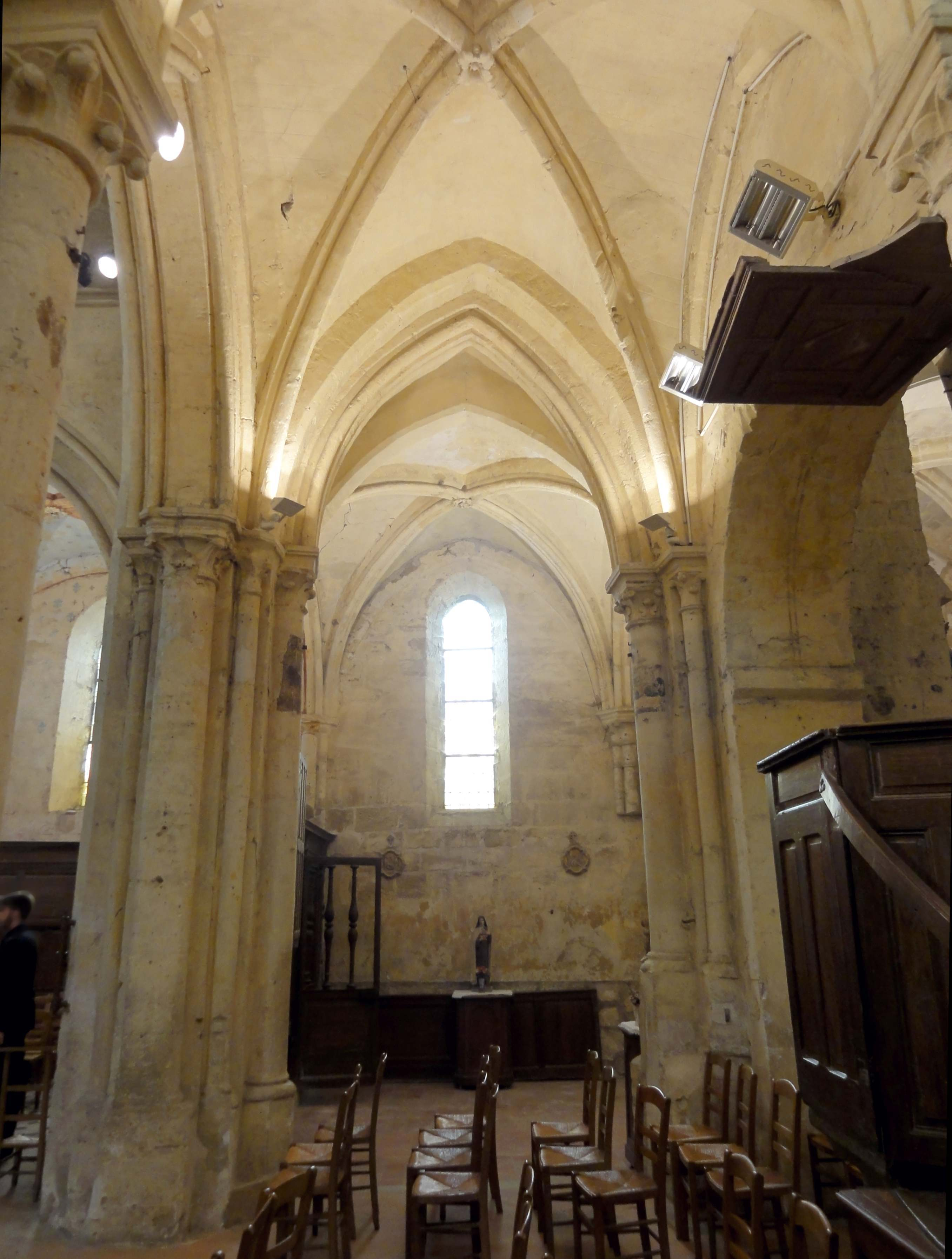
Base du clocher, vue vers le sud.

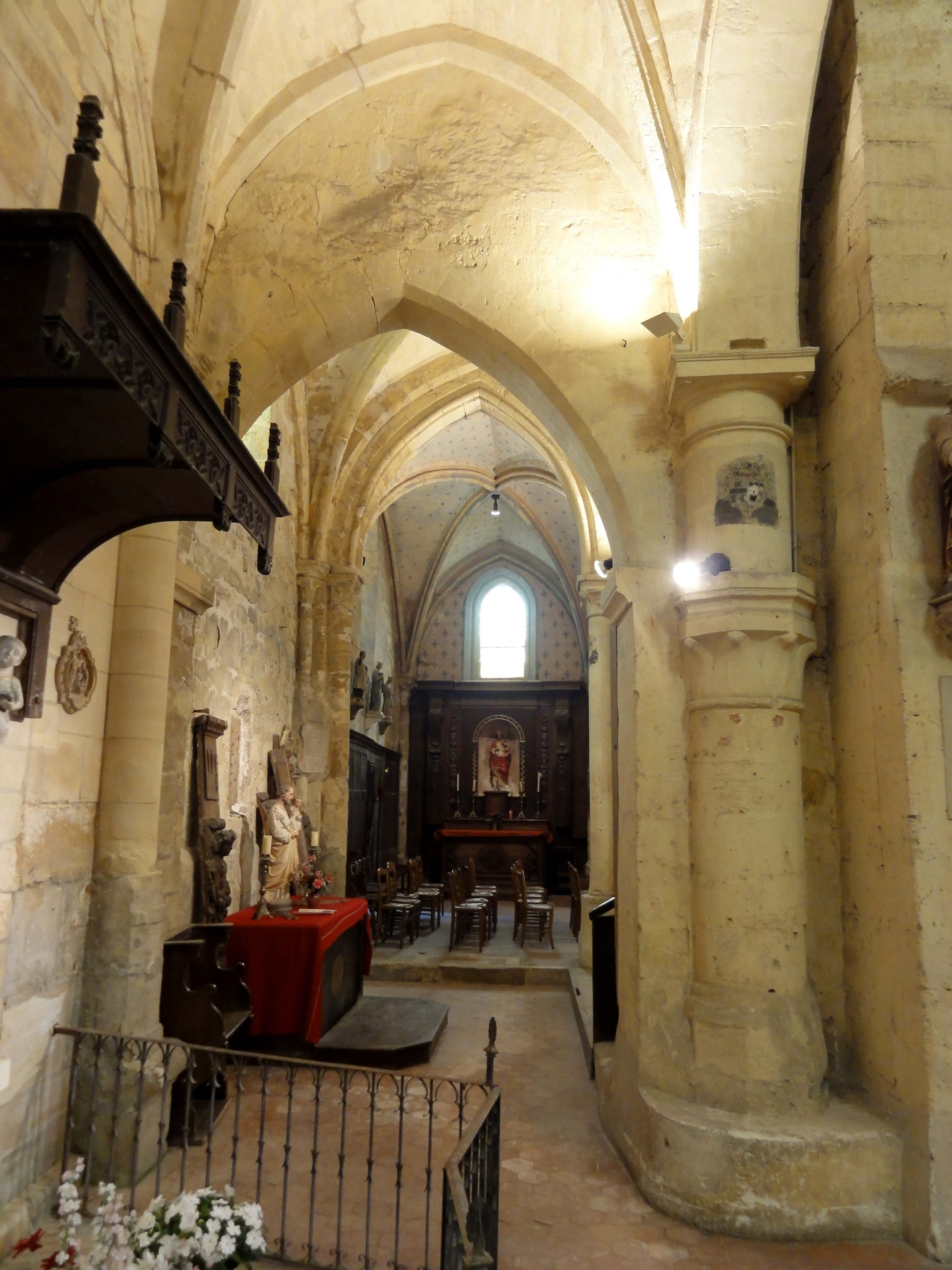
Bas-côté nord, vue vers l'est.

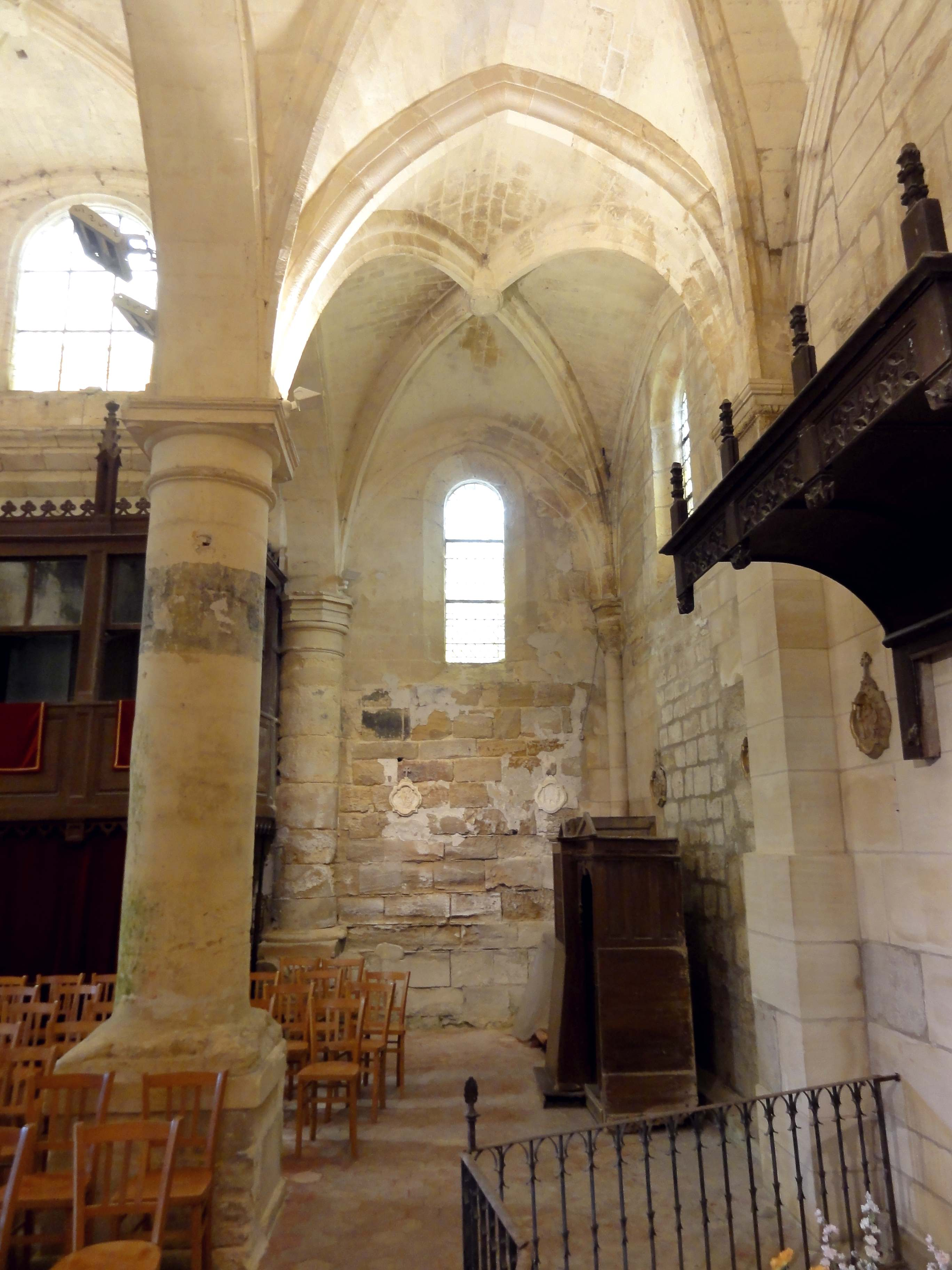
Bas-côté nord, vue vers l'ouest.

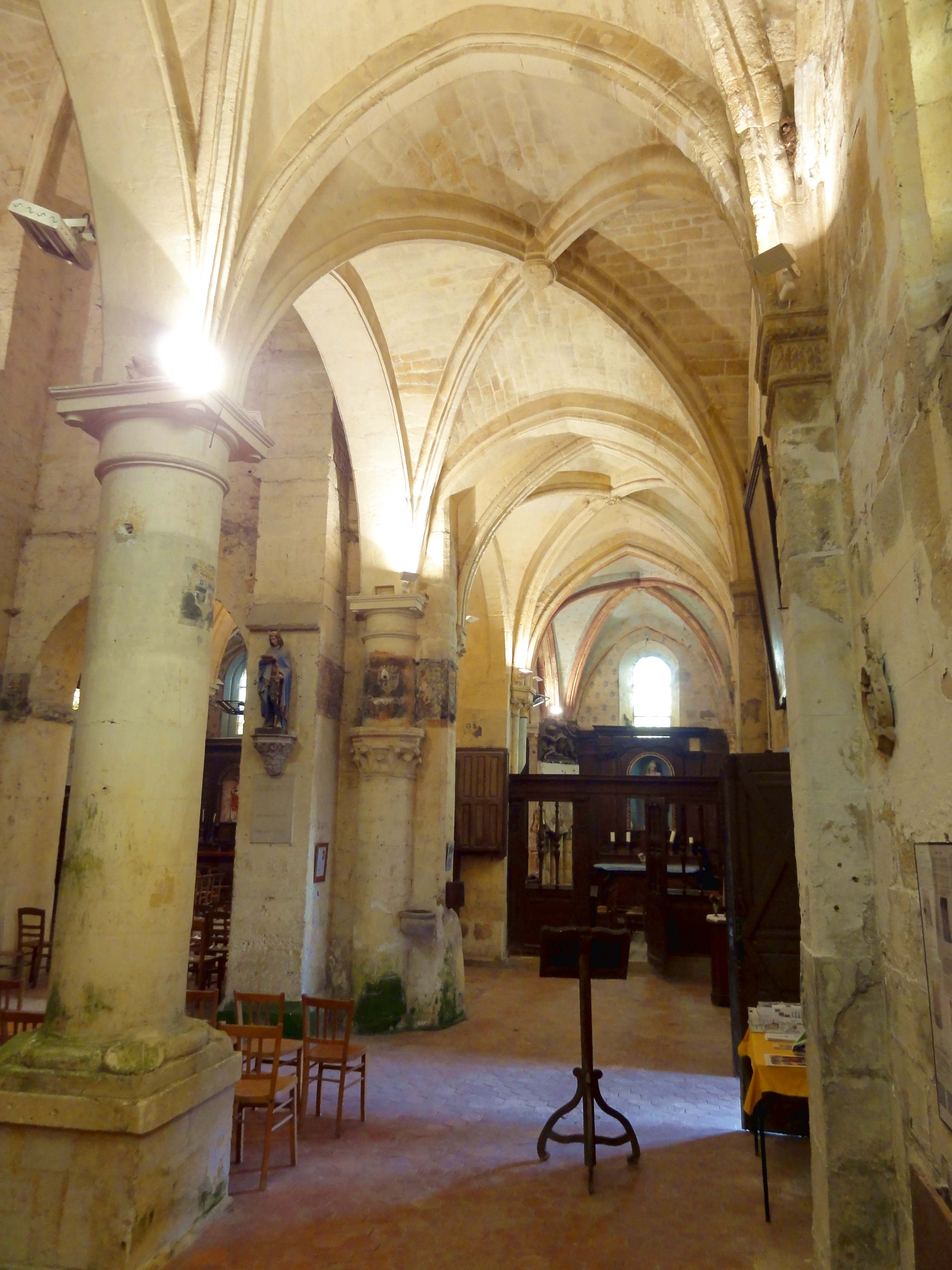
Bas-côté sud, vue vers l'est.

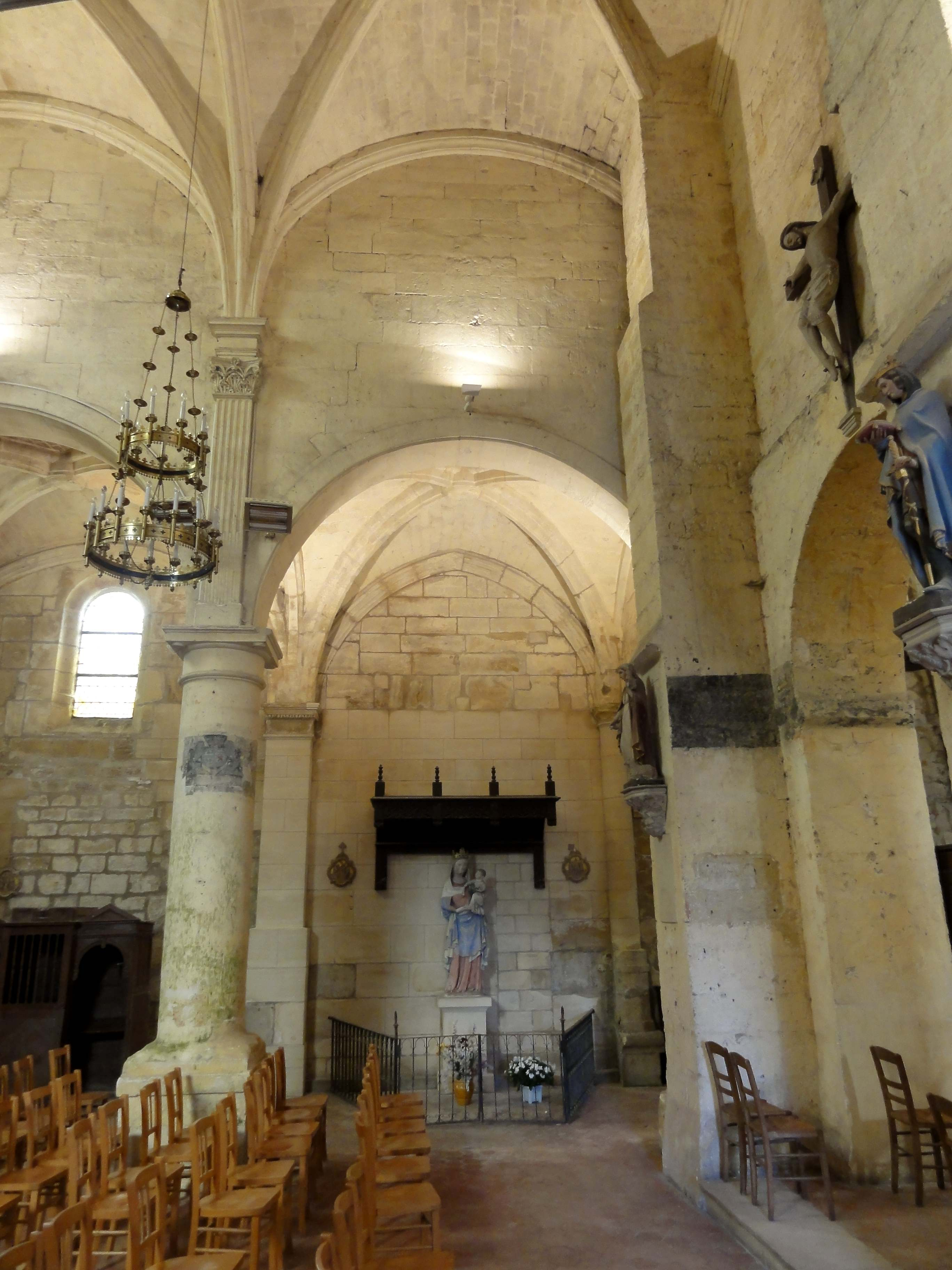
Nef, 2e travée, élévation nord et contrefort du clocher.

Sous l'Ancien Régime, Montgeroult relève du doyenné de Meulan, de l'archidiaconé du Vexin français et de l'archidiocèse de Rouen. Son église est dédiée à l'Assomption de la Sainte-Vierge. L'on ignore la date de fondation de la paroisse, mais elle doit remonter au moins au troisième quart du XIe siècle. Le premier acte faisant mention d'une église de Montgeroult date de 1071, quand Jean d'Ivry, archevêque de Rouen, donne à perpétuité à l'abbaye de Saint-Denis les églises et autels d'Ableiges, Boissy-l'Aillerie, Cormeilles-en-Vexin, Sagy et Montgeroult. Cet acte est approuvé par Guillaume Ier de Normandie, roi d'Angleterre. L'abbaye s'engage à desservir les églises par l'un de ses religieux, ou à les faire desservir par un prêtre à sa charge. Elle devient collateur de la cure, mais en signe de sa soumission à l'archidiocèse de Rouen, lui doit verser une redevance annuelle, la synodatique. Elle est fixée à huit livres par an. À titre de comparaison, le bénéfice de la cure se monte à vingt-quatre livres par an selon le pouillé du XIVe siècle. Le droit de présentation à la cure est attesté par un manuscrit latin qui date de l'épiscopat de Hugues III d'Amiens (1130-1164), et qui est conservé aux archives municipales de Saint-Denis. — Grâce à un important legs du roi Philippe II Auguste en 1223 destiné à servir à l'entretien des religieux, l'abbaye peut acheter des droits et héritages à Montgeroult et dans d'autres villages du Vexin, qu'elle avait déjà possédés sous Charles II le Chauve, mais qui lui avaient été spoliés à partir des invasions normandes. À Montgeroult, elle acquiert notamment l'avouerie de Gascon du Plessis et de sa femme, en 1224. En la même année, Guillaume d'Osny lui lège la cinquième part de son fief, et le reste à la mort de sa femme. Déjà patronne de la cure, elle devient alors aussi le principal seigneur temporel de Montgeroult. Ses intérêts sont représentés sur place par le prévôt de Cergy. En 1226, Raoul de Lie donne une maison à l'abbaye, et elle acquiert des droits et terres d'Eustache de Frémécourt, prêtre, et de son neveu Thibaut Le Loup,.
En 1369, sous la guerre de Cent Ans qui prive l'abbaye d'une grande partie de ses revenus, elle envisage de taxer les habitants de Boissy et de Montgeroult à l'occasion de l'avénement d'un nouvel abbé. En 1411, le « livre vert » de l'abbaye, qui recense tous ses revenus et possessions, indique pour la paroisse un bénéfice de neuf cents livres, ce qui est plus que pour les paroisses voisines (entre quatre cents et huit cents livres). Comme biens, le livre mentionne une grange à Montgeroult (granchia de Monte Girouldi), et deux messarius, qui ont prêté serment au serviens. Ces termes ne sont pas clairs, mais le serviens devrait correspondre au procureur de l'abbaye sur place, ou au prêtre desservant. Quant à la grange, il doit s'agir d'une grange dîmière, ou bien d'une grange monastique, c'est-à-dire, d'une exploitation agricole. Selon une idée reçue fortement répandue, les moines de Saint-Denis auraient fondé un monastère à Montgeroult, donc un prieuré, qui aurait été supprimé lors de la vente de l'avouerie à la fin du XVIIe siècle, et rasé pour la construction du château. L'abbé Loisel adhère à cette tradition, persuadé qu'il est que la tradition locale ne peut être en erreur. Aucun document original n'évoque ce prieuré. Le terme de monasterium utilisé dans l'acte de Raoul de Lie, rédigé en latin, est équivalent au terme de moutier, couramment utilisé en français, et signifiant indifféremment église et monastère. L'abbé Loisel a consulté toutes les sources disponibles, mais n'hésite pas à inventer, par exemple quand il affirme que « Suger doit être regardé comme le créateur du moutier et de ses dépendances ». Les sources sur la paroisse de Montgeroult sont très peu nombreuses et ne concernent que la seigneurie et les droits ecclésiastiques, et ne démontrent même pas que le service paroissial ait été assuré par un religieux de Saint-Denis. L'on connaît toutefois les noms de tous les curés depuis le début du XVIe siècle ; sauf deux, ils sont tous originaires de Montgeroult (jusqu'au XIXe siècle),.
Après la fin du règne de Henri IV, les finances de l'abbaye vont mal. Par un arrêté du Parlement de Paris du 9 avril 1595, elle obtient l'autorisation de vendre des biens à concurrence de 30 000 écus. En 1600, l'avouerie de Montgeroult est ainsi affermée à Jean I de Dosnon, conseiller du roi, commissaire ordinaire de ses guerres, et contrôleur général de ses bâtiments, moyennant une redevance de soixante-sic écus or chaque année. En plus des terres, le sieur de Dosnon obtient la justice seigneuriale, une partie des dîmes, le champart, et une maison près de l'église, avec cour, caves, grenier, grange, étable, colombier à pied, vergers, vignes, etc., le tout clos de murs. Ces biens sont énumérés dans un document versé au terrier en 1609, et leur importance a conforté l'hypothèse d'un monastère dans les yeux de certains, mais aucun élément concret ne parle dans ce sens. Ce n'est toutefois qu'en 1609 que Jean de Dosnon élit domicile à Montgeroult. Il s'installe dans une maison cédée par le sieur de Longueval, et l'utilise comme hôtel seigneurial. Son fils Jean II lui succède en 1630, et s'attache à transformer l'hôtel en véritable château avec parc, cour d'honneur et vastes communs. Dans ce contexte, les habitants lui concèdent l'extension du parc face au portail occidental de leur église. En 1643, Jean II offre à l'église la chaire à prêcher actuelle. Quarante ans plus tard, l'époque des Dosnon s'achève pour Montgeroult, quand son fils Jean Médéric doit tout vendre à ses créanciers. Ils revendent le domaine à la famille Le Féron. Louis I Chevalier, conseiller du roi en la Cour des aides, puis président du Parlement de Paris, le leur rachète en 1701. Le président Chevalier fait effectuer de nombreuses réparations en l'église, et l'équipe de boiseries et d'un majestueux retable majeur. D'autre part, il obtient la suppression de la rue de l'Église, et acquiert le presbytère afin d'agrandir encore le domaine du château. Il le paie 400 livres, et verse en outre 930 livres pour faciliter la construction d'un nouveau, sur un terrain qu'il met à disposition gracieusement. L'abbé Loisel écrit : « L'église n'eut pas à se louer de la bienveillance du président Chevalier : elle fut sacrifiée aux caprices et aux intérêts d'un grand seigneur. M. de Dosnon avait déjà commencé, en 1640, à englober l'église dans son parc ; le président Chevalier acheva de l'emprisonner ». Dans la nuit du 18 au 19 décembre 1705, tous les vases sacrés, dont certains donnés par le président Chevalier, sont dérobés. Tous les ornements sont jetés par terre, et même les hosties sont éparpillées. — La Révolution française ne porte pas préjudice à l'église, mais les statues sont renversées ou endommagées, les litres effacées, les tombeaux seigneuriaux profanés, et les cloches descendues et envoyées à la fonte, sauf une,.
Avant l'interdiction du culte sous la Terreur, la Révolution française impose la création du diocèse de Versailles pour accueillir l'ensemble des paroisses du département de Seine-et-Oise, et met un terme à l'appartenance traditionnelle du Vexin français à l'archidiocèse de Rouen. En 1803, l'année après le décès de son épouse, le nouveau propriétaire du château, Jean-Joseph de La Tour de Scorailles, offre à l'église des ornements liturgiques et des vases sacrés. — En 1966, la refonte des départements d'Île-de-France et la création du département du Val-d'Oise motive l'érection du nouveau diocèse de Pontoise, dont Montgeroult fait désormais partie. Le village ne dispose, depuis longtemps, plus d'un prêtre résident. Dans un premier temps, il est affilié à la paroisse de Boissy-l'Aillerie. Puis, le manque de prêtres et le recul de la pratique religieuse incitent au regroupement de la plupart des paroisses des cantons de Vigny et Marines dans la paroisse Avernes et Marines, compte aujourd'hui trente-cinq clochers. Les messes dominicales ne sont plus célébrées en l'église Notre-Dame-de-l'Assomption de Montgeroult que quatre fois par an, avec une interruption de mars à septembre.

### Les campagnes de construction de l'église
Très peu de choses subsistent de l'époque que l'église fut donnée à l'abbaye de Saint-Denis. Il s'agit des piles du clocher, dont notamment celles à l'est ont été fortement remaniées ; de l'arcade occidentale de la base du clocher ; et des deux contreforts ou murs-boutants côté nef. Leur présence indique que la nef romane ne devait pas adopter un plan basilical, et appartenir au type des nefs-granges non voûtées, relativement larges mais d'une architecture purement fonctionnelle. Sinon, l'on trouverait au moins les traces de colonnes engagées à l'ouest des piles du clocher. La datation repose essentiellement sur le caractère très sobre de l'arcade vers la nef, qui est en plein cintre et retombe sur des impostes non moulurées, ce qui parle en faveur d'une date au début de la période romane en Île-de-France, soit entre 1070 et 1100 environ, ou dans le cas d'un parti archaïsant, jusqu'en 1110 environ. Des bases de clocher comparables se trouvent à Juziers, ou plus loin, à Béthisy-Saint-Martin, Saint-Maximin et Rhuis. Ensuite, les colonnettes à chapiteaux s'imposent, comme à Arthies, Le Perchay, Saint-Gervais, Seraincourt, etc. Il n'est pas évident pourquoi Claire Perusset étend la fourchette jusqu'au milieu du XIIe siècle. Les deux étages de beffroi du clocher ne sont pour autant pas romans, et ne devraient être que de quelques années antérieurs au milieu du XIIIe siècle. L'inspiration vient des tours de Notre-Dame de Paris et de la collégiale de Mantes-la-Jolie, qui datent des années 1240, mais aussi des autres clochers gothiques vexinois. L'église romane, dont l'on ignore la configuration exacte, est successivement rebâtie dans le style gothique, entre 1190 et 1240 environ.
Afin d'assurer la continuité de la célébration du culte dans un édifice de petites dimensions, la progression ne se fait pas d'est en ouest, comme c'est souvent le cas, mais par groupes de deux travées, selon l'ordre suivant : croisillon sud et chapelle latérale sud du chœur, entre la fin du XIIe et le début du XIIIe siècle ; croisillon nord et remaniement gothique de la base du clocher, au premier quart du XIIIe siècle ; chapelle latérale nord et parties basses du vaisseaux central du chœur ; au début des années 1230 ; puis les parties hautes du chœur, autour de 1240. La construction d'une nouvelle nef est projetée au moment du remaniement de la base du clocher, soit au premier quart du XIIIe siècle, comme l'indiquent les deux colonnes engagées avec chapiteaux de crochets à gauche et à droite des murs-boutants du clocher. Tout porte à croire que les travaux en restent là, par manque de ressources : en effet, Montgeroult ne compte qu'entre 300 et 400 habitants, et les nefs sont à la charge des paroissiens. La construction d'une nouvelle nef avec bas-côtés n'est finalement entreprise qu'entre 1570 et 1590 environ, à en juger par la similitude de la façade avec celle d'Épiais-Rhus (vers 1570-1580), certaines ressemblances avec Triel et le collatéral sud de Saint-Maclou de Pontoise, et l'existence d'une frise des Apôtres telle que dans les chœurs d'Épiais-Rhus et Ennery (vers 1580). L'architecte d'Épiais-Rhus est Nicolas Le Mercier, de Pontoise, qui contribue aussi à Saint-Maclou de Pontoise et à Ennery, et édifia le clocher de Chars, la façade de Cergy, et le porche de Marines, etc. L'attribution de la nef et des bas-côtés de Montgeroult à Nicolas Le Mercier s'impose donc. Le porche est toutefois plus récent. Sa construction, sous le curé Gestin en 1714, s'inscrit dans le contexte de l'extension du parc du château, qui rend le portail occidental inutile. Un siècle et quart après sa création, la frise des Apôtres, située maintenant à l'intérieur du porche, est déjà endommagée lors de cet ajout,,.

### La restauration de l'église depuis leXIXesiècle
Au moment de la visite de l'archevêque, Mgr Claude-Maur d'Aubigné, en 1710, la nef et les bas-côtés ne sont pas encore voûtés. Selon l'abbé Loisel, ils le sont quatre ans plus tard, en 1714. Pour le XIXe siècle, les archives municipales conservent de nombreux documents relatifs à des travaux de restauration. Il n'est toutefois pas toujours clairement précisé quel endroit exact de l'église ils concernent. Des réparations urgentes et des travaux de couverture sont exécutés en 1817 et 1831. En 1836, ce sont encore des travaux de couverture, et l'intérieur de l'église est ravalé (au moins partiellement), y compris certaines voûtes. Entre 1852 et 1855, la couverture du clocher est réparée, et deux piles du clocher sont refaites. C'est notamment la pile sud-ouest dont la base paraît très refaite. En 1873, la chapelle latérale sud du chœur menace ruine, et son demi-pignon est rebâti. Les couvertures nécessitent une fois de plus des réparations, et certains piliers doivent être consolidés. Deux interventions, dont les archives ne gardent pas les traces, semblent encore avoir lieu au XIXe siècle. Il s'agit de la réfection du remplage de la vaste baie du chevet, et du remplacement du chapiteau à l'est de la grande arcade au nord du chœur. Une campagne de restauration importante intervient entre 1903 et 1906, car un crédit de 9 600 francs est engagé pour les murs et les combles, mais ce chantier n'est pas mieux documenté que les précédents.

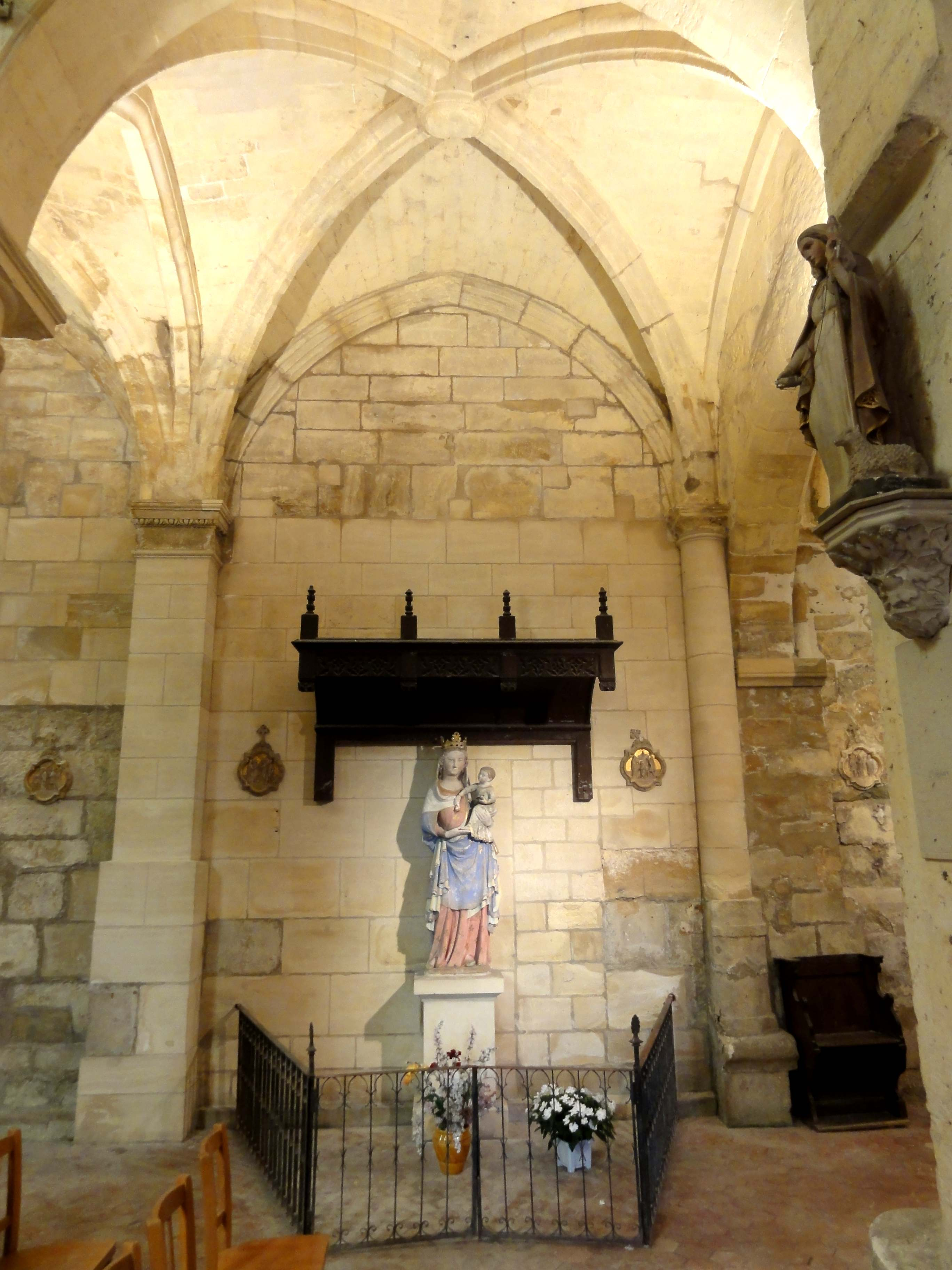
Bas-côté nord, 2e travée, largement refaite après 1955.

Dès 1922, la municipalité entame les démarches préalables au classement de l'édifice au titre des monuments historiques. On ne lui accorde que l'inscription à l'inventaire supplémentaire, qui n'engage pas l'État à verser des subventions, et est promulguée par arrêté du 16 juin 1926. Aussi, l'inscription n'est-elle pas suivie de travaux. Au début de la Seconde Guerre mondiale, l'architecte en chef des monuments historiques, Jules Formigé, rédige un rapport favorable au classement. La proximité de l'aérodrome de Cormeilles-en-Vexin soumet l'église à des dommages en 1941, et la mairie procède à des réparations de fortune. Le classement aux monuments historiques est obtenu par arrêté du 8 avril 1941 (du 20 mars 1943 d'après Claire Perusset). Les crédits nécessaires à la restauration ne sont débloqués qu'en 1955. Sous la direction de l'architecte en chef, Sylvain Stym-Popper, commence une campagne de travaux qui s'échelonne sur cinq ans. Elle porte essentiellement sur le rejointoiement des murs du clocher ; la reprise des arcs des baies de l'étage supérieur ; la consolidation d'une ogives ; la réfection en pierre de taille du mur de la deuxième travée du nord, des bases des piles du clocher, et des pignons, qui avaient été cimentés. En 1960, le mur de soutènement du chevet, le mur méridional et les murs au-dessus des grandes arcades présentent toujours des fissures. Au cours des vingt ans qui suivent, l'église ne bénéficie d'aucune restauration. En 1980, le clocher est intégralement restauré sous la direction de l'architecte en chef Pierre-André Lablaude. En 1990, l'état général du reste du monument est mauvais, et le conseil municipal demande une liste des travaux nécessaires,. 

## Description

### Aperçu général

Plan de l'église.

Régulièrement orientée, l'église répond à un plan cruciforme, qui s'inscrit dans un rectangle approximatif, comme à Arronville, Cléry-en-Vexin, Hérouville, Nucourt, Saint-Gervais, etc. L'édifice se compose d'une nef de deux travées accompagnée de deux bas-côtés ; d'une base du clocher ou croisée du transept, accompagnée d'un croisillon nord du même style ; d'un chœur d'une seule mais vaste travée, bordée par une chapelle latérale du même style, au nord ; et d'une chapelle de deux travées homogènes au sud du clocher et du chœur. Cette chapelle était  initialement dédiée à la Vierge Marie, puis fut transformée en chapelle seigneuriale au titre de Saint-Jean, et l'autel de la Vierge transféré dans la seconde travée du bas-côté sud. La chapelle du nord était initialement dédiée à Saint-Nicolas, puis devint la chapelle du Sacré-Cœur. — La nef et le chœur présentent deux niveaux d'élévation, avec l'étage des grandes arcades, et un étage de murs hauts aveugles pour la nef, et un étage d'anciennes tribunes ouvertes sur combles dans le chœur. Comme constructions annexes, il y a un porche devant la seconde travée du sud ; une tourelle d'escalier ronde devant la seconde travée du nord ; et une sacristie du début des années 1950 devant la dernière travée du nord. L'ensemble de l'église, soit douze travées au total, est voûté d'ogives. Aucune travée n'est de plan tout à fait régulier ; les angles droits sont l'exception. L'on accède à l'église par le portail méridional sous le porche. Le portail occidental, de toute façon uniquement accessible depuis le parc du château, propriété privée, dessert uniquement la tribune occidentale, qui servait de tribune seigneuriale sous l'Ancien Régime, et non de tribune d'orgue. L'ensemble de l'église est recouvert d'une vaste toiture unique à deux rampants, avec un pignon en façade et un pignon au chevet. Le clocher en émerge un peu à l'est du centre.

### Intérieur

#### Nef et bas-côtés

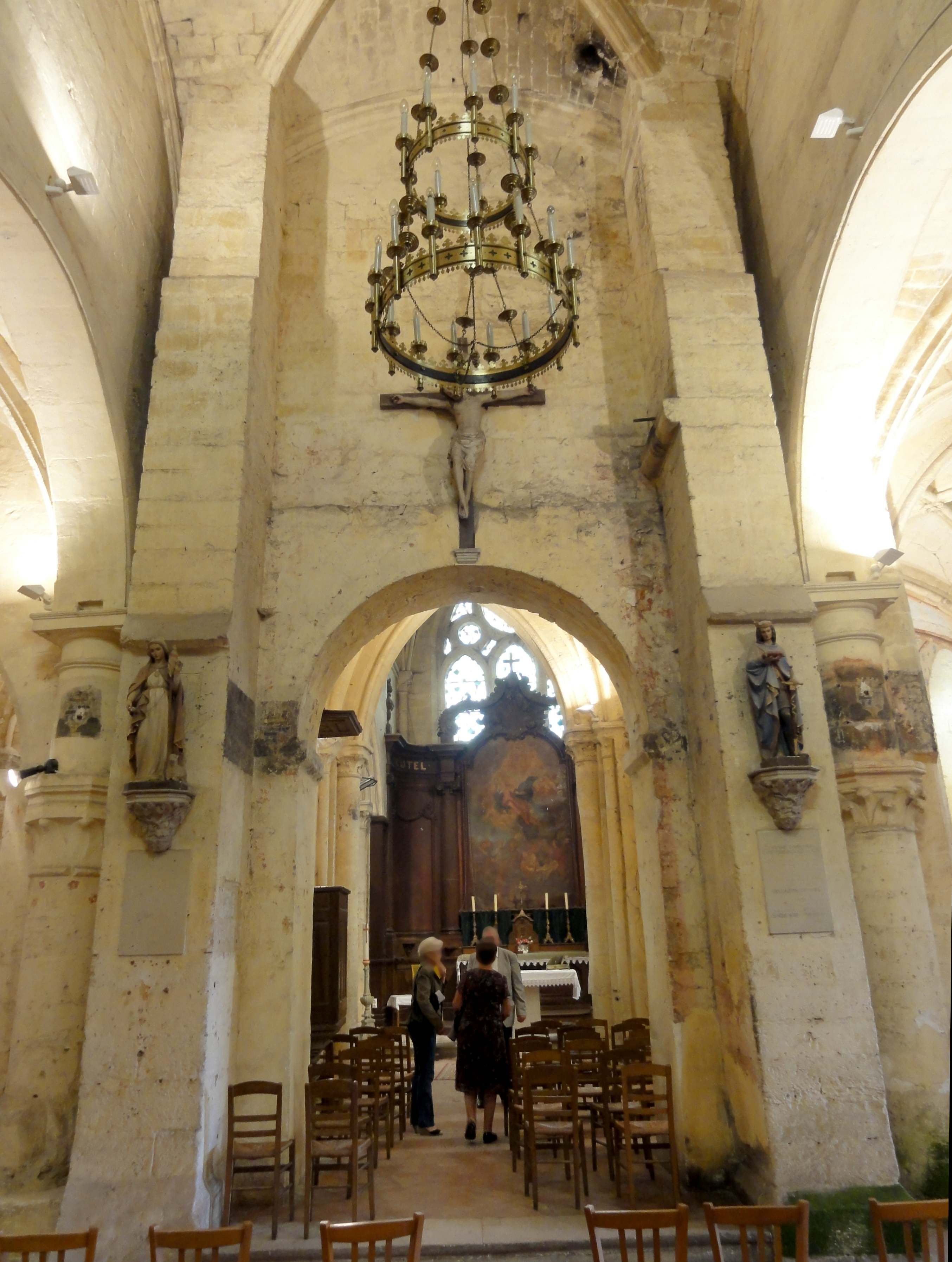
Nef, vue vers l'est.

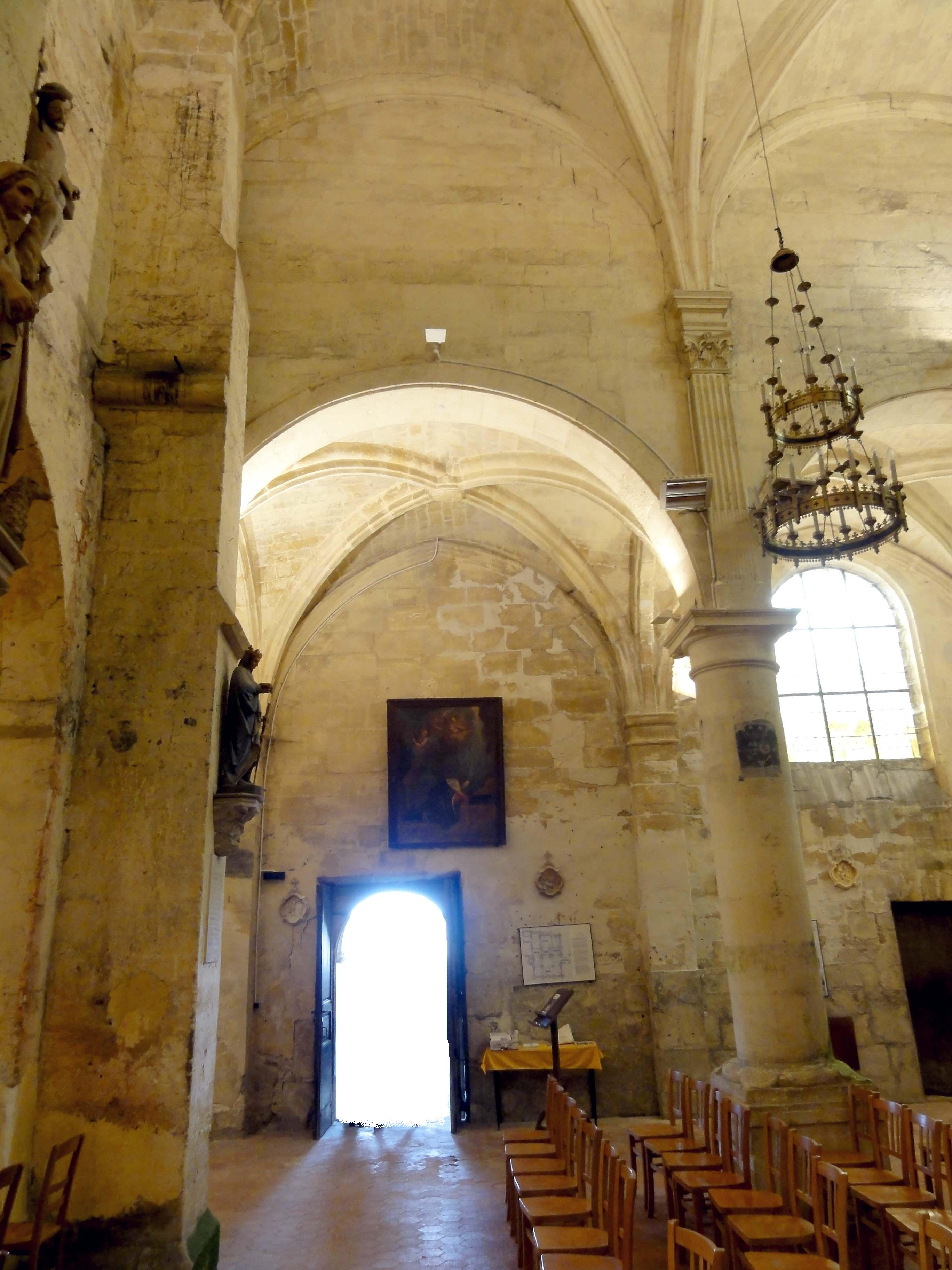
2e travée, élévation sud.

La nef est large et plus élevée que ne le laisse soupçonner le toit en appentis du porche, qui descend assez bas. Cependant, elle est très courte, et manque d'éclairage par la lumière naturelle. Le jour entre seulement par une fenêtre en plein cintre en haut du mur occidental, sans remplage, et par les fenêtres occidentales et latérales de la première travée des deux bas-côtés. La deuxième travée est entièrement dépourvue de fenêtres. En dépit de son voûtement tardif, en pleine période classique, la nef paraît très homogène. Aussi bien que les grandes arcades des années 1570-1590 que les voûtes de 1714 sont en plein cintre. L'exécution des voûtes est soignée, avec des arc formerets, des clés de voûte sculptées de feuillages, et des nervures des voûtes au profil complexe, présentant au milieu un tore. En ce qui concerne les ogives, la mouluration s'inscrit dans le même esprit qu'à Épiais-Rhus, à la Renaissance. Conformément à la règle de la superposition des ordres, les supports des grandes arcades et ceux des hautes-voûtes, qui ont déjà été réalisés au XVIe siècle, sont de deux types différents. À l'intersection des deux travées, les grandes arcades retombent sur les tailloirs carrés de colonnes toscanes, dont les bases en forme de tore aplati sont flanquées de griffes végétales, et reposent sur de hauts socles carrés. De simples cylindres sont suspendus sous les angles débordants des tailloirs, en lieu et place de pommes de pin, de têtes de chérubin, de rosaces ou de feuillages, comme à Attainville, Frémécourt, Marines, etc. À la fin des grandes arcades, l'on trouve des piliers engagés analogues, qui reposent sur les tailloirs des chapiteaux du début du XIIIe siècle, déjà mentionnées. Ces supports sont peu visibles, car situés immédiatement à côté des contreforts du clocher. Ceux-ci sont structurés par un larmier au niveau de l'arc triomphal, et se retraitent par un fruit situé plus haut. Les larmiers ne sont pas cohérents avec l'époque de construction, et ne devraient pas être antérieurs au XIIIe siècle. Au nord du contrefort de droite (sud), existe une imposte au profil d'un listel et d'un quart-de-rond, dont Claire Perusset n'a pas pu trouver la raison d'être. L'abbé Loisel a déduit de l'existence des contreforts que l'église était initialement dépourvue de nef. Pourtant, il y a des cas comparables, où la nef est pourtant indéniablement romane : Bellay-en-Vexin, Le Mogneville, Nogent-sur-Oise...
Au début des grandes arcades, au revers de la façade, l'on trouve également des piliers engagés, qui se distinguent des piliers isolés par le plan octogonal des tailloirs, et l'absence de griffes sur les bases. Par ailleurs, l'on peut signaler une corniche fortement saillante un peu plus haut, qui est en fait une coursière sans garde-corps permettant de passer des combles du bas-côté nord vers ceux du bas-côté sud, moyennant de petites portes rectangulaires. Pour venir aux supports du second ordre, ce sont des pilastres corinthiens cannelés, aux chapiteaux ajourés et bien fouillés, surmontés d'une section d'entablement aniconique. Au milieu des bas-côtés, et au sud de l'arcade vers le croisillon sud, ce sont également des pilastres que Nicolas Le Mercier a retenu. L'ordre corinthien étant réservé au niveau supérieur, il a préféré imaginer un décor librement inspiré de l'architecture antique. Les chapiteaux se présentent comme des frises de tresses de faible relief. Il n'y a pas de sections d'entablement. Les échines des tailloirs sont garnies d'un rang d'oves et de dards. Pour une raison que l'on a du mal à discerner, l'architecte a troqué le pilastre contre une fine colonnette engagé au nord du doubleau vers le croisillon nord. Son chapiteau rond affiche le même motif que les frises. Ce type de support aurait pu convenir pour les extrémités nord-ouest et sud-ouest, mais à l'instar des colonnes engagées des grandes arcades, l'architecte a donné la préférence à des tailloirs polygonaux. En plus, le chapiteau est toscan dans l'angle sud-ouest. Dans l'angle nord-ouest, il ressemble étrangement à un chapiteau de crochets du début du XIIIe siècle, ce qui a échappé à Claire Perusset, mais l'état de dégradation du chapiteau rend de toute façon difficile une analyse détaillée. Il y a encore d'autres réminiscences du style gothique dans les bas-côtés. C'est l'arc brisé des voûtes, et la mouluration autour de la grande fenêtre méridionale, en arc brisé et sans remplage : on y voit une gorge et un cavet. Plus courant pour la Renaissance est la doucine qui entoure la petite baie septentrionale, qui est en plein cintre. Quant aux deux fenêtres occidentales, ce sont des lancettes simples en plein cintre non décorées, à double ébrasement. Elles pourraient subsister des bas-côtés de la précédente nef. Ce n'est certainement pas le cas des voûtes, dont les ogives se caractérisent par une modénature méplate, assez répandue à la Renaissance, davantage en pays de France que dans le Vexin. Le profil des grandes arcades est également méplat. Quant aux clés de voûte des bas-côtés, elles ont été bûchées à la Révolution.

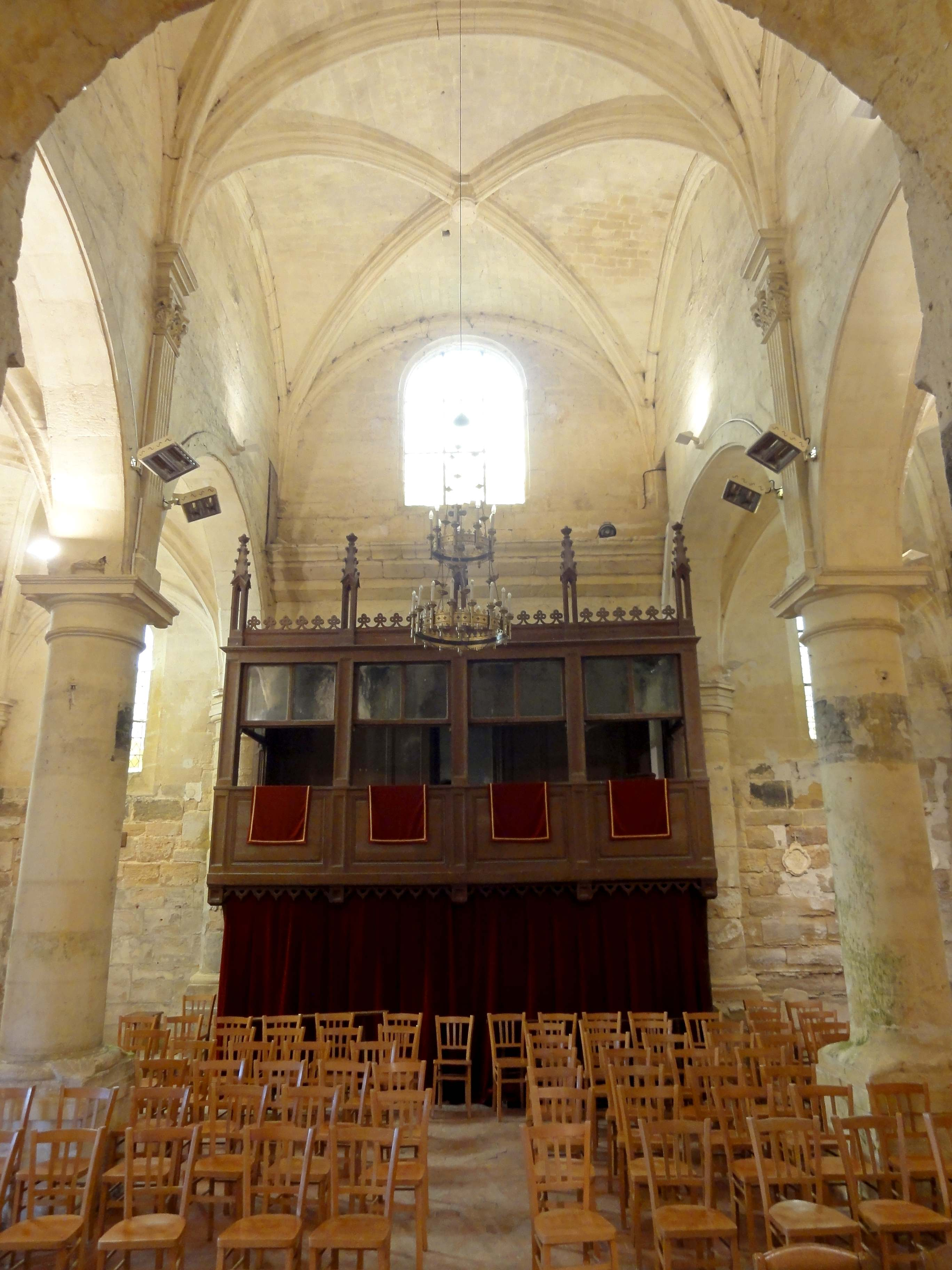
Nef, vue vers l'ouest.
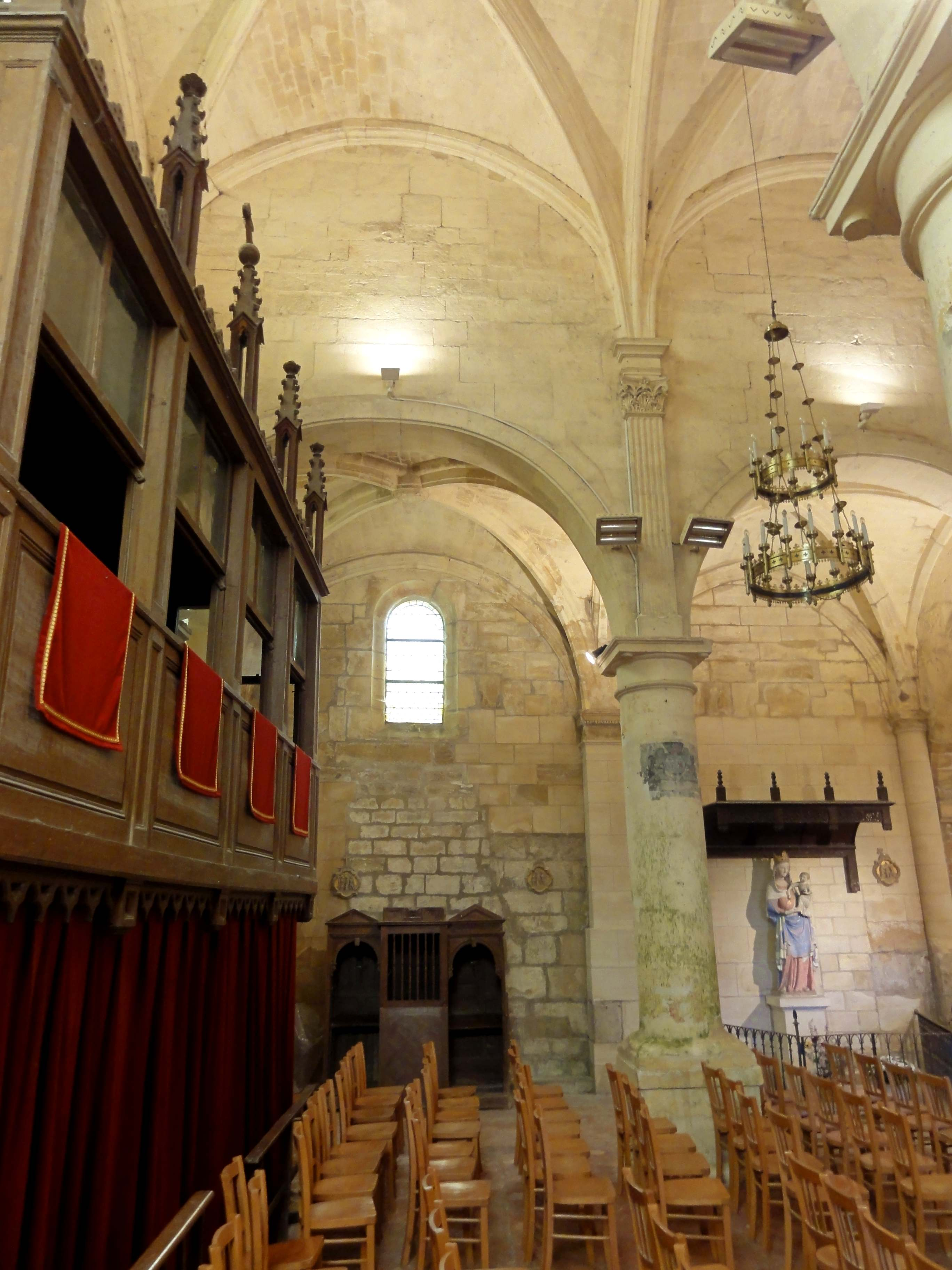
Nef, 1re travée, élévation nord.
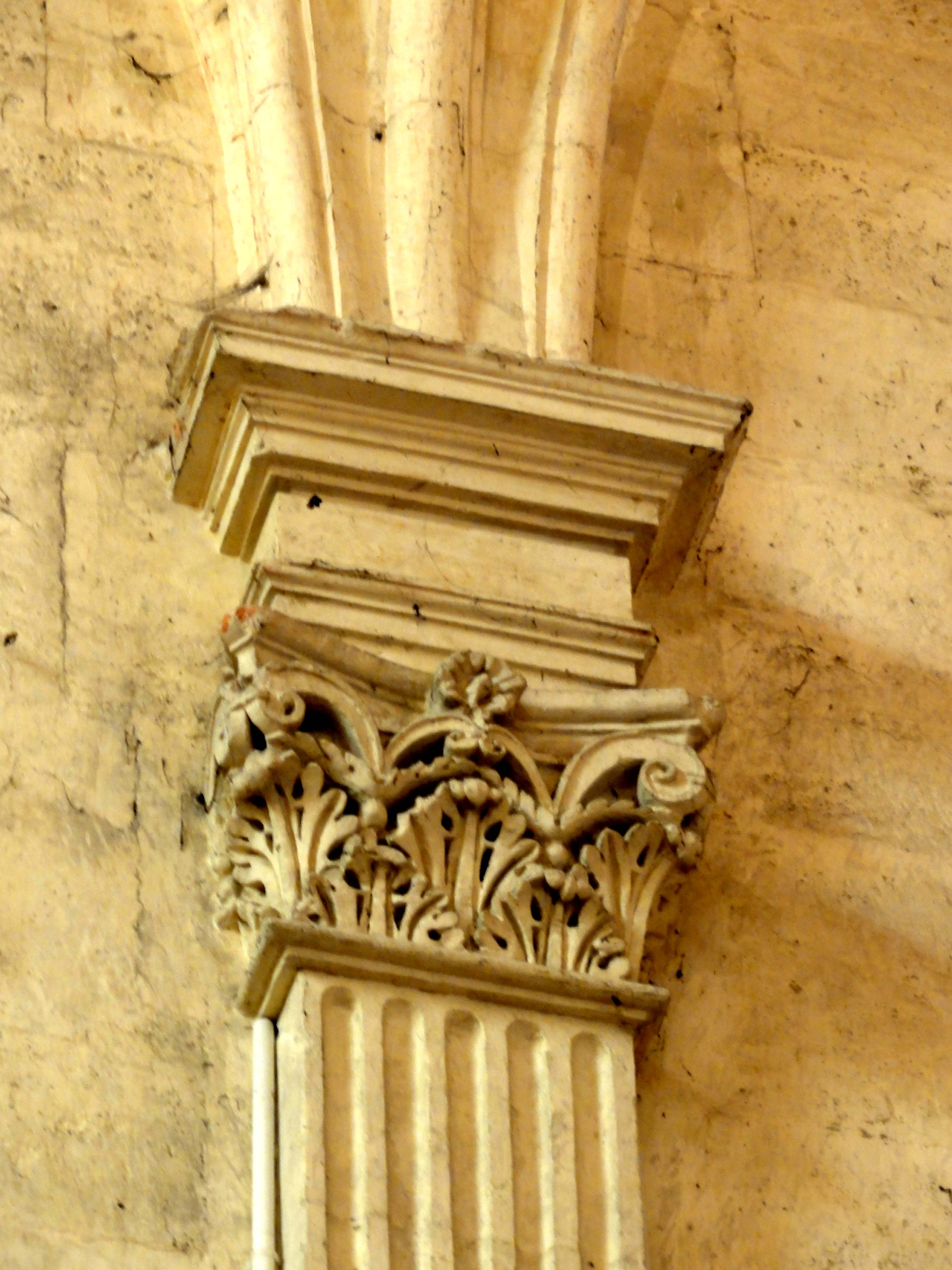
Nef, chapiteau corinthien des hautes-voûtes.
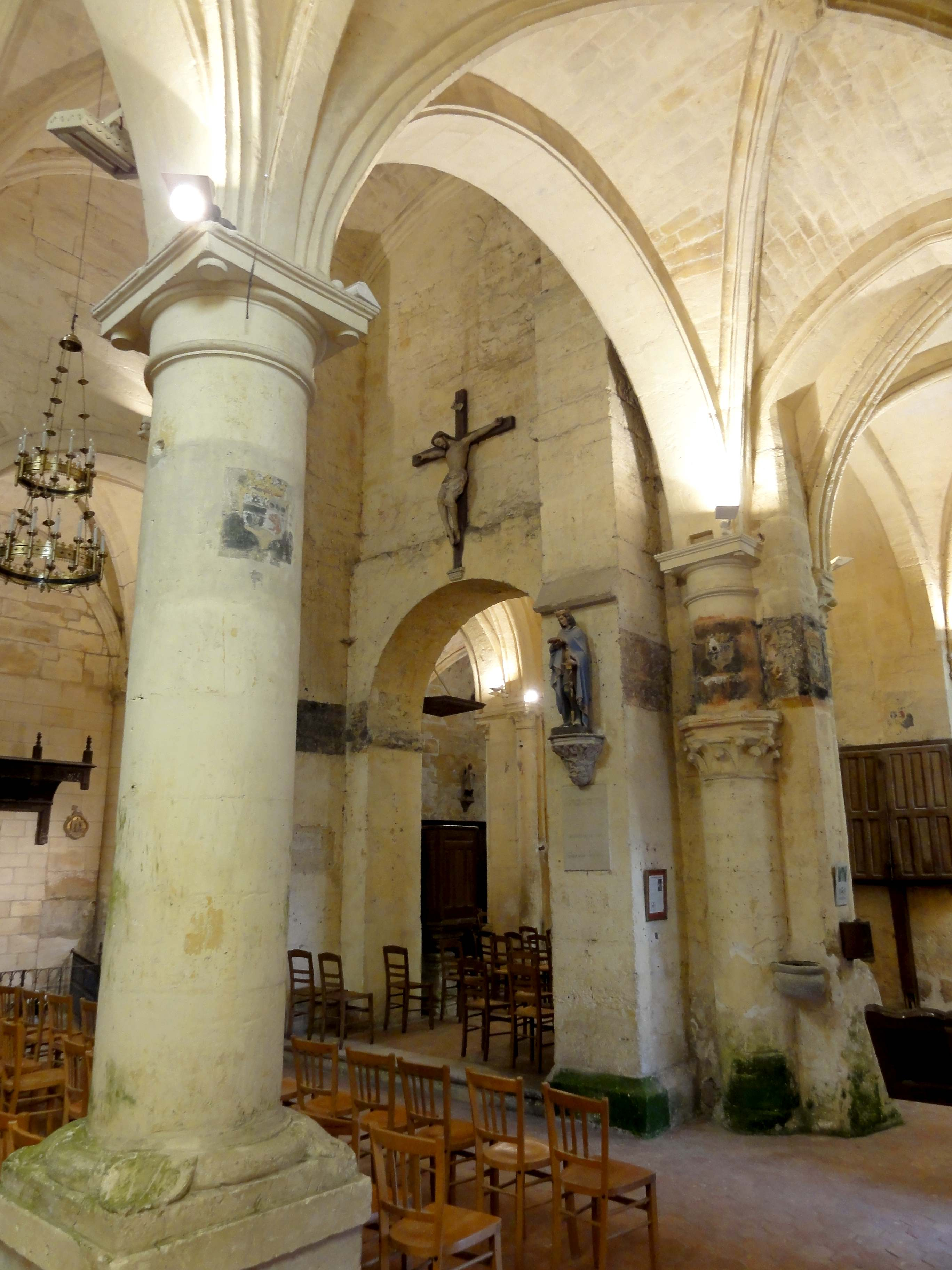
Bas-côté sud, vue par la 2e grande arcade.
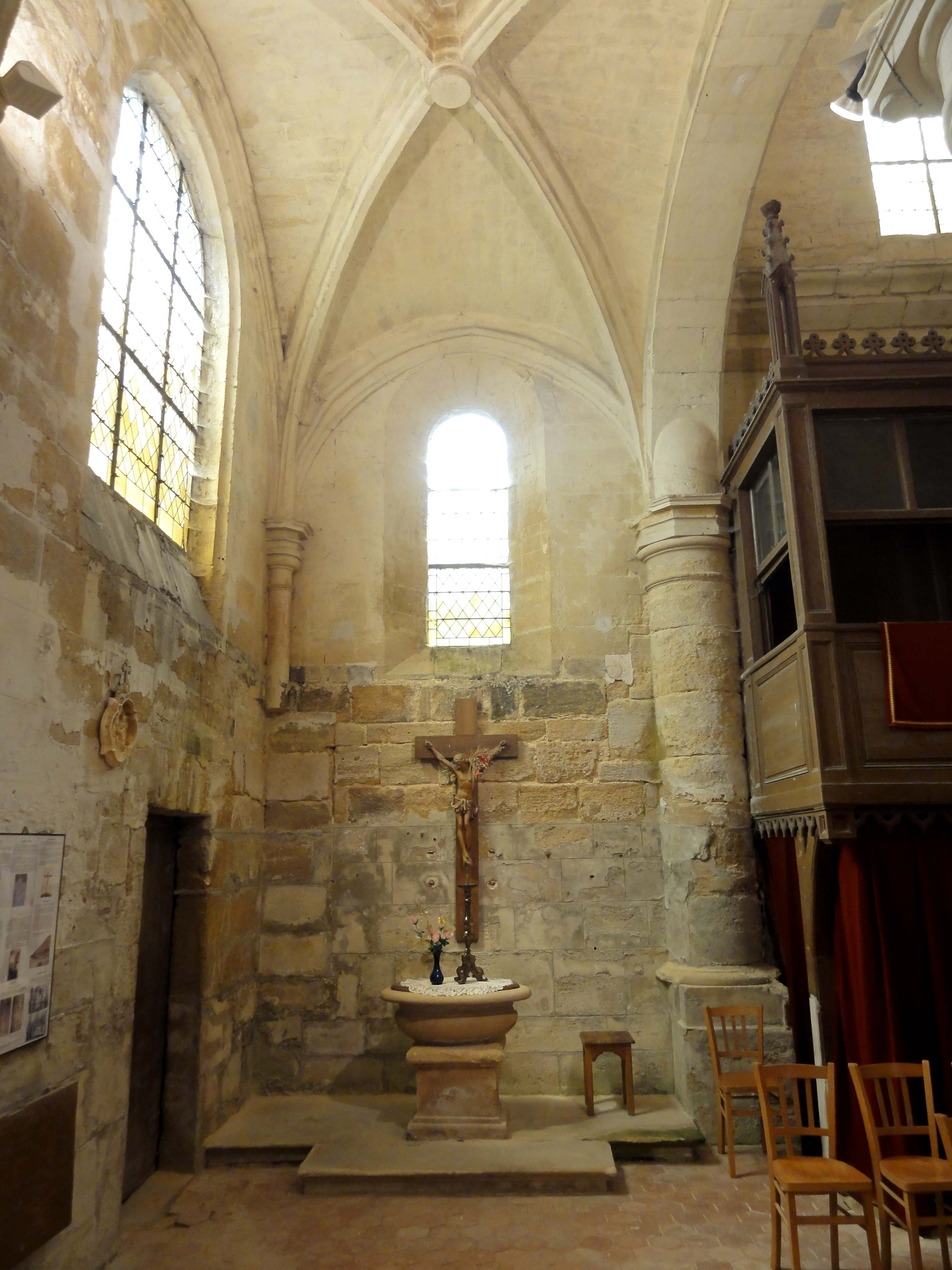
Bas-côté sud, vue vers l'ouest.
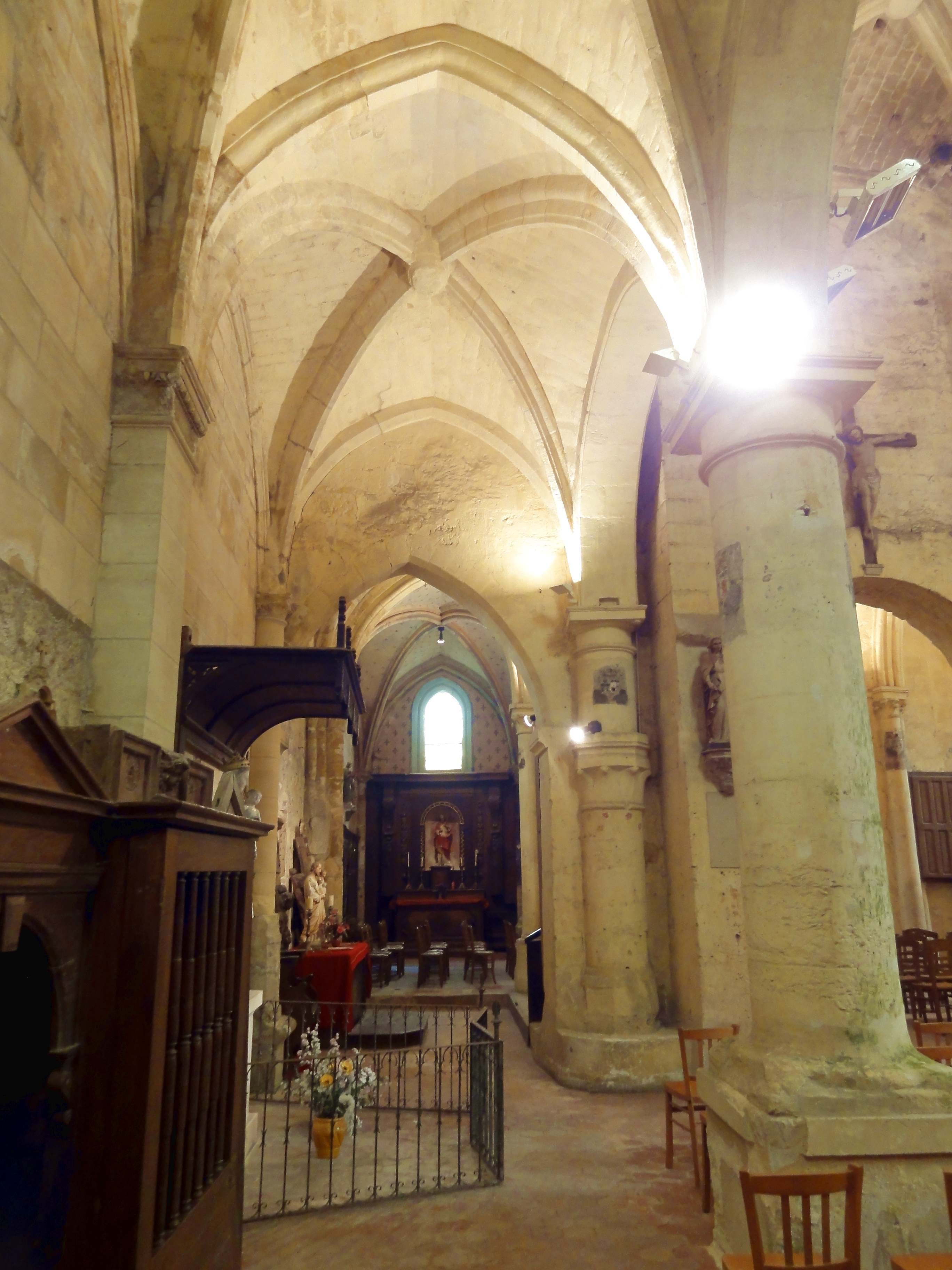
Bas-côté nord, vue vers l'est.

#### Croisillon et chapelle latérale sud

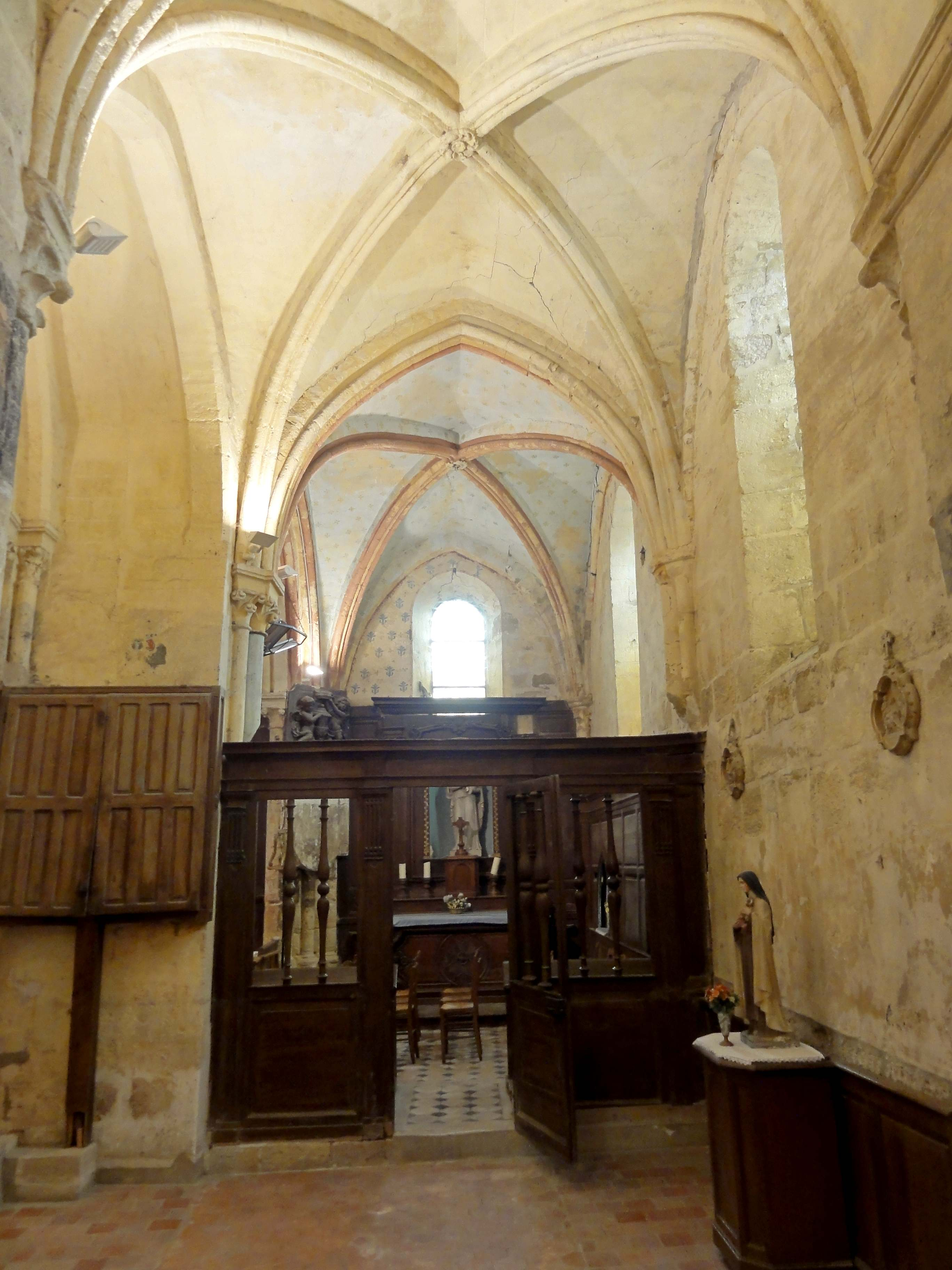
Croisillon sud, vue vers l'est.

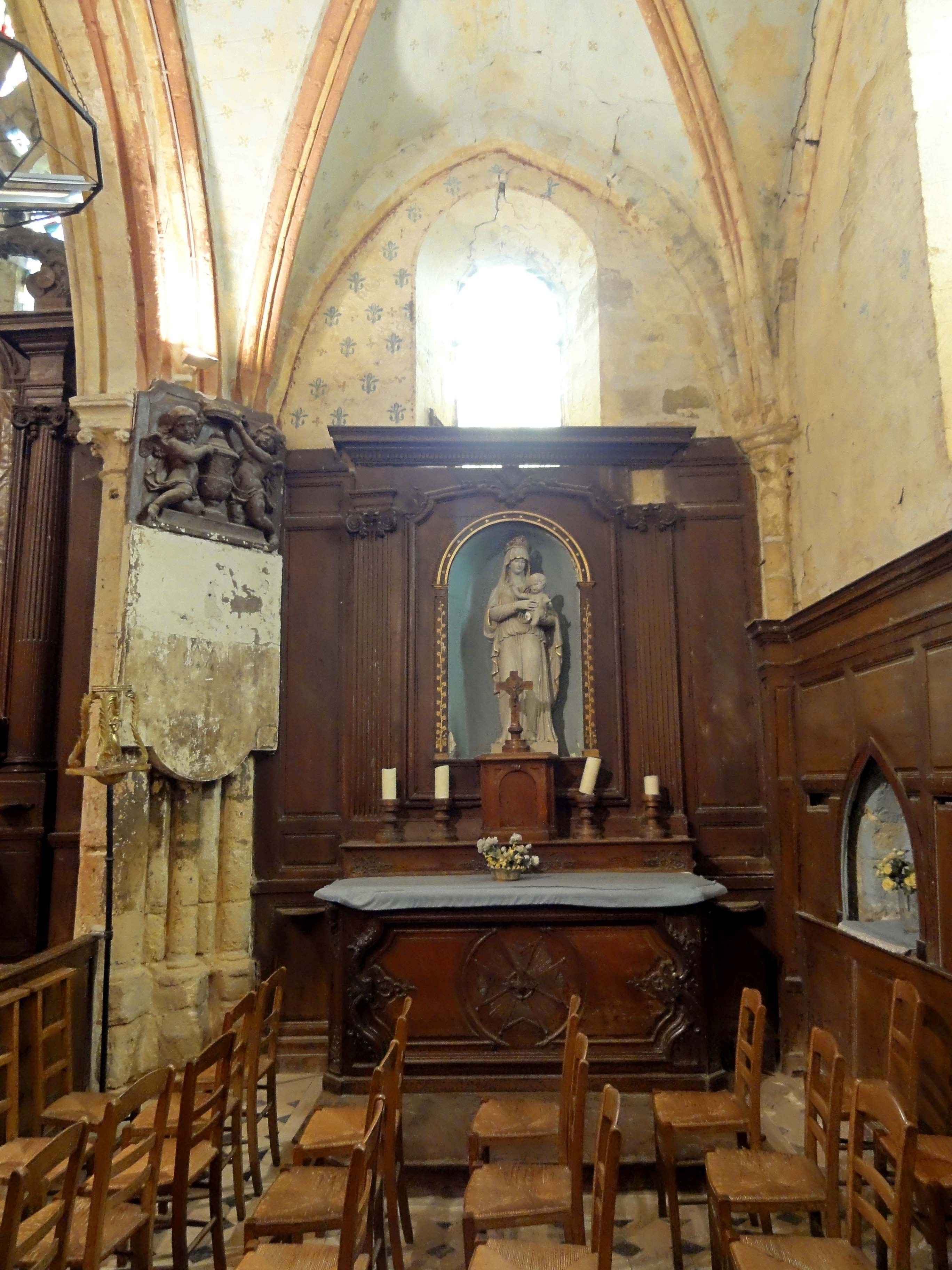
Chapelle latérale sud, vue vers l'est.

Le croisillon sud, ou plutôt la première travée de la chapelle qui le remplace, a été bâti en totale indépendance de la base du clocher et du bas-côté, mais est homogène avec la chapelle latérale sud du chœur. Ce sont notamment les arcades ou doubleaux qui permettent ce constat. L'arcade méridionale de la base du clocher a été refaite en tiers-point, sans mouluration, lors de l'une des campagnes de reconstruction à la période gothique. Au sud, un doubleau, situé plus bas et masquant cette arcade en regardant depuis le sud, est plaqué devant. Ce doubleau est en arc brisé, et a les arêtes chanfreinées. Le doubleau qui délimite le croisillon vers l'ouest est en revanche mouluré d'un tore unique, comme s'il s'agissait d'un formeret. Il jouxte immédiatement le large doubleau au profil méplat de la Renaissance, qui marque la fin du bas-côté de la nef. Le doubleau à l'intersection entre les deux travées dont il est question ici est au profil d'un onglet entre deux tores, et les ogives montrent une fine arête entre deux tores. Ce sont des profils très courants à la première période gothique. La clé de voûte, dont le diamètre ne dépasse pas celui des ogives, est décorée d'une rosace « tournante », suggérant un mouvement de rotation. Les formerets sont de simples rangs de claveaux chanfreinés, ce qui indique généralement une période de construction relativement haute. Côté ouest, près du bas-côté, la retombée du doubleau et des ogives s'effectue sur des faisceaux de deux colonnettes à chapiteaux. Il n'y a pas de supports pour le formeret au droit du mur gouttereau. À l'intersection entre les deux travées, l'on trouve des faisceaux de trois colonnettes à chapiteaux, qui sont également réservés au doubleau et aux ogives. Sur chacun des quatre faisceaux cités, tous les fûts se partagent un même tailloir, qui est au plan d'un quart-d'octogone dans les angles, et de plan trapézoïdal de part et d'autre du doubleau intermédiaire. Cette disposition tend à disparaître bientôt après le début du XIIIe siècle. Les corbeilles des chapiteaux sont sculptés de feuilles grasses et de crochets épanouis. Des fûts, ne subsistent plus que les parties supérieures. Les parties inférieures et les bases ont été supprimées pour la pose des boiseries, qui ont été déposées lors de l'une des restaurations, mais subsistent dans la chapelle. La fenêtre est une lancette unique assez étroite, à double ébrasement.
Si la plupart des églises du Vexin conservant une base de clocher d'origine romane ont connu une reprise totale des croisillons, Montgeroult présente l'un des rares exemples où une chapelle latérale ou un bas-côté du chœur est plus ancien que le vaisseau central. La grande arcade vers le chœur est effectivement issue de la même campagne de construction que le croisillon sud et la chapelle latérale sud. Pourtant, les supports de cette arcade ne semblent pas tout à fait harmonisés avec le système des faisceaux de trois colonnettes accolées à tailloir commun, comme on peut le constater à l'est de la pile du clocher. Les colonnettes à chapiteaux correspondant au rouleau supérieur de l'arcade, et la colonne engagée correspondant au rouleau inférieur, possèdent en effet des tailloirs carrés indépendants, et sont logées dans des ressauts des piliers, dont l'on aperçoit nettement les angles saillants entre deux fûts. Le profil des tailloirs et la sculpture des chapiteaux sont toutefois homogènes, et le profil de l'arcade s'accommode avec les profils des nervures des voûtes. Le rouleau inférieur affiche un tore, comme le doubleau vers le bas-côté de la nef, et le rouleau supérieur, un large méplat entre deux tores. Ce sont les profils les plus courants à la première période gothique. Au droit du chevet, la grande arcade retombe de la même façon. Quant aux ogives, elles retombent sur des colonnettes à chapiteaux uniques dans les angles du chevet, ce qui n'est pas une rupture avec le principe appliqué au croisillon, puisque le formeret au chevet n'est pas davantage mouluré que les autres. La clé de voûte ressemble à celui du croisillon, et les fenêtres sont également similaires, mais plus larges. Dans leur ensemble, les deux travées du sud sont d'une architecture soignée, mais très commune à l'époque de construction, ce qui ne permet pas aisément de détecter les influences venues de grands édifices. On peut toutefois faire le rapprochement avec les voûtes de la nef de Cormeilles-en-Vexin, avec lesquelles presque toutes les caractéristiques sont partagés. La polychromie architecturale de la chapelle n'est pas d'origine, et remonte seulement au XIXe siècle.

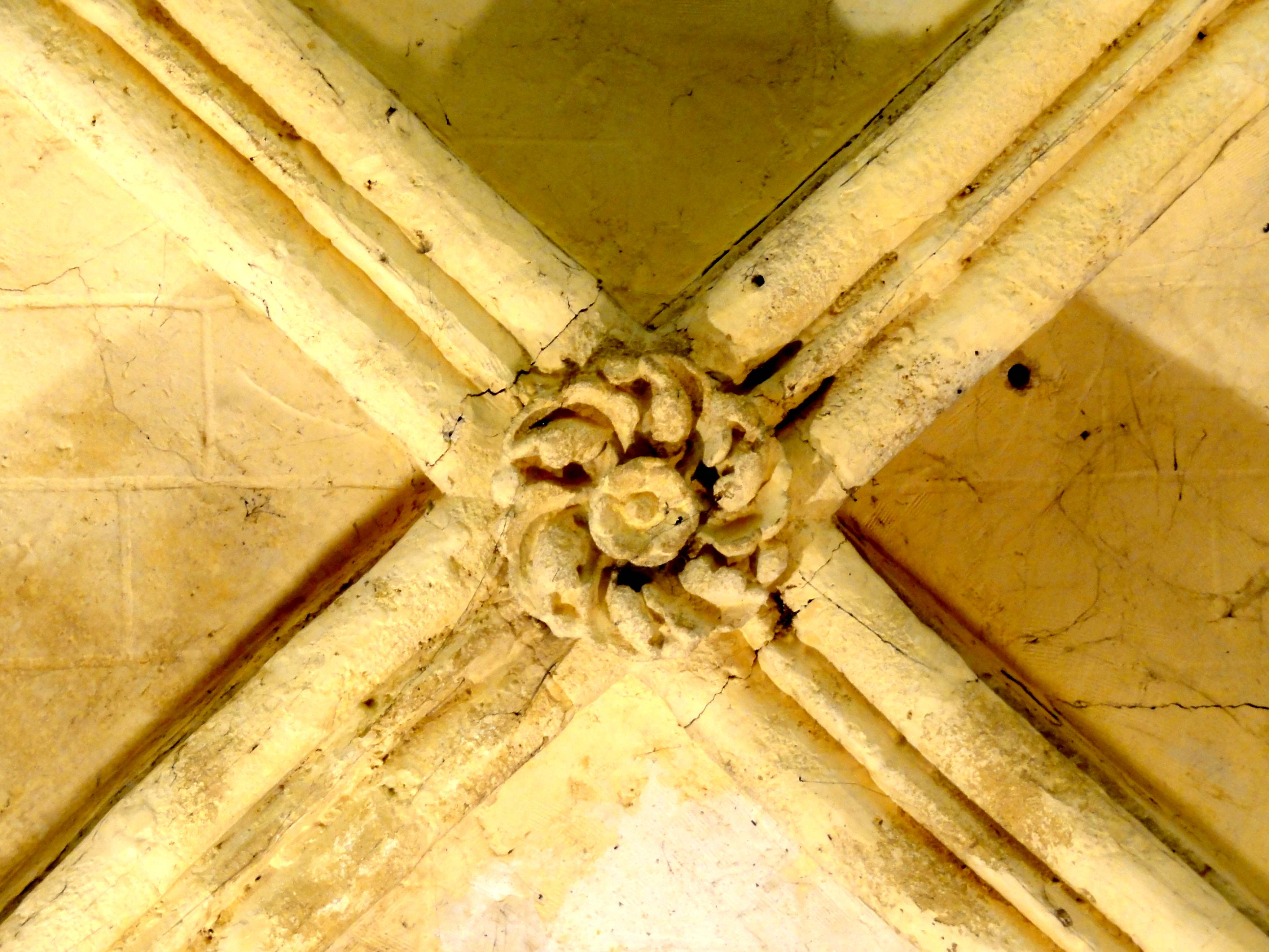
Croisillon sud, clé de voûte.
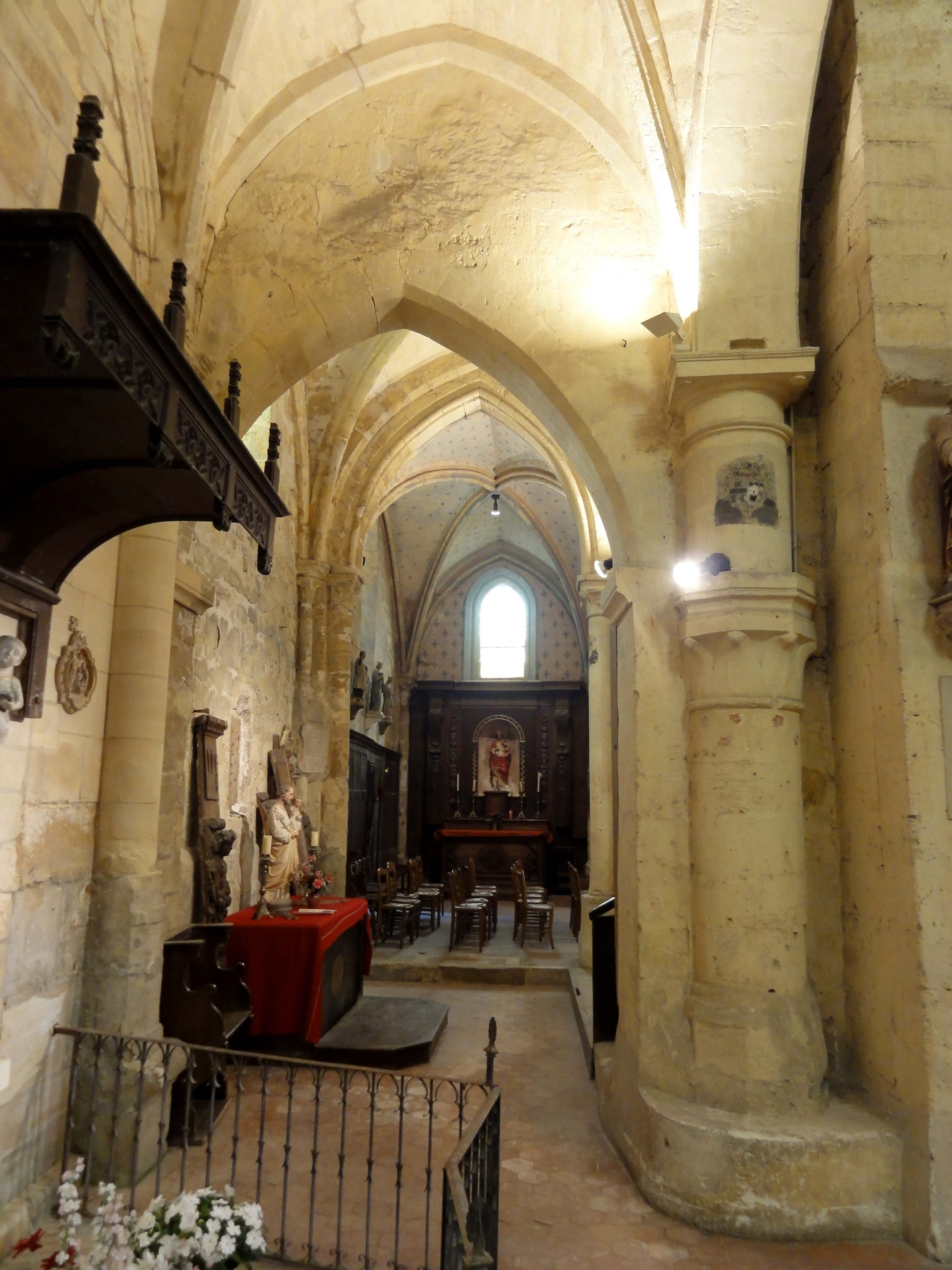
Vue depuis le bas-côté.
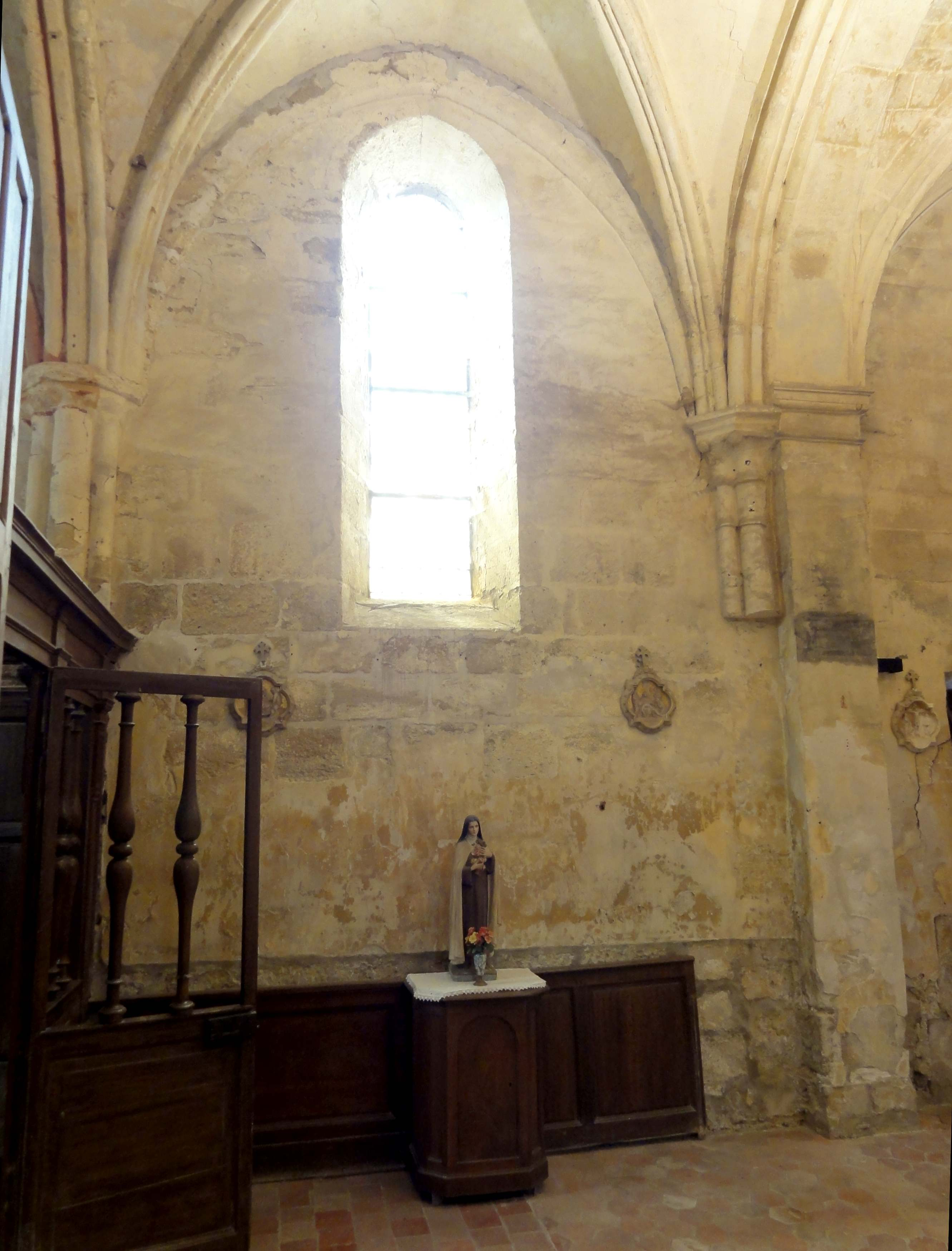
Croisillon sud, élévation sud.
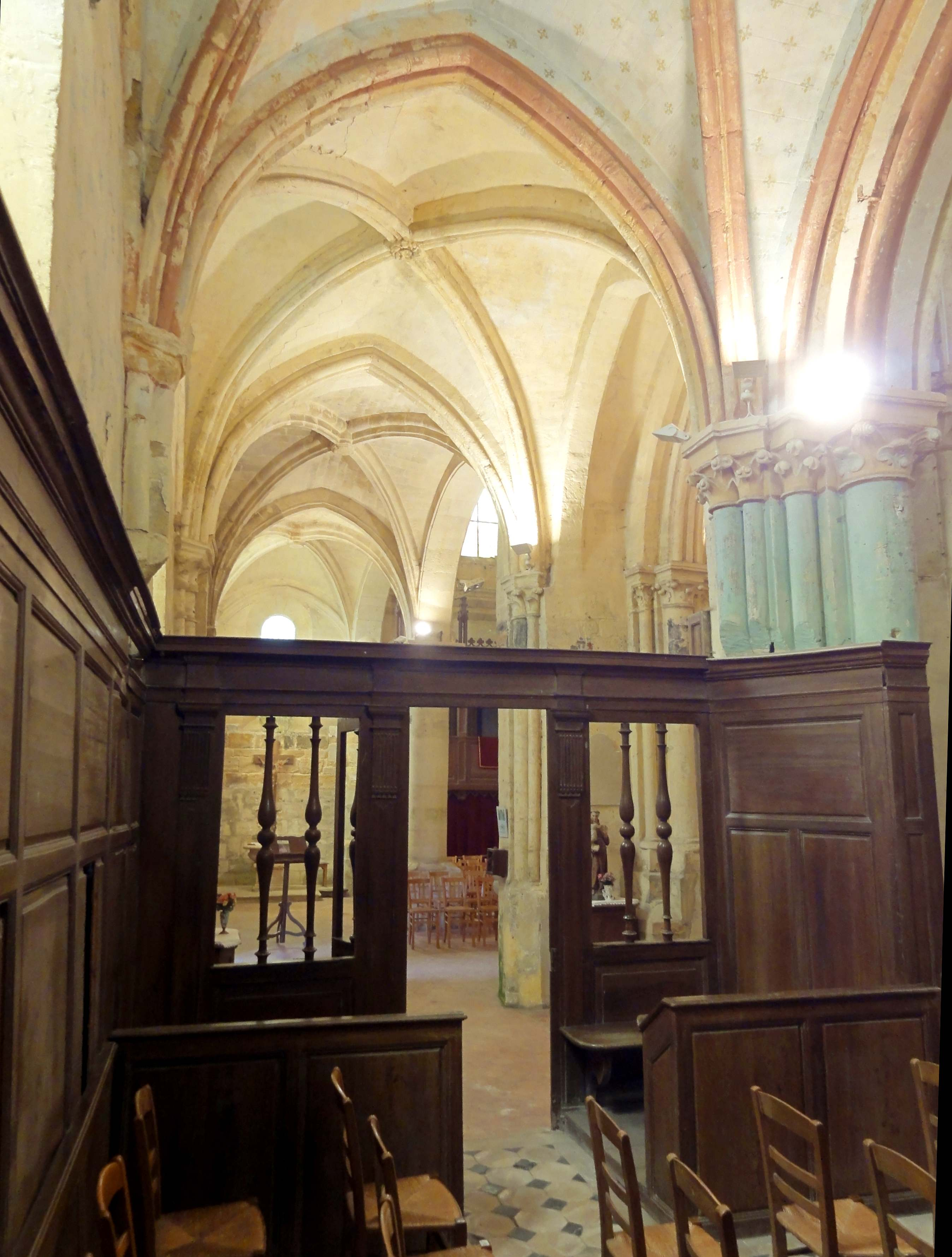
Chapelle latérale sud, vue vers l'ouest.
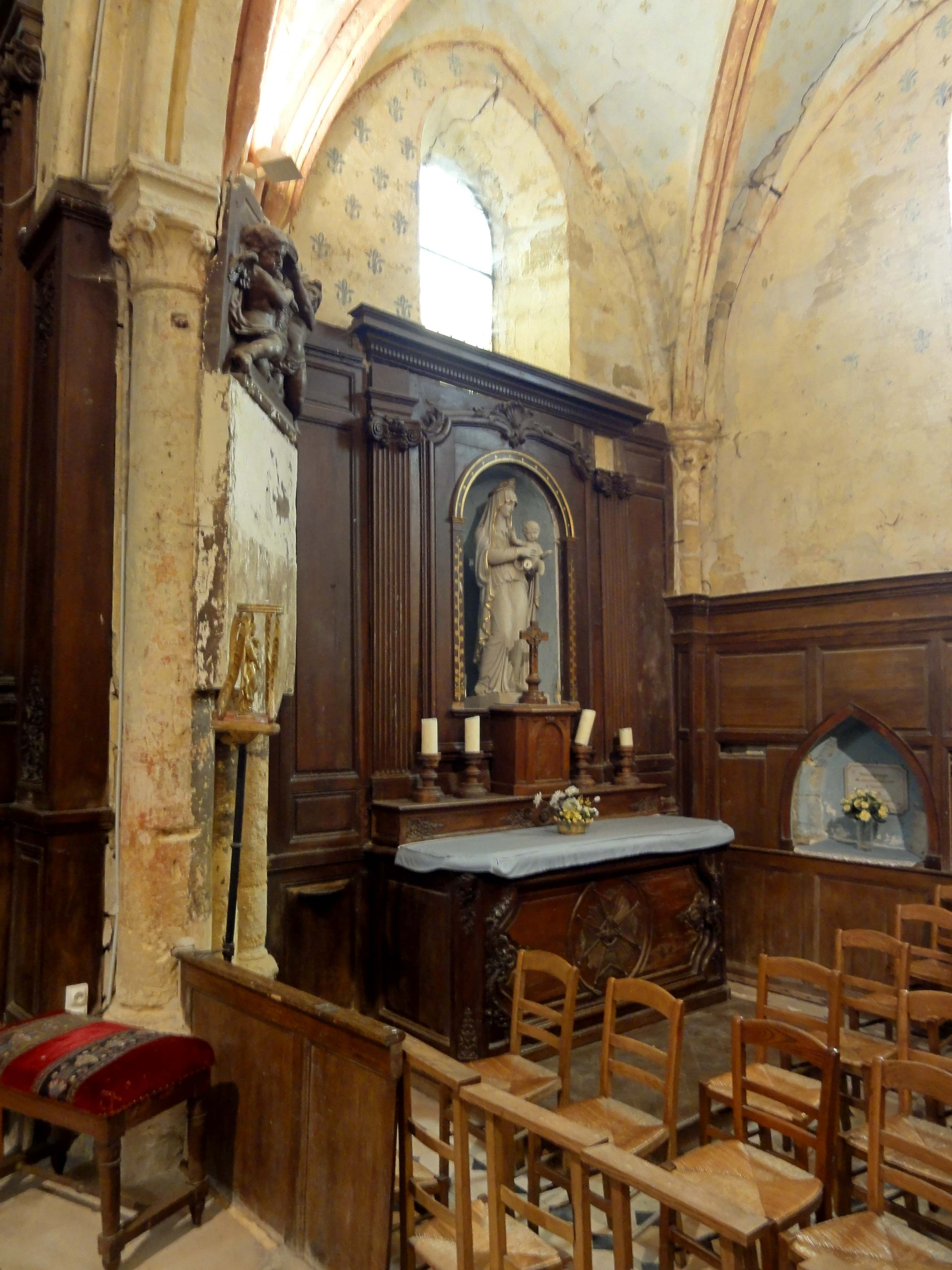
Chœur, vue vers le sud-est dans la chapelle.
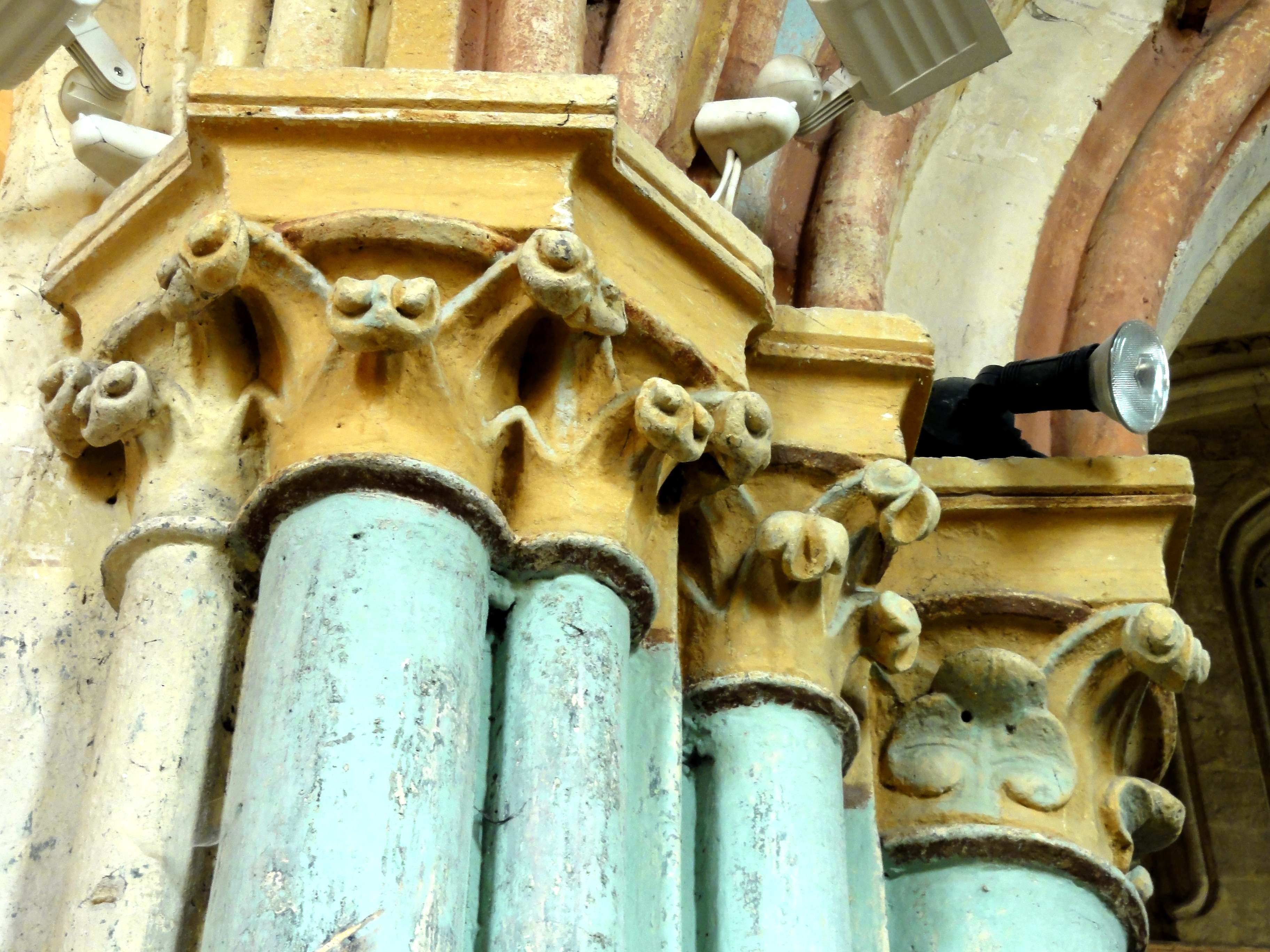
Chapiteaux au sud de la pile sud-est du clocher.

#### Base du clocher et croisillon nord

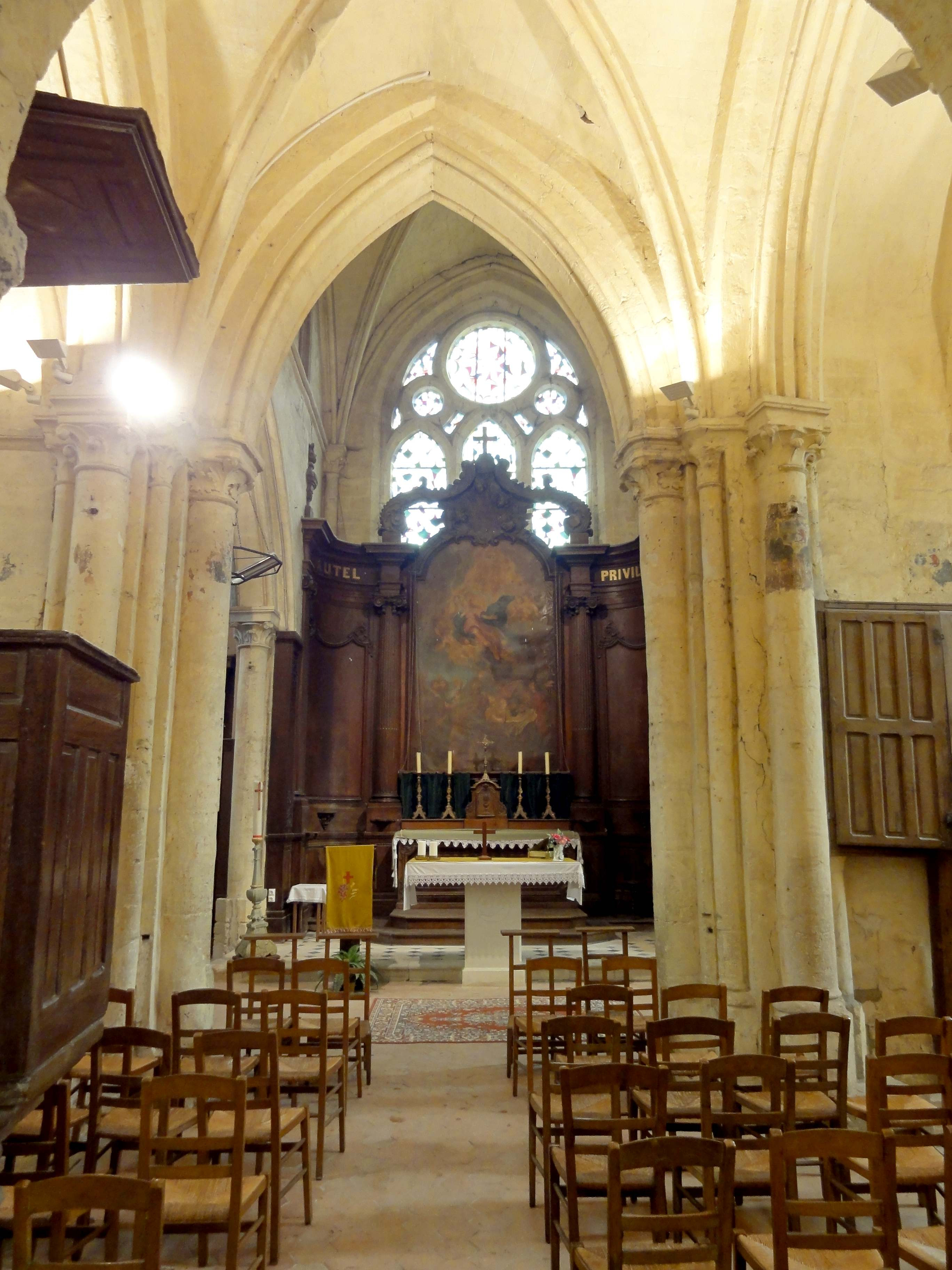
Base du clocher, vue vers l'est dans le chœur.

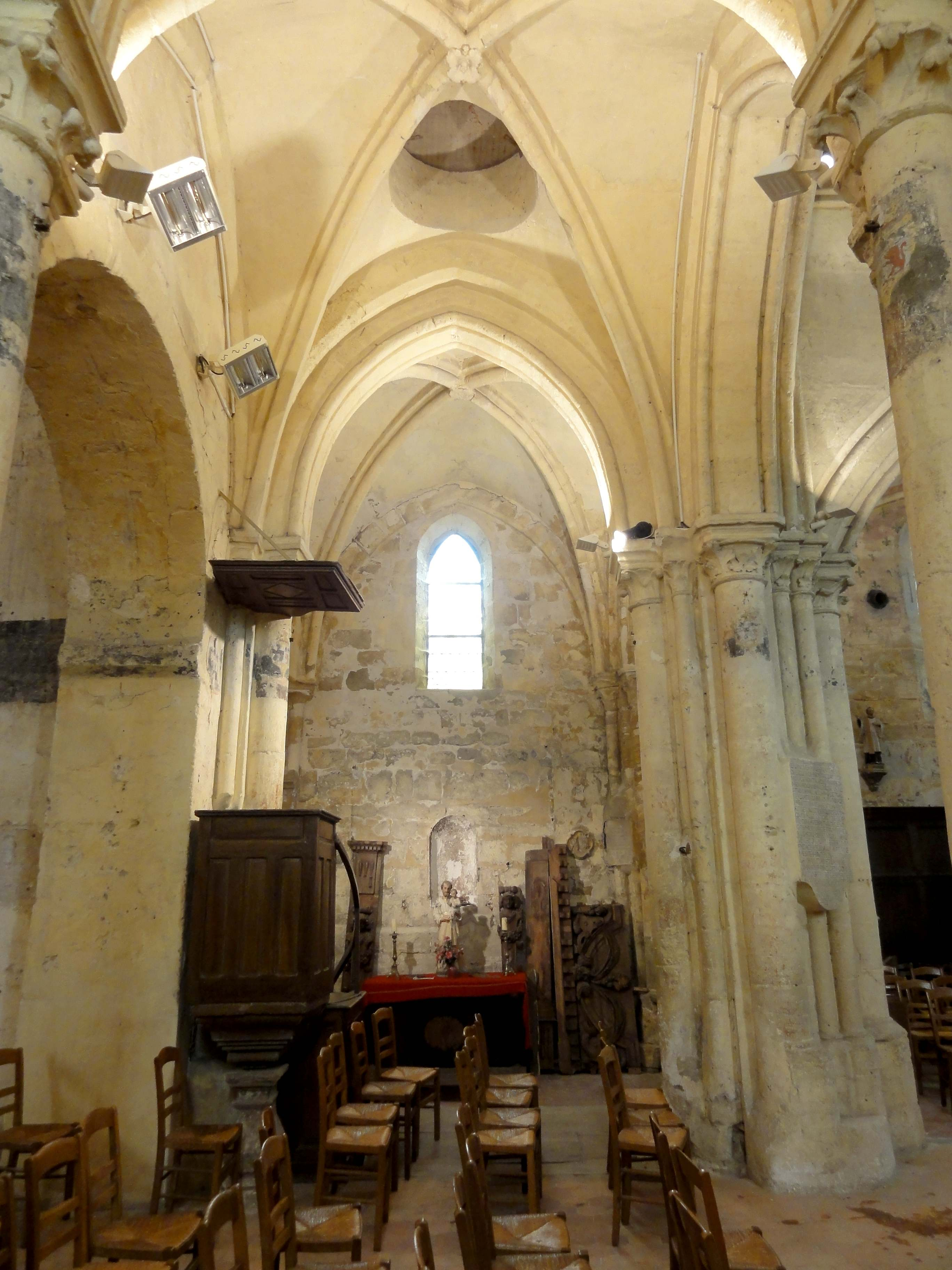
Base du clocher, vue vers le nord.

La base du clocher ou croisée du transept a été remaniée si profondément au premier quart du XIIIe siècle, que seulement l'arcade occidentale vers la nef, qui tient lieu d'arc triomphal, conserve encore son caractère roman primitif, et que les traces mêmes de ce remaniement sont peu visibles à l'intérieur de la travée. Des piliers fasciculés tout à fait habituels pour l'époque sont visibles au nord-est et au sud-est, et rien n'apparaît des grosses piles du clocher. On note seulement la position anormalement haute des bases au sud-ouest, où les socles font corps avec la pile du clocher. Sinon, la marque la plus évidente du remaniement sont les rangs de claveaux saillants aux-dessus des doubleaux nord, est et sud, que l'on pourrait aussi considérer comme formerets, car le formeret au-dessus de la basse arcade en plein cintre vers la nef est analogue. Au sud, le rang de claveaux supérieur est particulièrement saillant ; ailleurs, il se fait plus discret. Il faut donc souligner l'habileté du maître d'œuvre, qui a su mettre la base du clocher au goût du jour, tout en conservant le premier étage du clocher roman. Ses trois faces nord, est et sud sont uniquement visibles depuis les combles, et percées chacune d'une baie unique, alignée au centre. Ces baies ont apparemment été refaites au XIIIe siècle, et ont la fonction de passages d'intercommunication entre les différentes parties des combles de l'église (la baie orientale est située 3,00 m plus haut que les baies latérales). En revanche, la baie en plein cintre bouchée, dont l'on devine encore les contours depuis la nef, devrait dater d'origine. Elle est désaxée vers le sud, et Claire Perusset s'interroge sur sa fonction : de toute évidence, c'est également une ancienne porte, qui permettait d'accéder aux combles moyennant une échelle, avant la construction de la tourelle d'escalier.
Pour revenir à l'architecture du remaniement gothique de la base du clocher, elle est stylistiquement proche de celle du croisillon sud et de la chapelle attenante. Les principales différences sont des ogives à tore unique en forme d'amande ; des tailloirs aux angles abattus, disposés orthogonalement et non plus face aux ogives ; et des doubleaux à simple rouleau au nord, à l'est et au sud. Ici, comme déjà signalé dans le contexte du croisillon, le doubleau de la base du clocher est plaqué devant une épaisse arcade qui suit le même tracé, et qui devrait être issue du remaniement de l'arcade primitive vers l'ancien croisillon sud. La voûte du croisillon est située plus bas que celle de la base du clocher. Le profil des doubleaux est le même qu'au sud ; les tailloirs sont très similaires, avec une plate-bande supplémentaire en bas ; et la sculpture des chapiteaux se différencie essentiellement par les nervures (ou stries) plus accentuées des feuilles. Parfois, elles sont perlées. La flore est assez variée, et l'on trouve aussi des feuilles polylobées. Elle est influencée par des églises s'inspirant de  Notre-Dame-de-Paris, dont notamment les nefs d'Auvers-sur-Oise et Santeuil, et le chœur de Courcelles-sur-Viosne. La clé de voûte arbore quatre feuilles polylobées partant du centre. Une clé identique existe à Champagne-sur-Oise. Le voûtain nord a été percé d'un trou pour la remontée des clochers. Dans le croisillon nord, les dispositions sont analogues. Il y a aussi, de chaque côté, un formeret, sous la forme d'un rang de claveaux saillant, à l'arête taillée en biseau. Puisque l'arcade septentrionale primitive de la base du clocher n'a pas été conservée (contrairement à son homologue au sud, remanié), la voûte du croisillon nord dispose de davantage de place, et ses supports sont directement attenants aux piles du clocher. Mais la présence des contreforts septentrionaux des piles nord-ouest et nord-est du clocher n'a pour autant pas permis de rendre les doubleaux vers le bas-côté de la nef et la chapelle latérale du chœur plus larges. Au contraire, ces arcades sont étroites, excentrées vers le nord, et surmontées d'une portion de mur, telles des arcs diaphragmes. L'arcade vers le bas-côté a été refaite au moment de la construction de ce dernier, avec de simples impostes et sans colonnettes à chapiteaux, et la colonnette de l'ogive dans l'angle nord-ouest a été mutilée à la même occasion. Le jour entre par une lancette unique, curieusement sans glacis à son seuil.

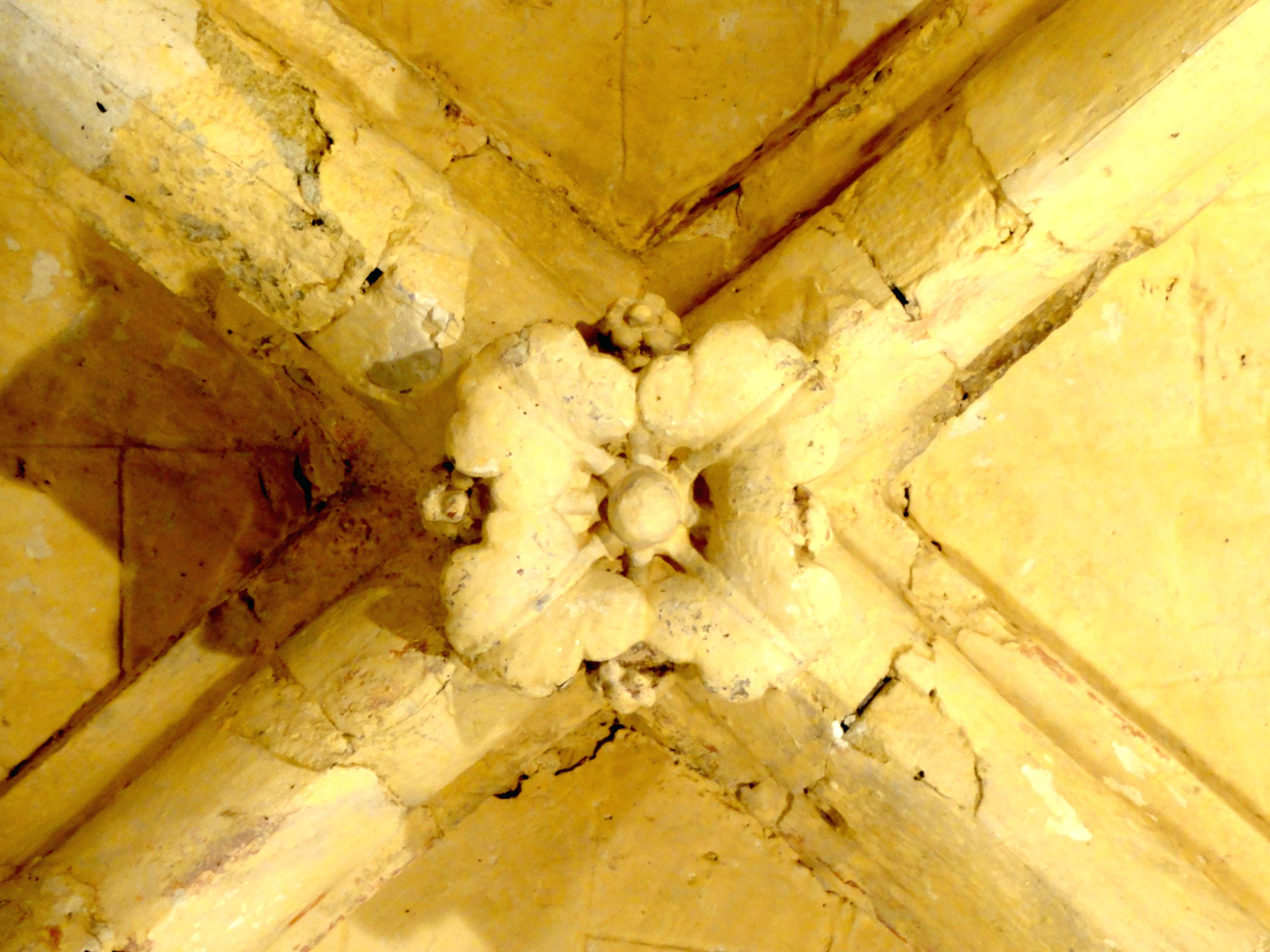
Base du clocher, clé de voûte.
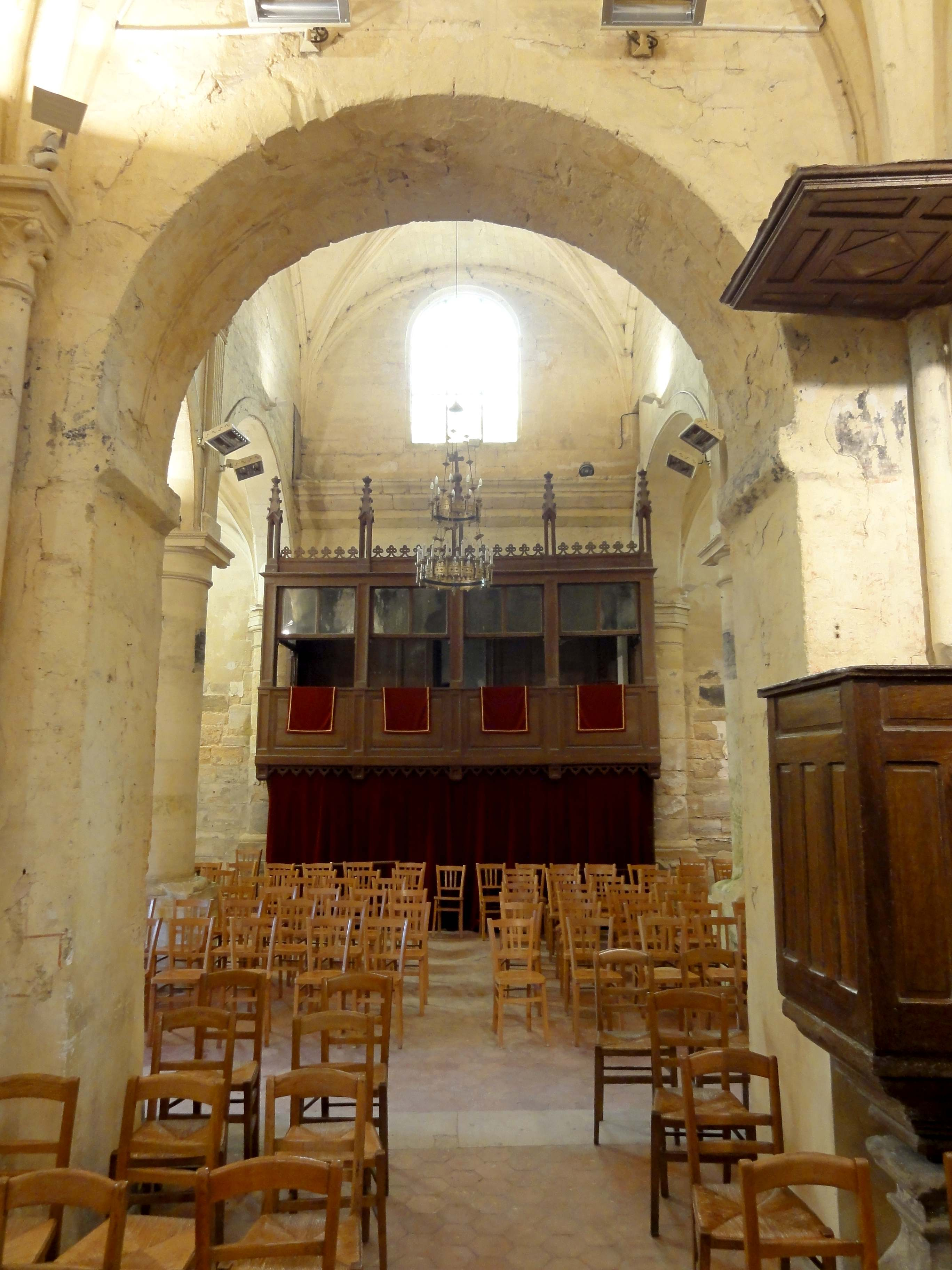
Base du clocher, vue vers l'ouest.
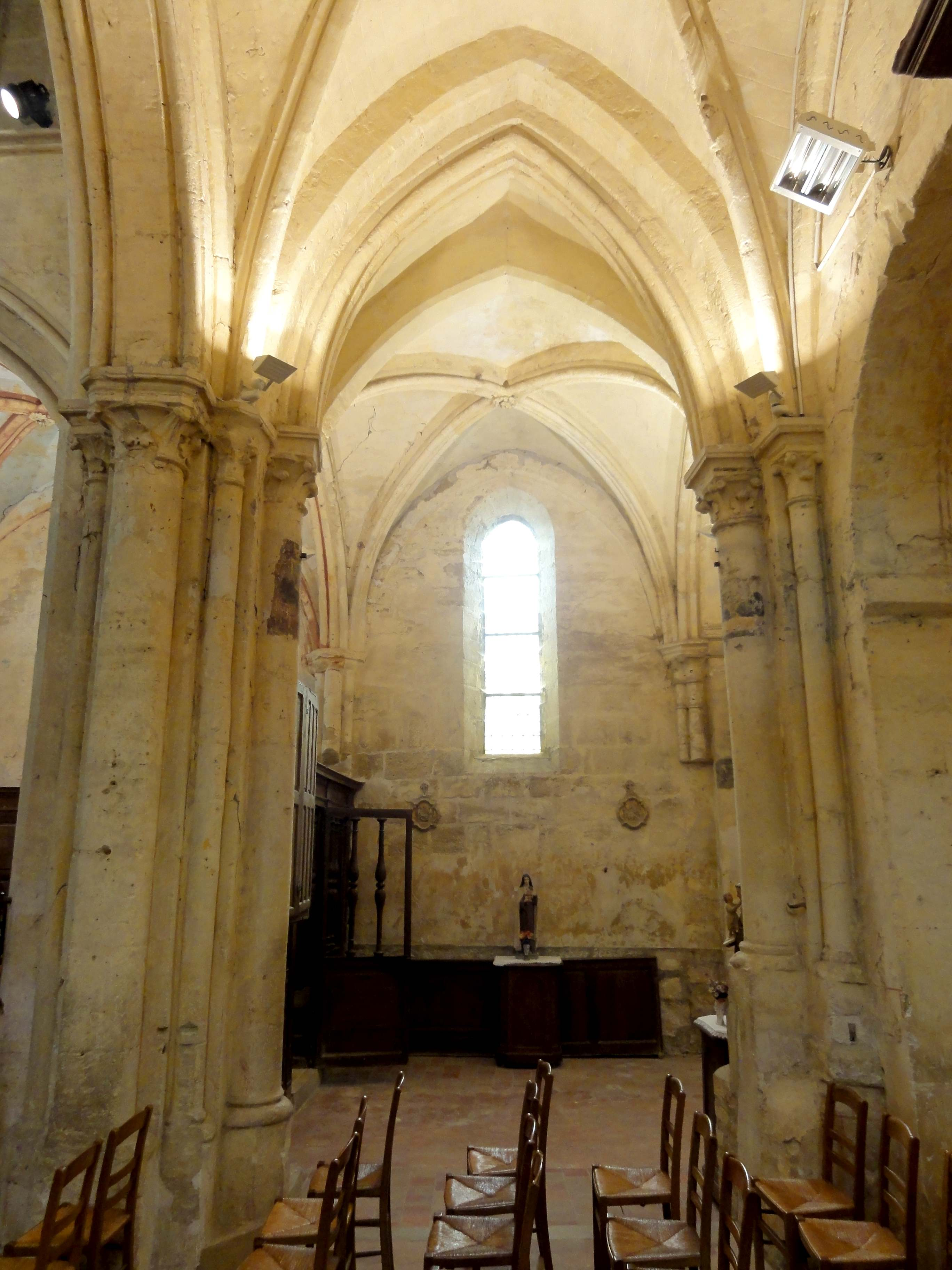
Base du clocher, vue vers le sud.
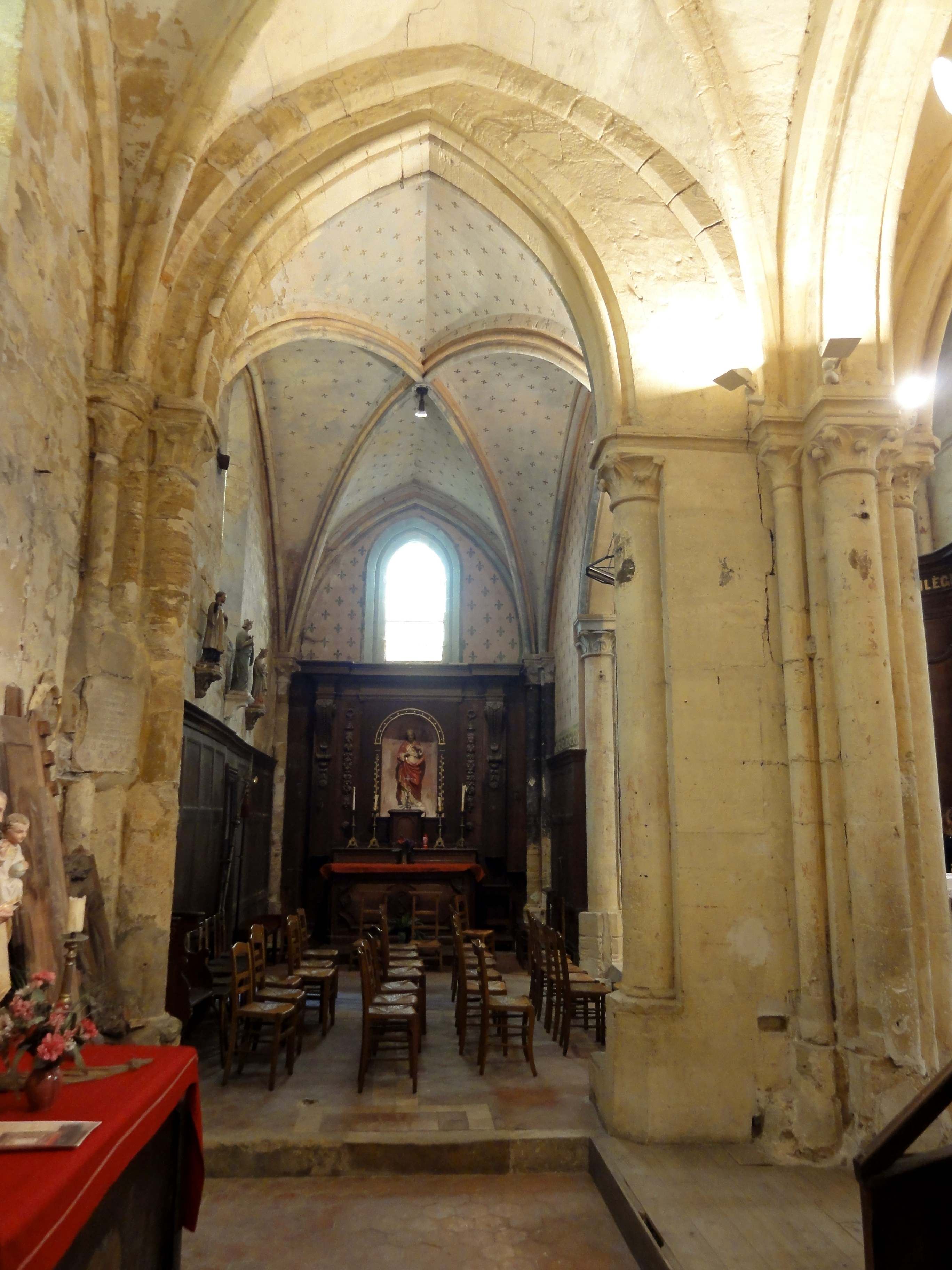
Croisillon nord, vue vers l'est.
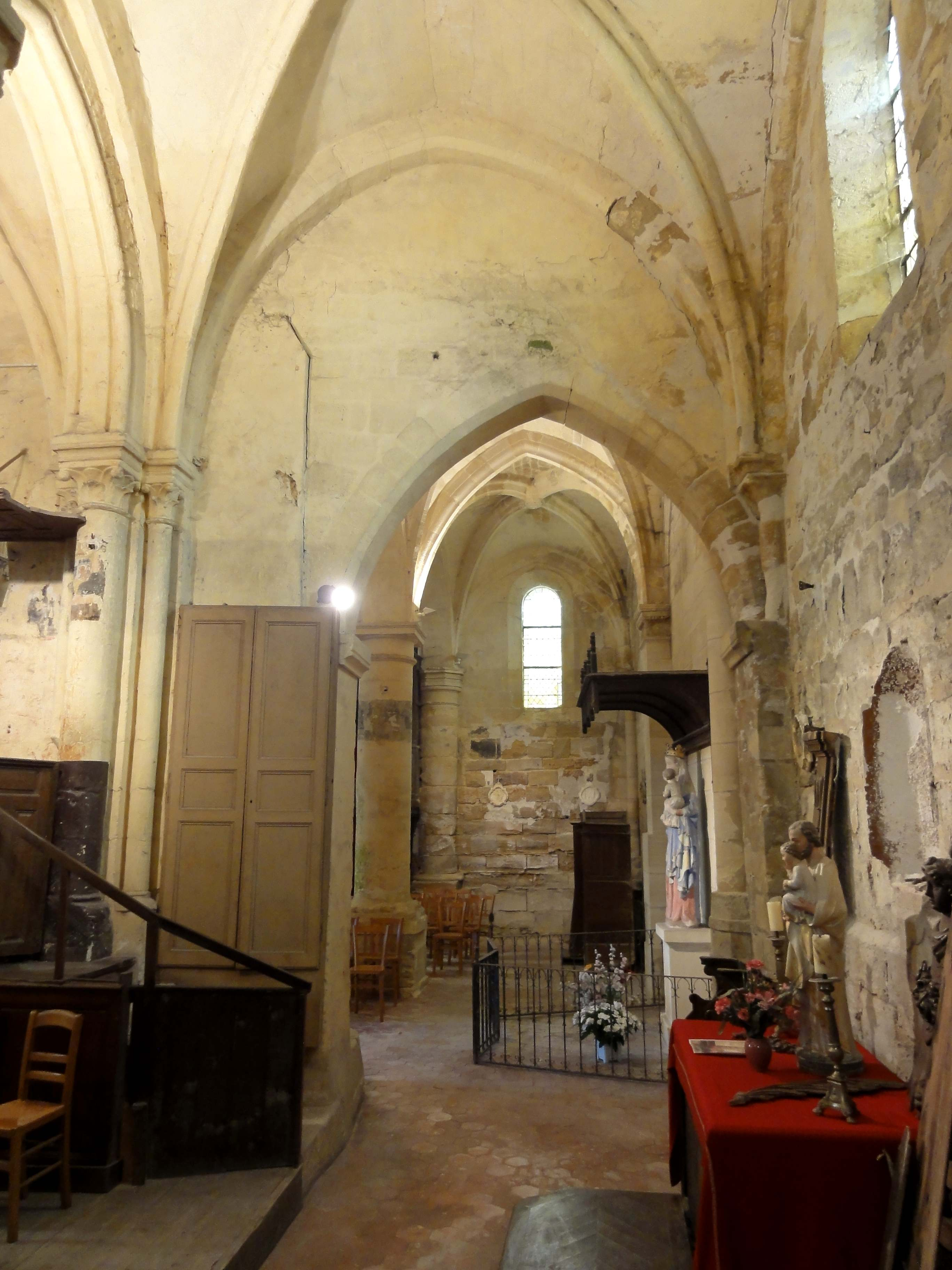
Croisillon nord, vue vers l'ouest.
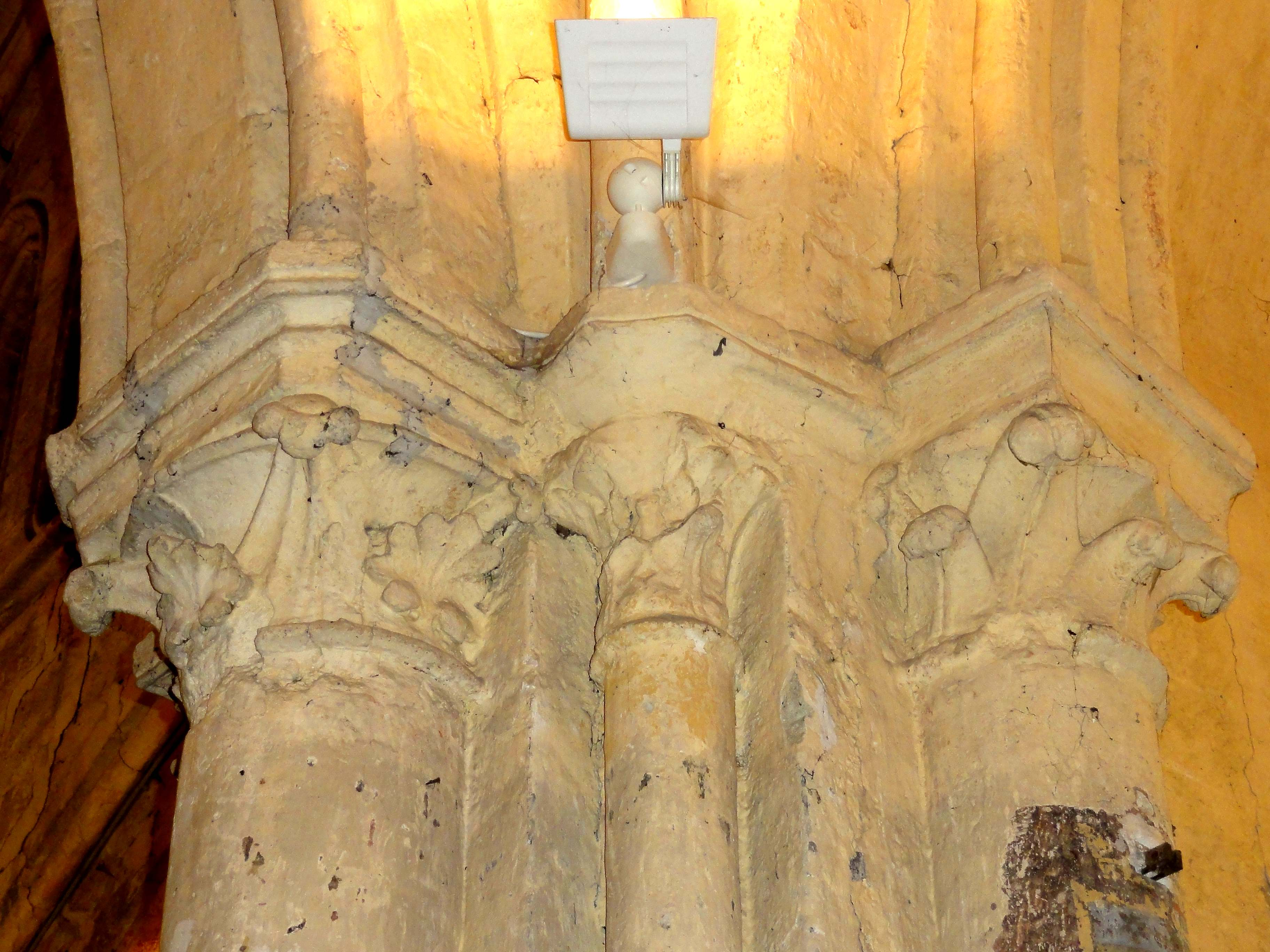
Base du clocher, chapiteaux au sud-est.

#### Chapelle latérale nord et chœur

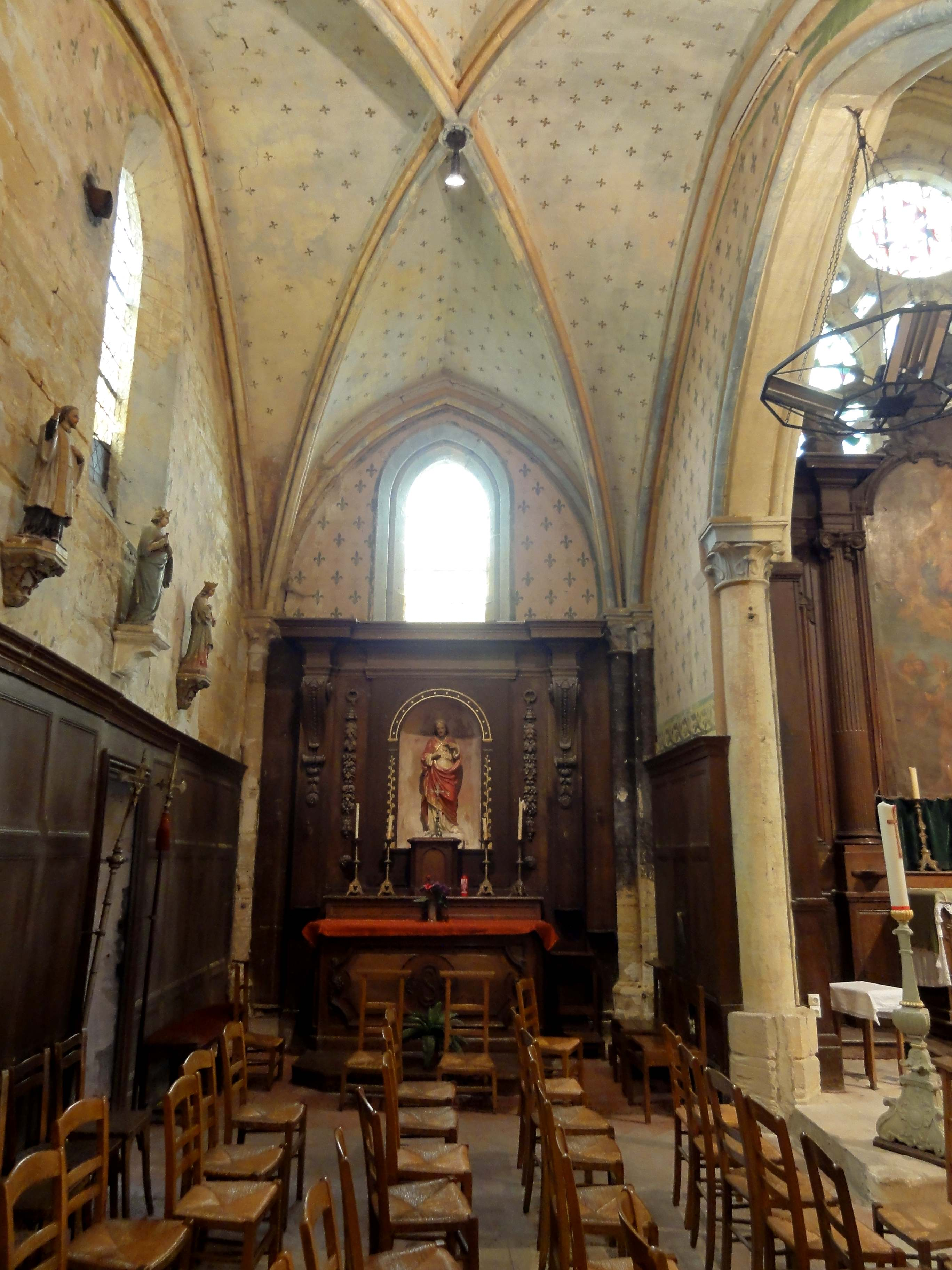
Chapelle latérale nord, vue vers l'est.

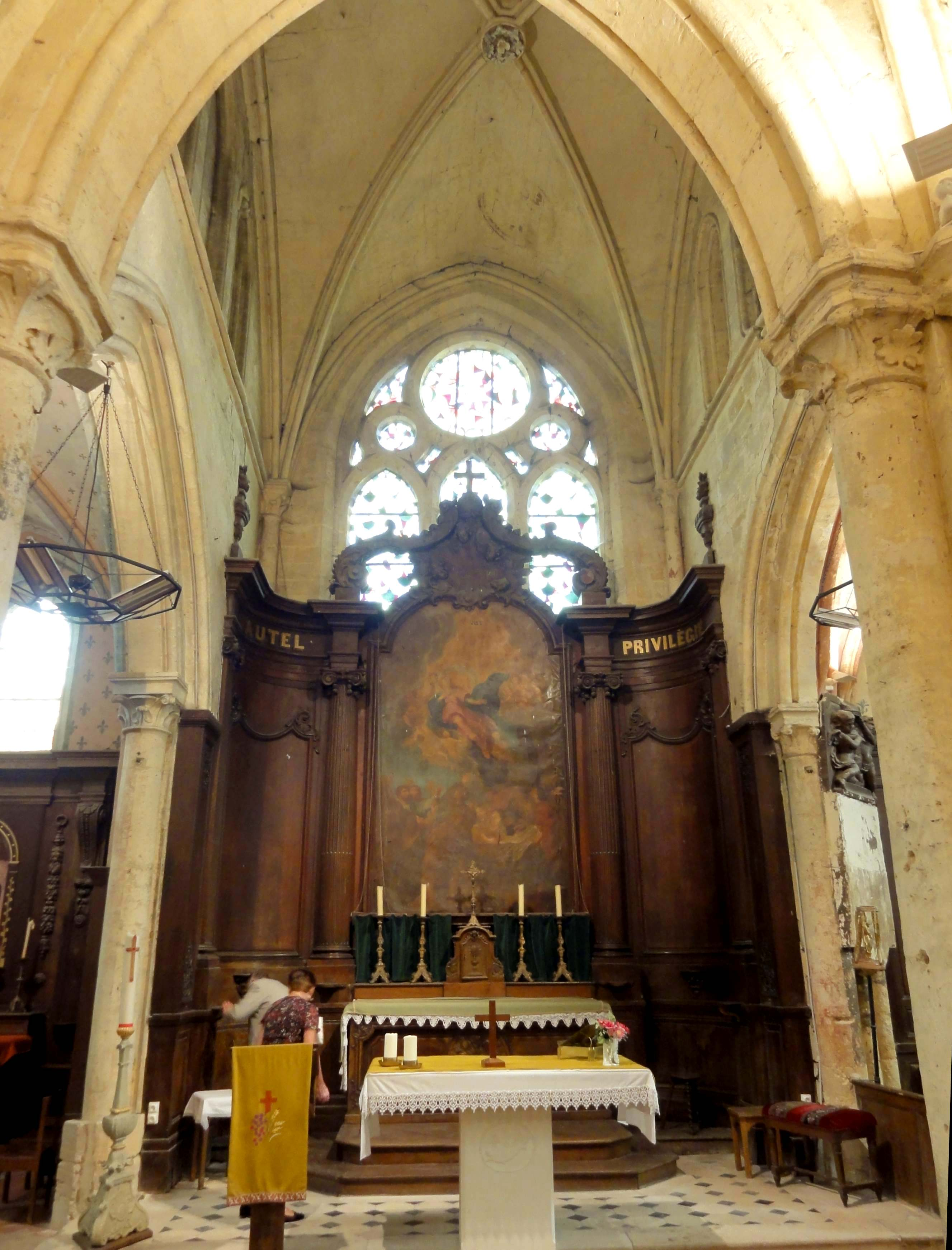
Chœur, vue vers l'est.

La chapelle latérale nord est plus tardive que le croisillon nord et la voûte de la base du clocher, mais la fenêtre côté nord ressemble à celle du croisillon, et la sculpture des chapiteaux est de la même facture, sauf à l'est de l'arcade vers le chœur, où le chapiteau et le tailloir sont néogothiques. Le profil des ogives est toujours d'un tore en forme d'amande. Les nouveautés au second quart du XIIIe siècle sont l'introduction de formerets toriques, pourtant bien connus longtemps avant, et le retour vers des arcades à double rouleau. Ainsi, le doubleau vers le croisillon nord est à double rouleau côté est, et à simple rouleau côté ouest. Côté sud, l'ouverture très importante de l'arcade vers le chœur, et l'existence d'un mur à l'est de sa retombée, nécessaire pour éviter une arcade trop haute, ont placé le maître d'œuvre face à un conflit : vaut-il mieux renoncer au rouleau supérieur de l'arcade, et prévoir un formeret, puisque l'arcade ne suit pas le même tracé que la voûte, ou renoncer au formeret ? Le parti retenu, peu convaincant, est un rouleau supérieur, qui se transforme en formeret à l'est du sommet de l'arcade. Celle-ci retombe ainsi sur un faisceau d'une forte colonnette entre deux fines colonnettes à l'ouest, mais sur une colonnette unique à l'est. Les fines colonnettes sont repoussées dans les angles près du chevet, où elles côtoient celles des ogives. Malgré la limitation de l'ouverture de l'arcade grâce au mur près du chevet, son tracé est néanmoins tronqué. Une autre irrégularité existe dans l'angle nord-ouest, où la logique aurait voulue deux fines colonnettes (en plus de la forte colonnette du rouleau inférieur du doubleau vers le croisillon) ; soit une pour l'ogive et le formeret, et une pour le rouleau supérieur du doubleau vers le croisillon, puisqu'il dispose bien d'une colonnette dédiée en face, au sud. Enfin, la fenêtre du chevet est différente des autres, en ce qu'elle est entourée d'un double ressaut chanfreiné. En somme, la chapelle du nord paraît bien moins que celle du sud, et c'est dans une travée construite de toutes pièces que l'on constate ce manque d'harmonie, alors que la base du clocher remaniée, l'équilibre est presque parfait. La principale cause est la profondeur importante du chœur, dont le mur du chevet est oblique, de sorte qu'il soit plus long au nord qu'au sud. Il atteint ici les trois quarts de la longueur de la nef. Sans doute, s'agissait il d'utiliser au maximum l'espace disponible, le passage de la route devant le chevet ne permettant pas de porter le chœur à deux travées.
Trois des élévations du chœur sont définies par les travées adjacentes. La différence des élévations nord et sud est toutefois infime, car les arcades affectent un profil presque identique, et sont tous les deux à double rouleau. L'arcade septentrionale ne reproduit donc pas, côté chœur, l'irrégularité constatée à l'intérieur de la chapelle. D'autre part, le deuxième niveau d'élévation a été réalisé sous une même campagne, postérieure aux autres. L'élévation occidentale, déterminée par la base du clocher, est le point faible du chœur, car l'arcade y est excentrée vers le nord. En regardant vers la nef, une importante portion de mur est visible à gauche de l'arcade, tandis que la place suffit à peine pour le faisceau de trois fines colonnettes dans l'angle nord-ouest. En plus, le chœur est nettement plus élevé que les trois arcades qui le délimitent. Mais ces défauts ne sont perceptibles que par le célébrant, aux rares moments qu'il se tourne vers les fidèles. La seule élévation propre au chœur est le chevet, qui se limite à un seul niveau d'élévation. Il est presque entièrement occupée par une vaste fenêtre, dont la partie inférieure a été bouchée, au plus tard, lors de l'installation du retable offert par le président Chevalier. Le réseau est de trois lancettes, dont celle au centre légèrement plus élevée que les deux autres, surmontées d'un grand oculus au centre, flanquée de deux petits oculi. Ce dessin est d'inspiration gothique rayonnante, mais les épais meneaux sommairement moulurés indiquent une réfection totale, qui devrait remonter au XIXe siècle. Le chevet de Beaumont-sur-Oise, restauré en 1879, possède une fenêtre analogue. Le dessin pourrait trouver son modèle sur la façade et sur le croisillon nord de Trumilly. Plus importantes, sur le plan architectural, sont les parties hautes des élévations latérales, ou autrement dit, l'étage des galeries anciennement ouvertes sur combles, qui s'inscrit entièrement sous les lunettes de la voûte. De telles fausses galeries, les vraies galeries étant voûtées et fermées de murs, existent aussi dans quelques églises plus importantes, telles que Beaumont-sur-Oise, et Saint-Jacques de Compiègne. Elles ont été restituées à Santeuil et Cambronne-lès-Clermont. C'est une solution moins onéreuse que le triforium, qui nécessite un mur de refend, où le faux triforium, où l'on fait l'économie d'un passage direct d'une travée vers l'autre. Rares sont les églises avec galeries ou triforium, et sans fenêtres hautes ; dans les environs, l'on ne peut guère citer que le chœur de Sarcelles, sachant que la nef de Beaumont est restée inachevée. La décoration des trois baies en arc brisé par face n'est pas très élaborée ; elle se limite à l'adoucissement des arêtes par des gorges, entourées d'une baguette.

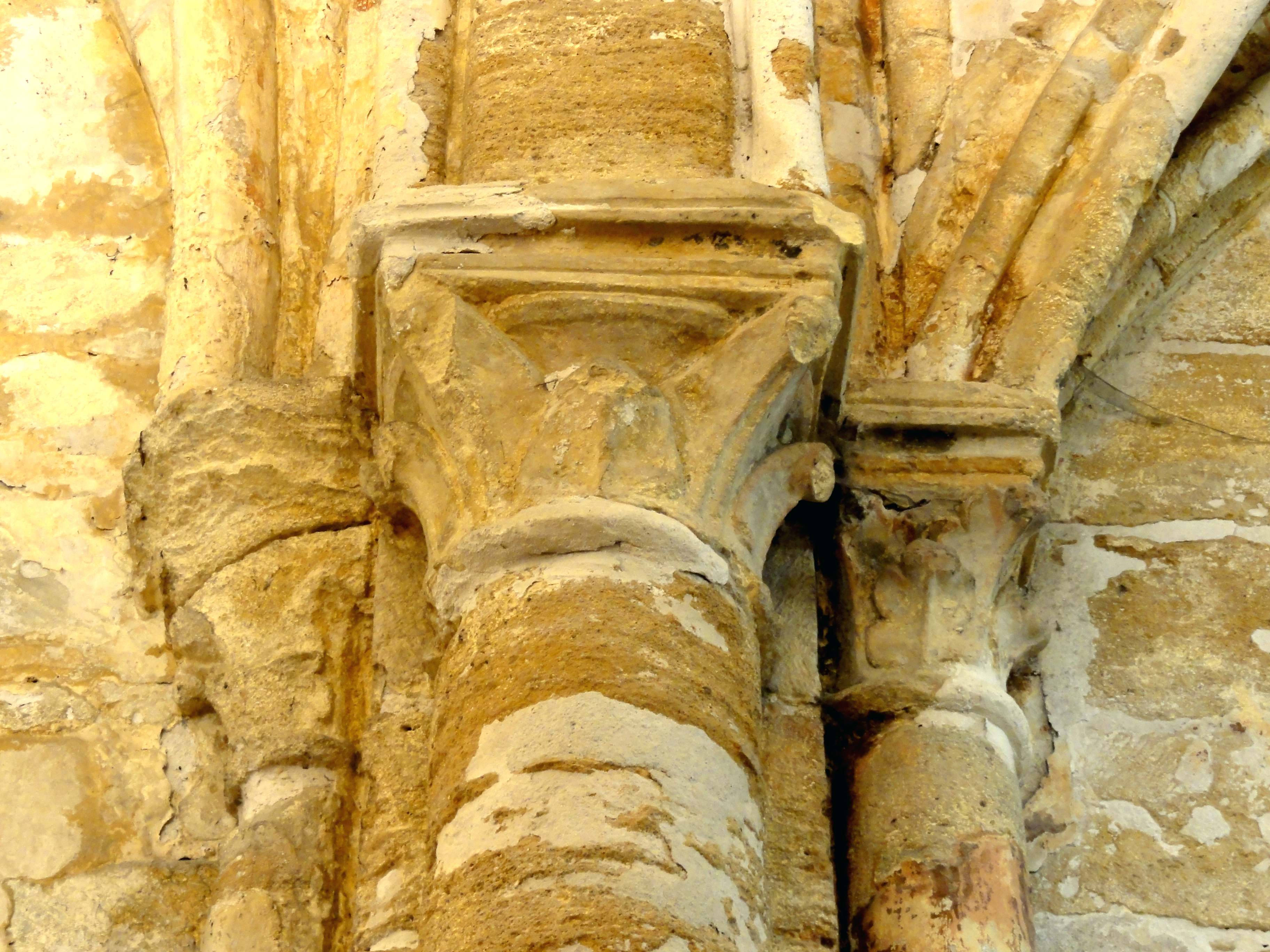
Chapiteaux du doubleau à l'entrée de la chapelle, côté nord.
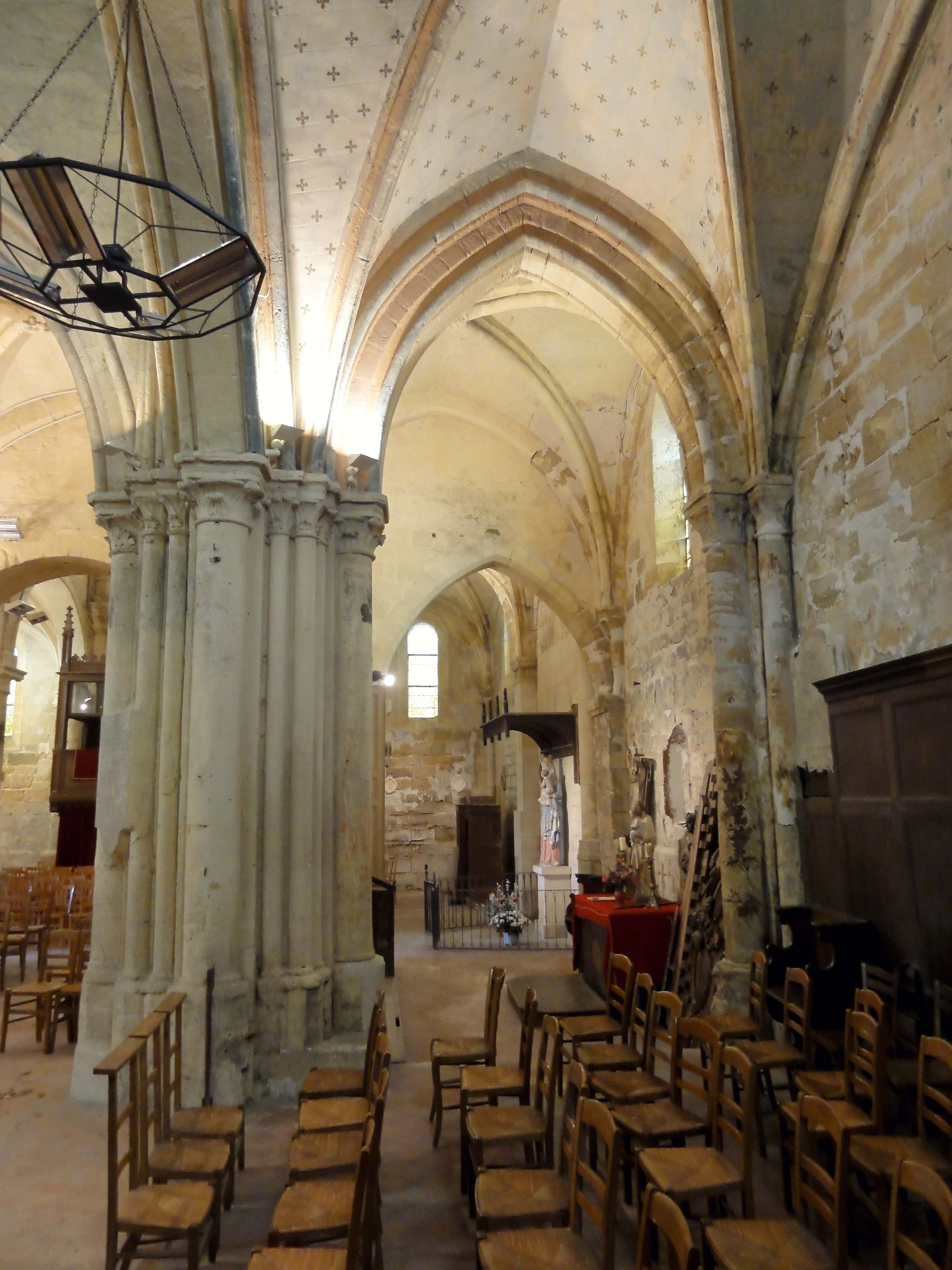
Chapelle nord, vue vers l'ouest.
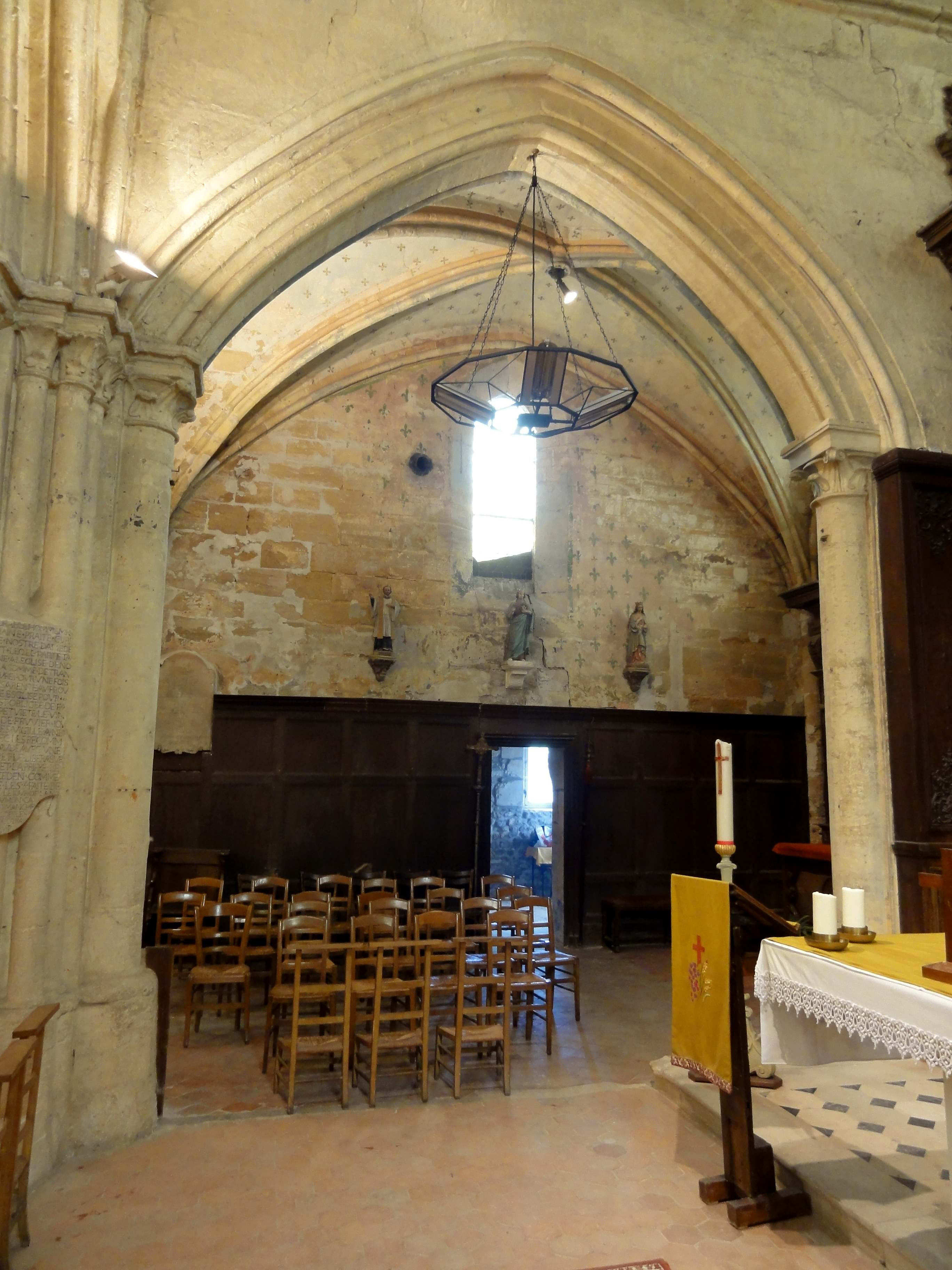
Chœur, vue vers le nord dans la chapelle latérale.
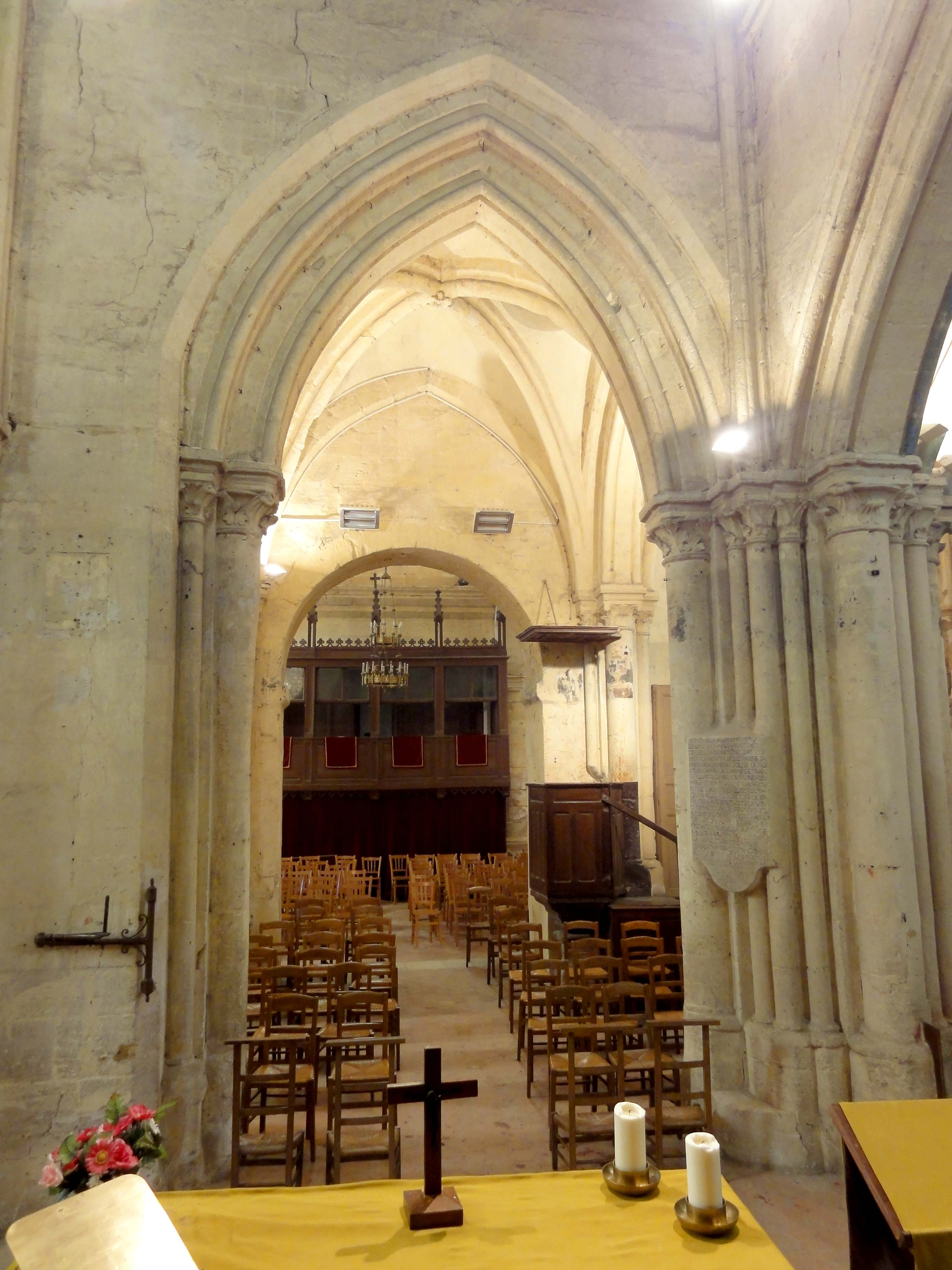
Chœur, vue vers l'ouest.
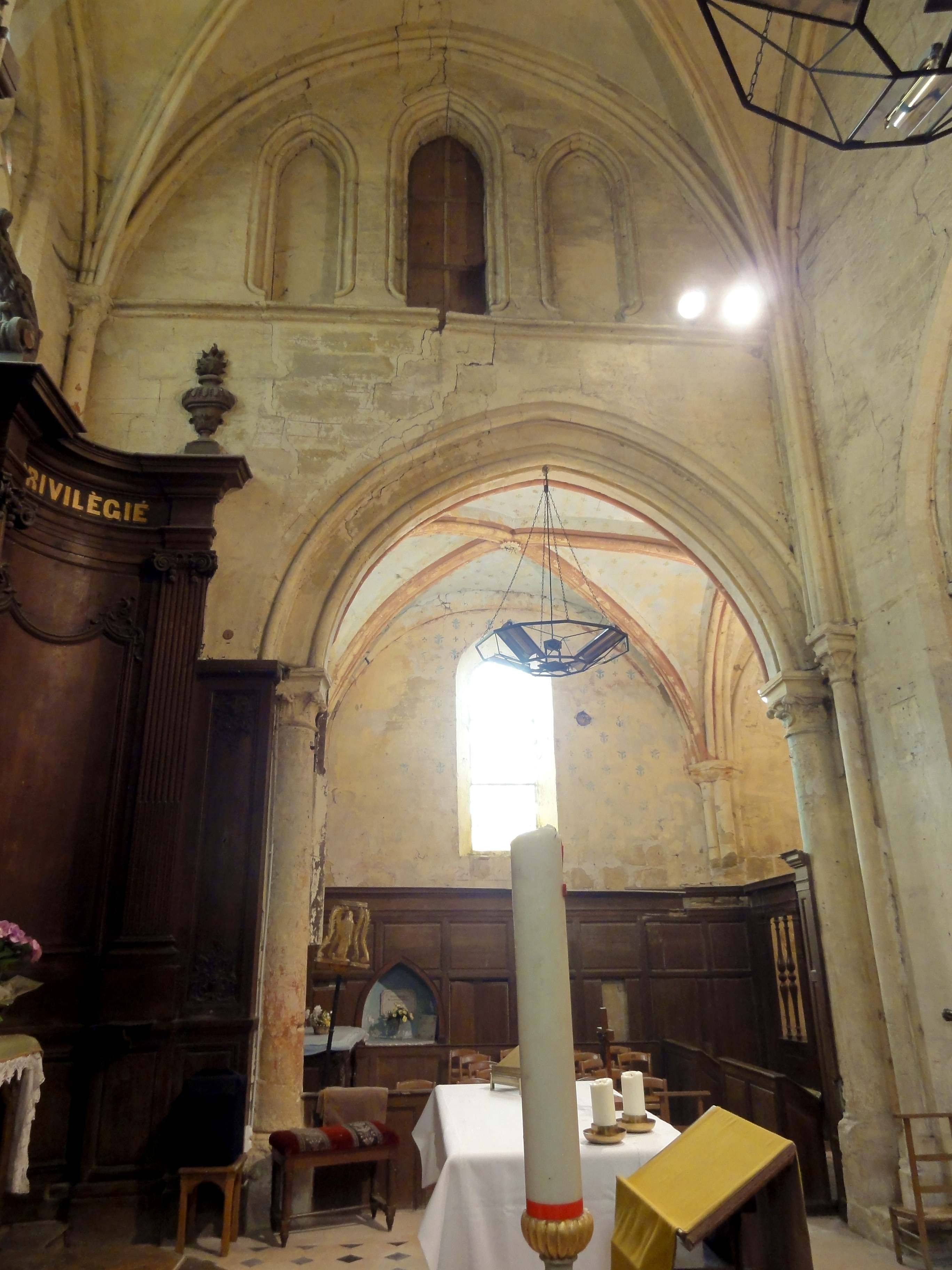
Chœur, élévation sud.
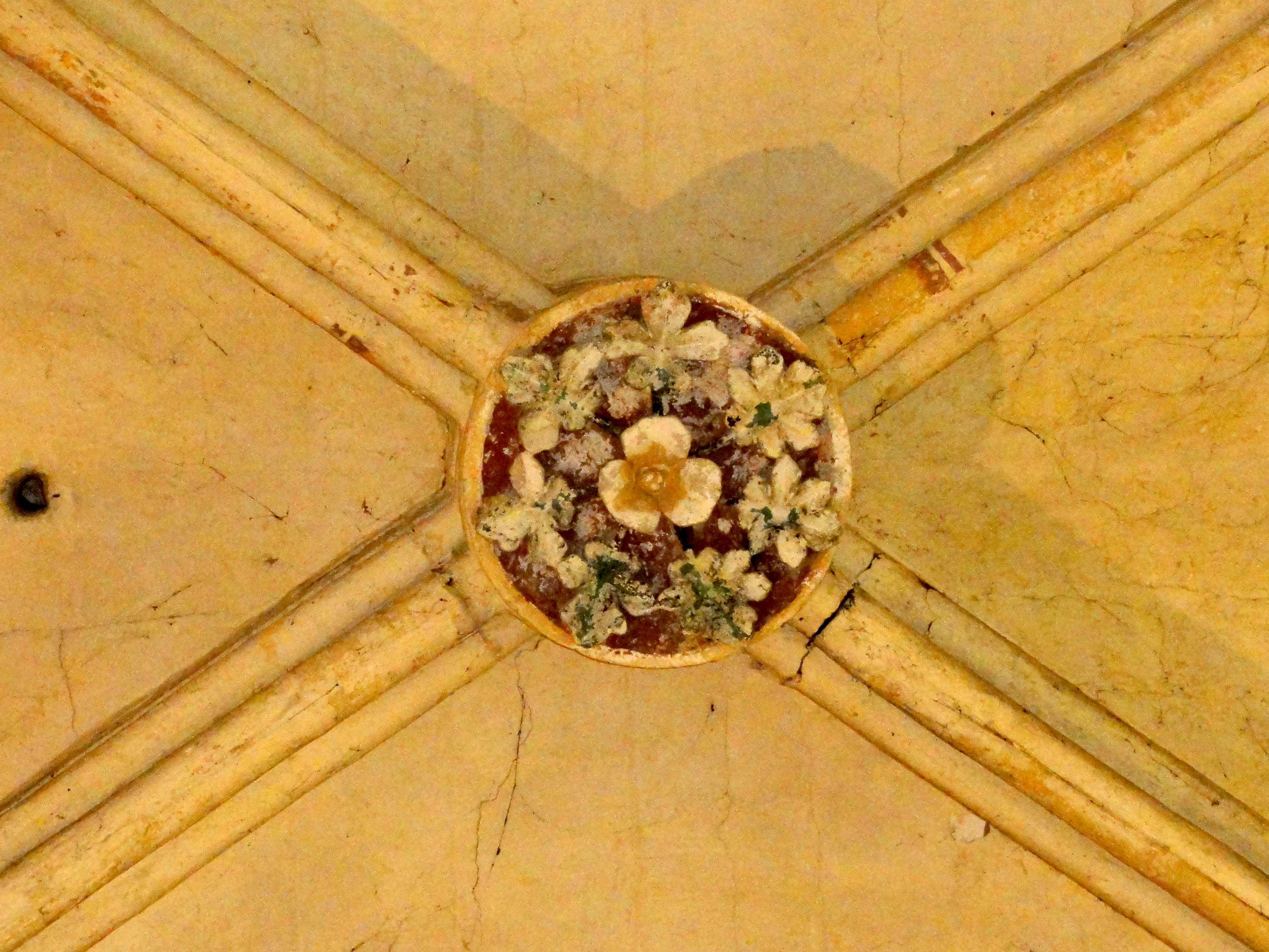
Chœur, clé de voûte.

### Extérieur

#### Clocher

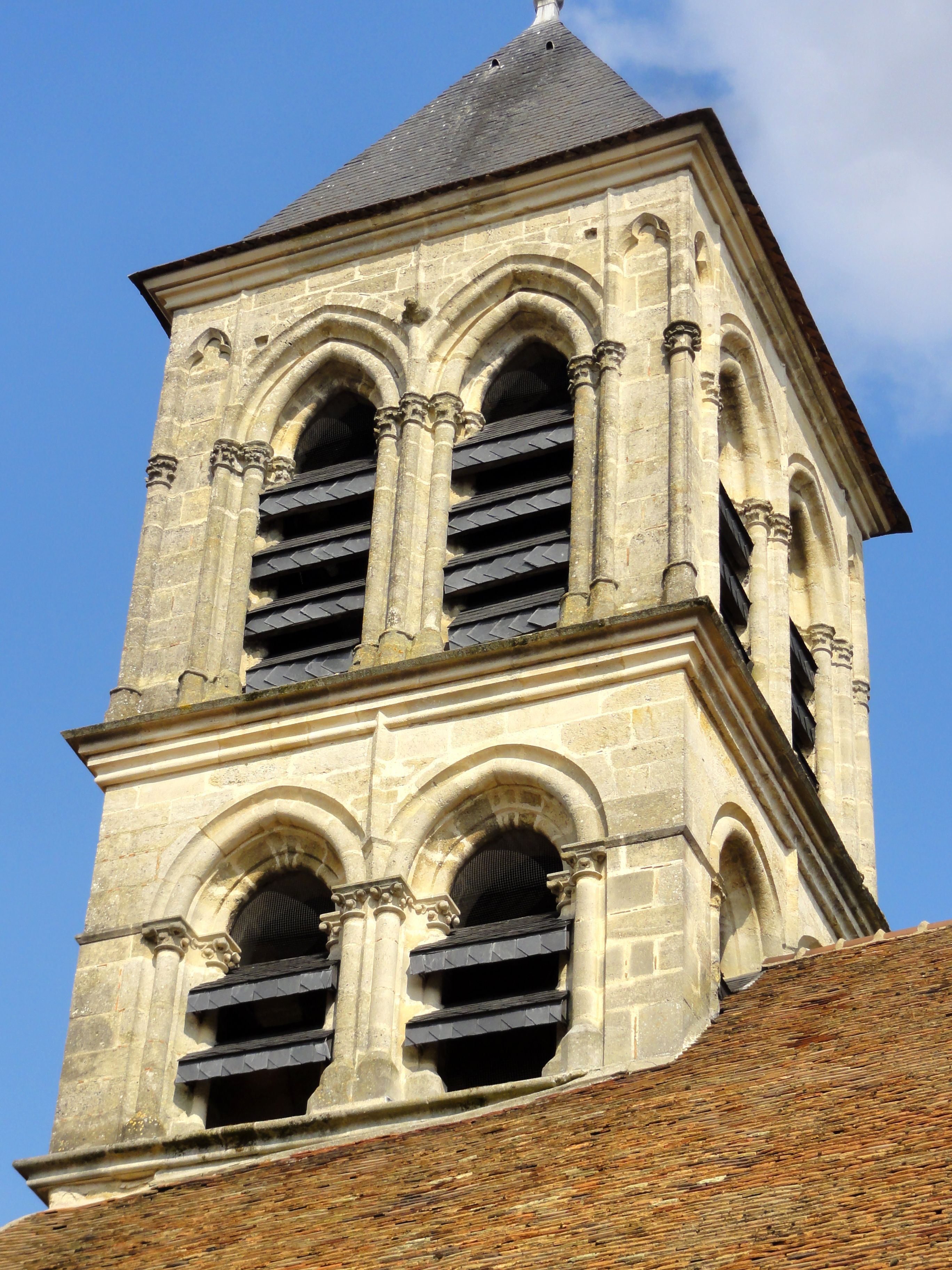
Clocher, côté sud-ouest.

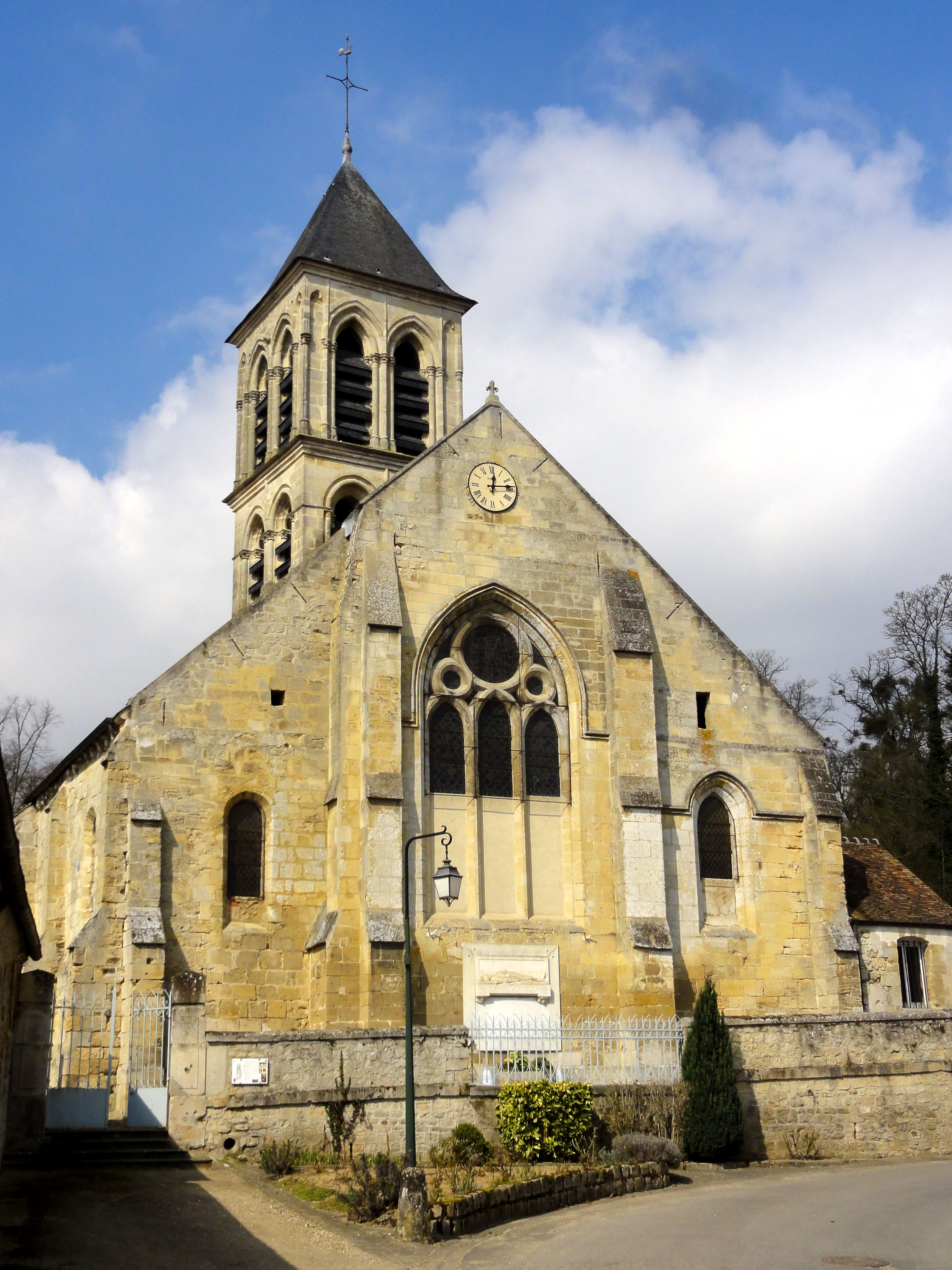
Chevet.

Le clocher central comporte trois étages, dont deux seulement émergent des toitures, et bien que les deux étages de beffroi résultent de deux campagnes différentes, ils sont en parfaite harmonie. La limite entre le premier et le second étage est soulignée par un larmier mouluré d'un tore et d'un cavet. Déjà à ce niveau, il n'y a plus de contreforts, ce qui donne à penser que l'ultime étage n'était initialement pas prévu. L'église d'Angicourt présente un autre exemple d'un clocher gothique des années 1240 sans contreforts. Il n'y a, à ce niveau, pas de colonnettes d'angle qui pourraient expliquer cette absence. Chaque face est percée de deux baies en arc brisé aux proportions trapues, qui s'ouvrent sous une double archivolte torique, et qui sont flanquées de deux paires de colonnettes à chapiteaux. Les listels des tailloirs des chapiteaux se poursuivent sur les murs, et font ainsi le tour de l'étage. Comme autre particularité, une arête verticale monte depuis le trumeau. La disposition a été reprise par le maître d'œuvre du troisième étage. Celui-ci prend appui sur la corniche du premier étage, dont le profil dédouble celui du larmier situé plus bas. Le caractère de l'étage supérieur est plus élancé. Des arcatures plaquées aux têtes trilobées animent les surfaces murales à gauche et à droite des baies. Elles comportent deux colonnettes à chapiteaux, dont celle située à l'angle est partagée par les deux arcatures adjacentes. De même, les archivoltes supérieures des baies se partagent les colonnettes extérieures avec les arcatures, et retombent sur une colonnette unique devant le trumeau. Ces colonnettes affichent, au milieu, un mince filet, ce qui est caractéristique du style rayonnant. Les chapiteaux sont sculptés de deux rangs de maigres crochets, et portent des tailloirs polygonaux de faible hauteur. Tout aussi emblématiques du style rayonnant, ils se rapprochent de leurs homologues du triforium nord de Gonesse, et des arcatures extérieures de la Sainte-Chapelle de Paris. Si l'évolution est très nette sur le plan des supports, ce n'est pas le cas des archivoltes, qui imitent le profil appliqué au premier étage de beffroi. L'on compte une voussure et deux colonnettes à chapiteaux supplémentaires par baie. Les abat-son dissimulent en grande partie les colonnettes intérieures. Au-dessus du trumeau de la face méridionale, une chimère ou gargouille fortement érodée fait saillie. Le mur se termine par une corniche en forme de doucine, surmontée d'une tablette biseautée.

#### Parties orientales
Toute l'église est bâtie en pierre de taille, sortie d'une carrière située sur la route d'Ableiges, à trois kilomètres du village. Le haut chevet plat est bien équilibré, mais trahit son appartenance à deux campagnes de construction. Le chevet de la chapelle latérale sud est la partie la plus ancienne. Le contrefort méridional du chevet du vaisseau central s'y superpose. La baie orientale de la chapelle du sud n'est pas décorée. Celles du vaisseau central et de la chapelle du nord sont surmontées d'un bandeau moulurée, qui se poursuit horizontalement au niveau des impostes. Le demi-pignon de la chapelle du sud est établi en continuité avec le mur du chevet, tandis que le mur se retraite deux fois par un fruit en bas du pignon du vaisseau central, et une fois à la naissance du demi-pignon de la chapelle du nord. Ces contreforts se retraitent une fois par un glacis formant larmier, et ceux du vaisseau central sont en outre scandés par un larmier analogue en hauteur, sans que pour autant leur diamètre diminue. Mais les contreforts de la chapelle du sud s'amortissent par un glacis identique au précédent, tandis que le glacis sommital du vaisseau central et de la chapelle du nord sont plus longs, et fortement pentus. Au sud, la chapelle du sud et le croisillon sud sont parfaitement assimilés, et possèdent une corniche de modillons, qui sont tantôt sculptés de têtes ou de crochets, tantôt décorés de simples moulures. Ce n'est pas du tout une corniche beauvaisine, contrairement à ce qu'affirme Claire Perusset : pour cela, il faudra des arcatures en plein cintre retombant sur les modillons, réséquées chacune dans deux arcatures plus petites. Le mur se retraite grâce à un fruit à la limite des allèges, ce qui n'est pas le cas au chevet de la chapelle du sud. Au nord, il n'y a pas de corniche à proprement parler. Une rupture dans l'appareil s'observe à gauche du contrefort à l'intersection de la chapelle du nord et le croisillon nord. Ce contrefort est court, et ne possède que le glacis sommital. Les deux fenêtres de la chapelle du nord sont entourées d'un double ressaut chanfreiné, comme à l'intérieur.

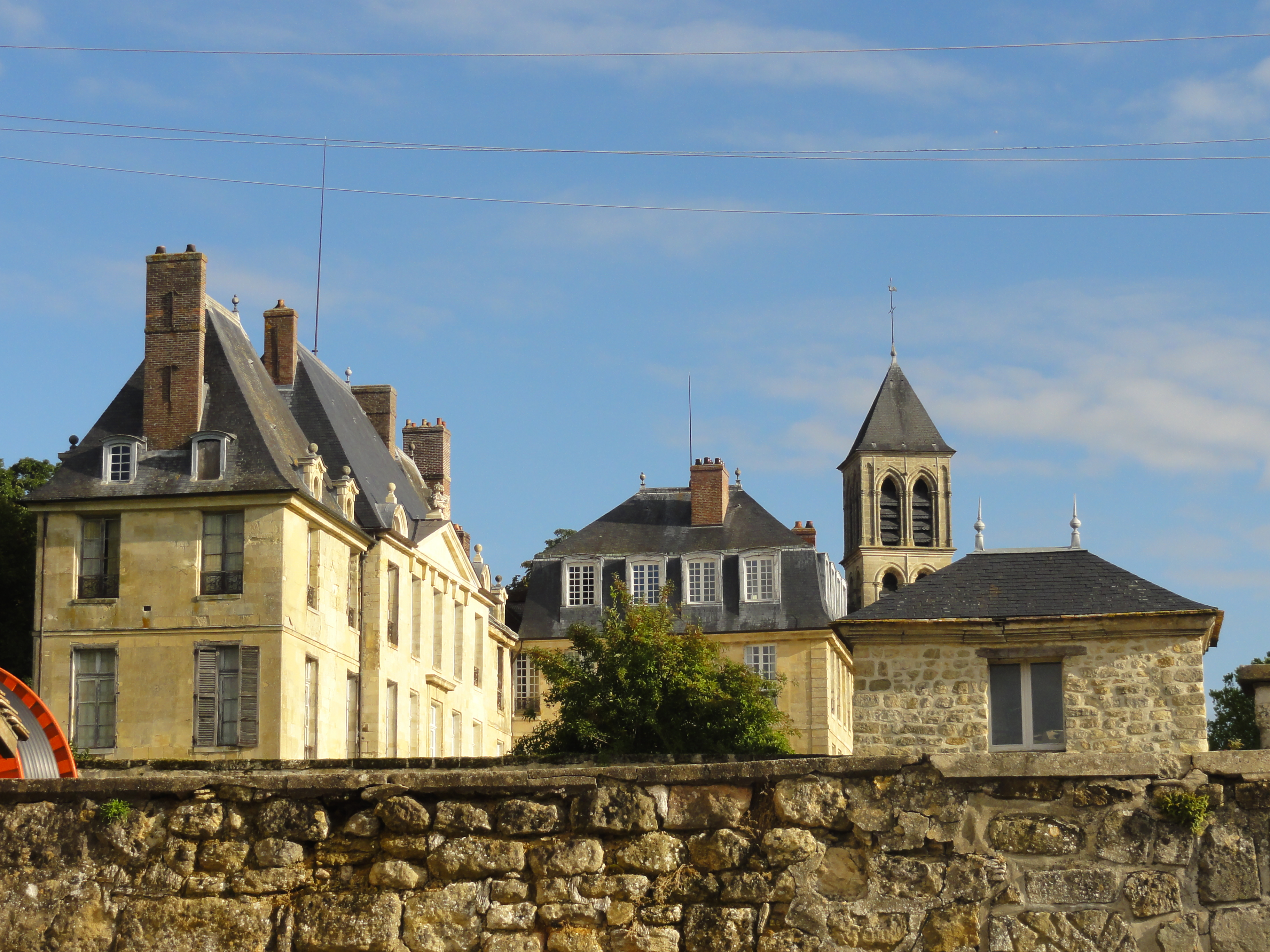
Château et église.
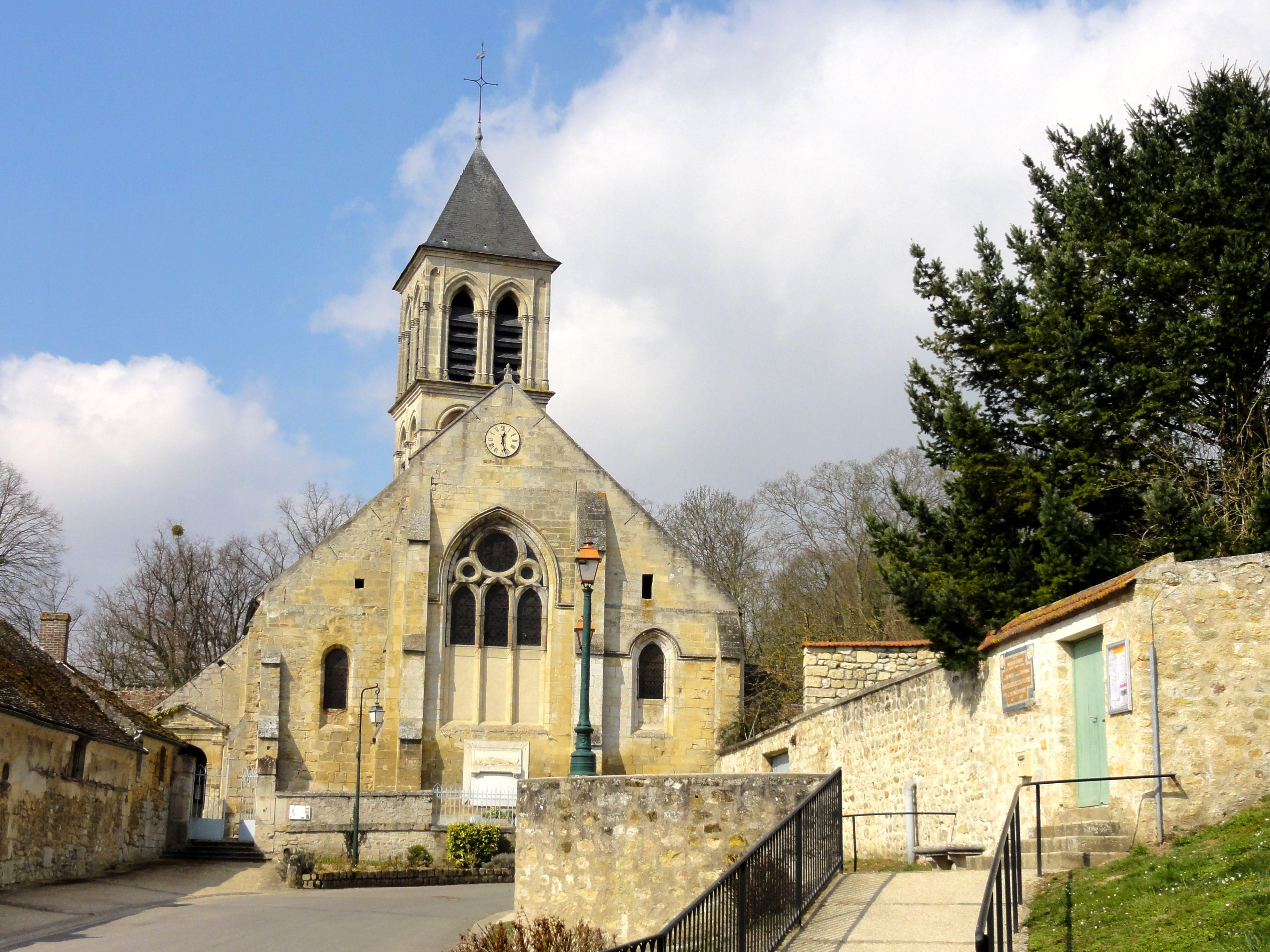
Approche depuis l'est.
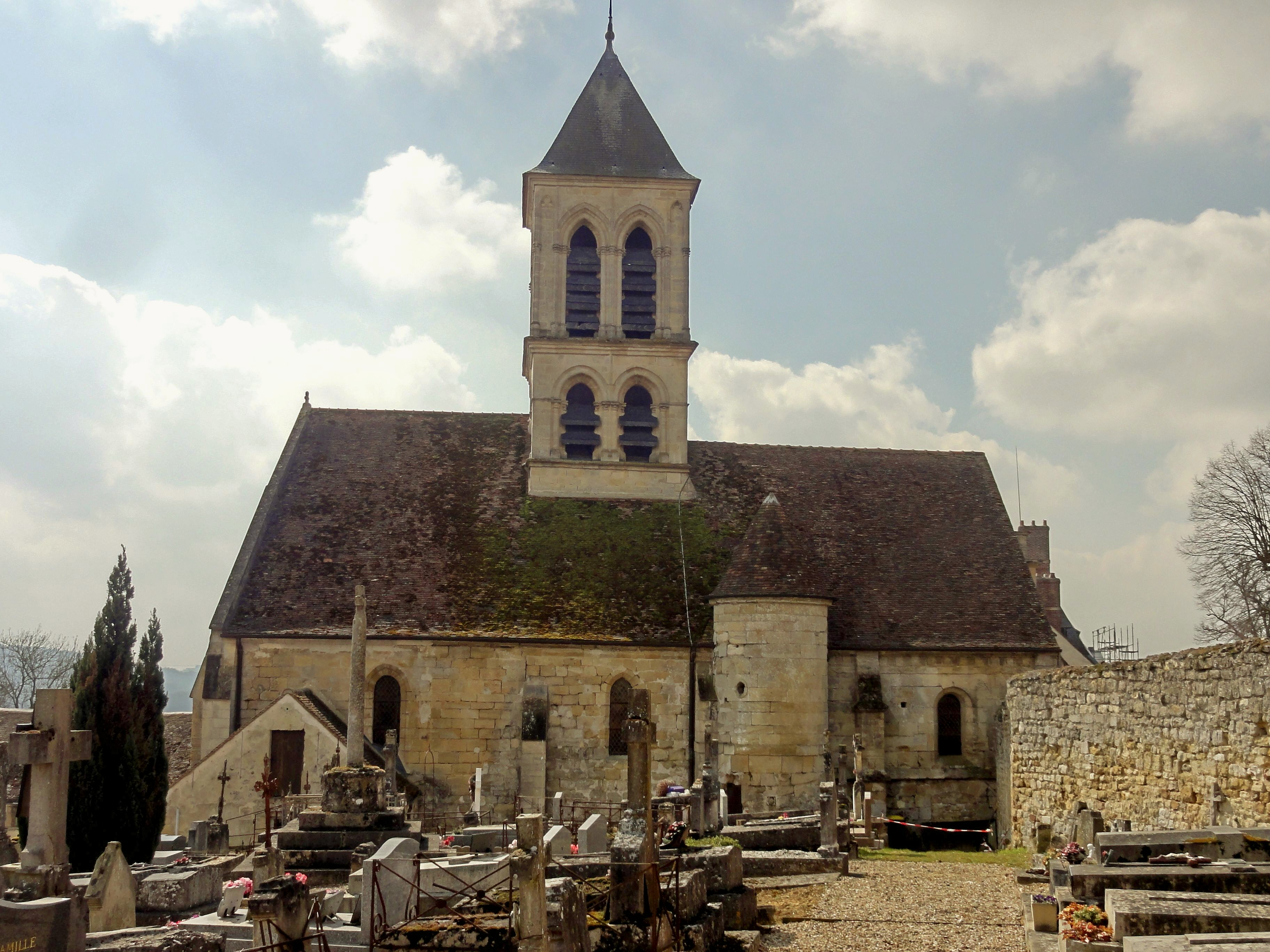
Vue depuis le nord.
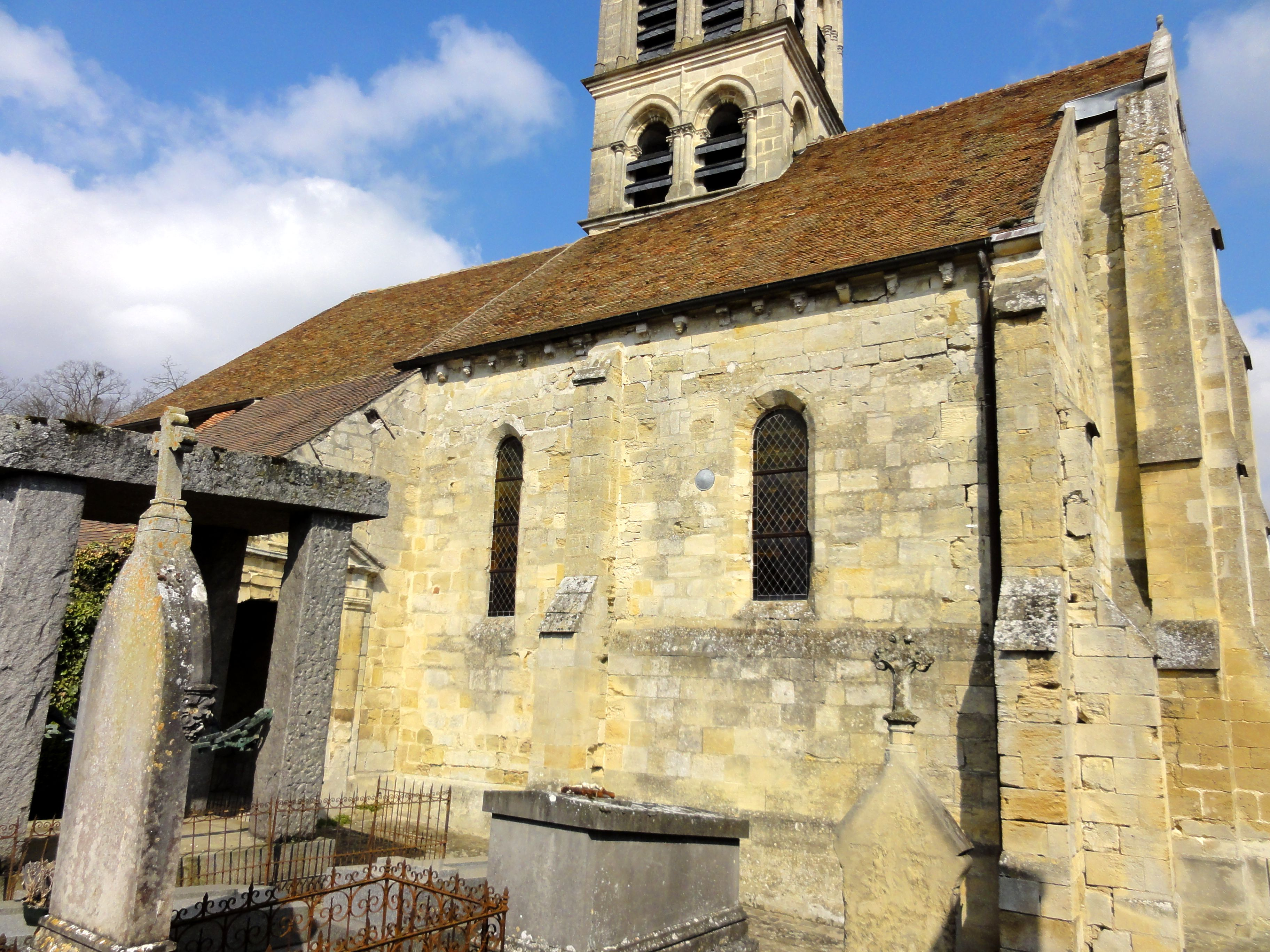
Chapelle et croisillon sud.
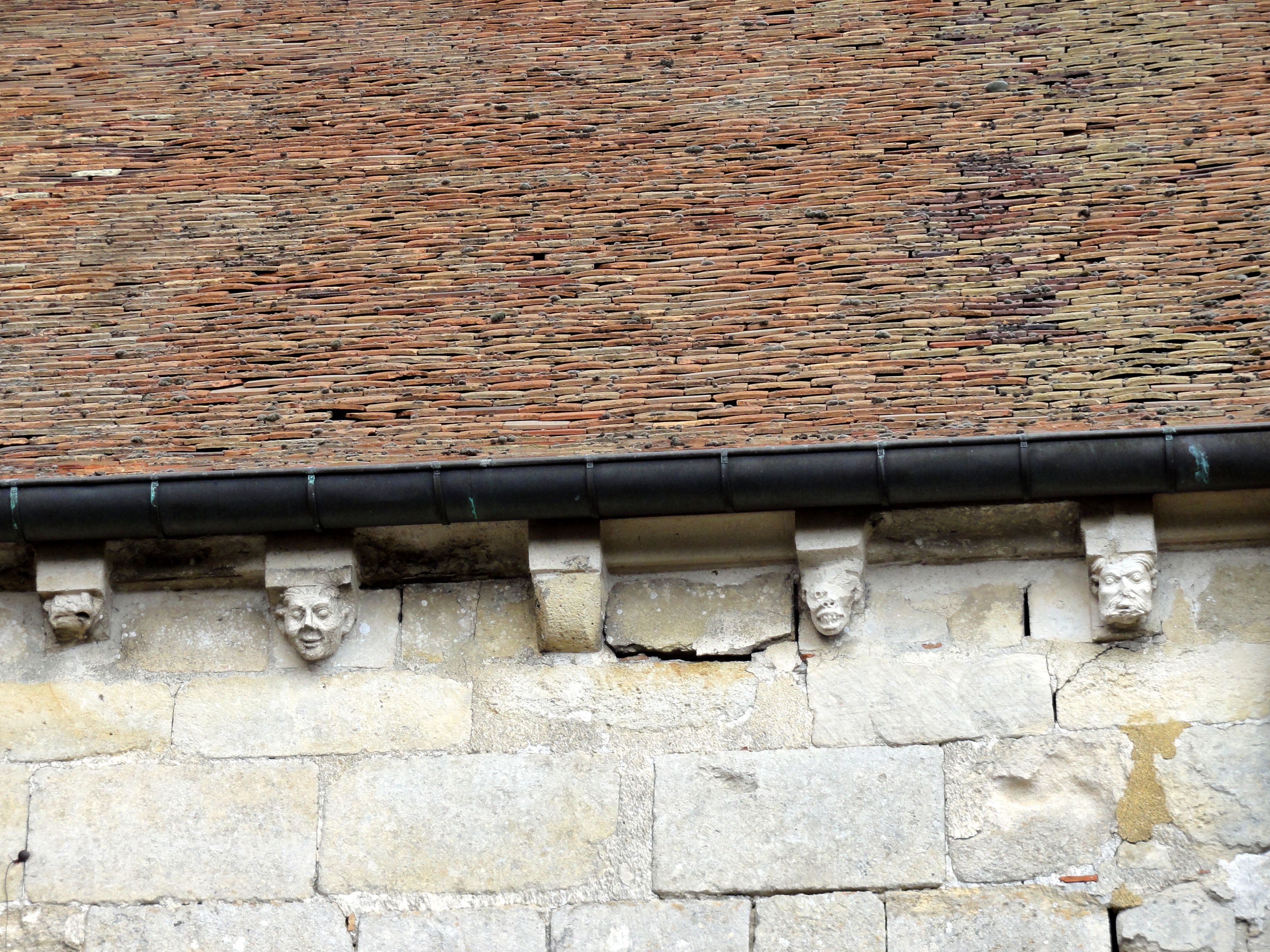
Corniche au sud.

#### Parties Renaissance

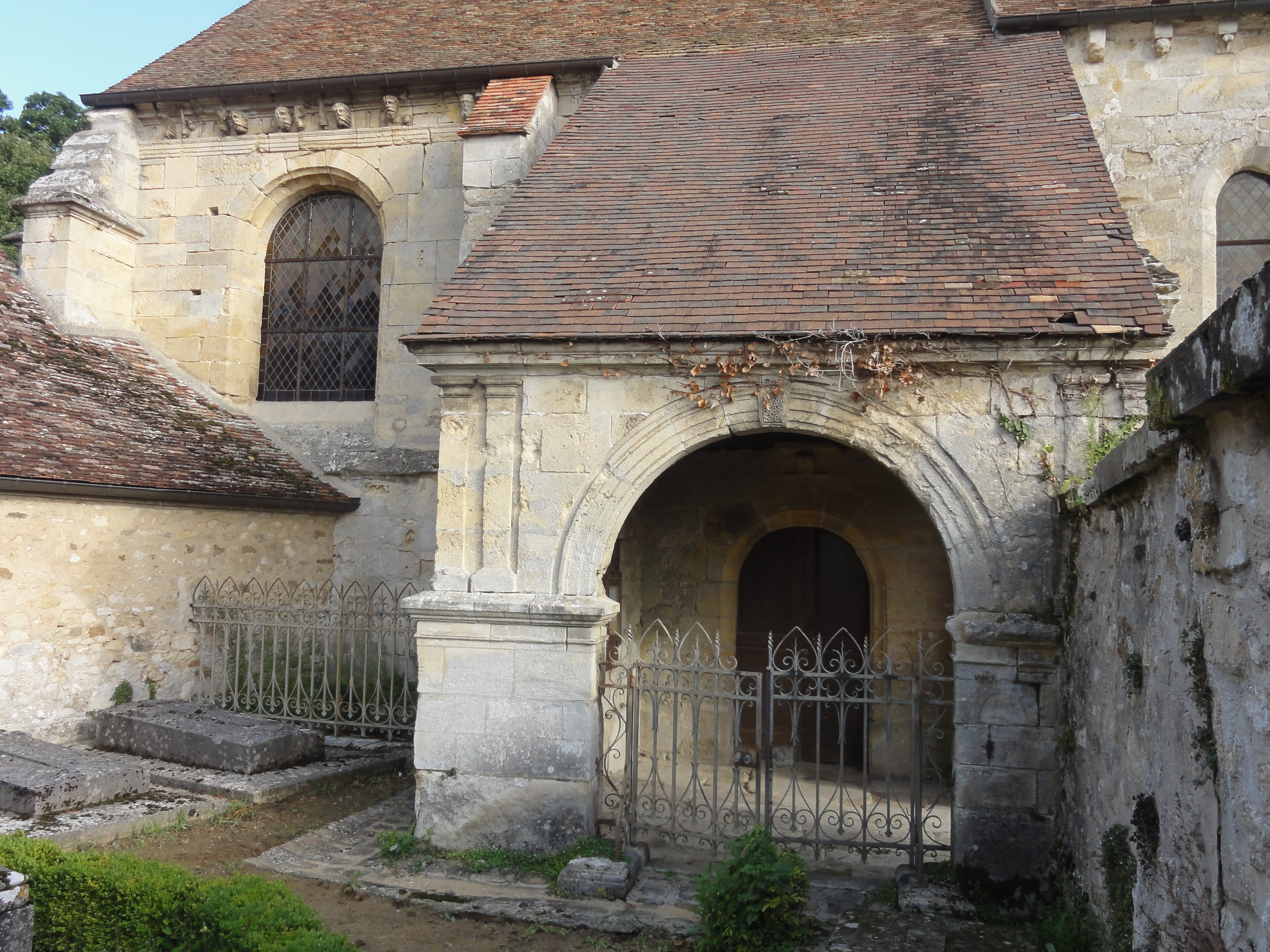
Bas-côté sud et porche.

Une tourelle d'escalier ronde, coiffée d'une poivrière, flanque la seconde travée du bas-côté nord. Elle est sans style particulier. Seul l'œil-de-bœuf entouré d'un bandeau, au nord-ouest, indique l'époque de construction tardive. Un bandeau plat horizontal, qui court autour après les premières assises, se continue sur le contrefort à la limite avec le croisillon nord. Le contrefort intermédiaire du bas-côté nord est différent, et d'une conception plus complexe. Il est scandé par un larmier qui se poursuit sur les murs à la limite des allèges, disposition héritée du XIIIe siècle, et un autre larmier présent sur les trois faces est placé en dessous du glacis sommital. Sous le larmier, l'échine est mouluré. La fenêtre est entourée de la même doucine qu'à l'intérieur, à l'instar de toutes les fenêtres de l'église d'Épiais-Rhus, bâtie à la même époque par le même architecte. En guise de corniche, l'on trouve une métope où des triglyphes à gouttes alternent avec des espaces vides. L'élévation méridionale est autrement intéressante, mais seulement l'une de ses travées est accessible, et de surcroît, dissimulée par le porche. On y trouve un entablement, sans supports, dont la métope est percée d'ouvertures ovales allongées, disposées verticalement à équidistance. Une tête d'Apôtre ou d'Évangéliste sculptée en haut-relief remplace une ouverture sur quatre. Des mains tenant des attributs jaillissent de certaines ouvertures limitrophes. Comparée aux frises des Apôtres et des Évangélistes des chœurs d'Ennery, Épiais-Rhus et Triel, où les personnages sont représentés en buste et prenant appui sur une corniche telle une balustrade, cette solution apparaît comme un compromis peu satisfaisant. L'emplacement à l'extérieur s'est imposé, parce que le chœur de Montgeroult n'était pas à reconstruire à l'époque, et parce que l'élévation méridionale était déjà davantage exposée à la vue que la façade. Celle-ci ne revêt pas un caractère provisoire, mais le portail, très bas, commence en plein cintre, puis se termine par une assise en ligne droite : il est de toute évidence inachevé, mais une éventuelle décoration n'a même pas été ébauchée (peut-être est-ce en raison de l'attique anciennement plaqué devant le portail, qui a disparu à un moment indéterminé.) Il en va autrement des deux contreforts occidentaux de la nef, qui présentent des retraites amorties par des consoles renversées garnies de feuillages, à gauche et à droite de la fenêtre hautes. En plus, un entablement marque la limite du pignon, et est également présent sur les contreforts. Il se distingue par une architrave particulièrement haute, moulurée très simplement de plusieurs ressauts, et par une frise aniconique, sauf sur les contreforts, où se dégagent des têtes de chérubin sculptées en demi-relief.

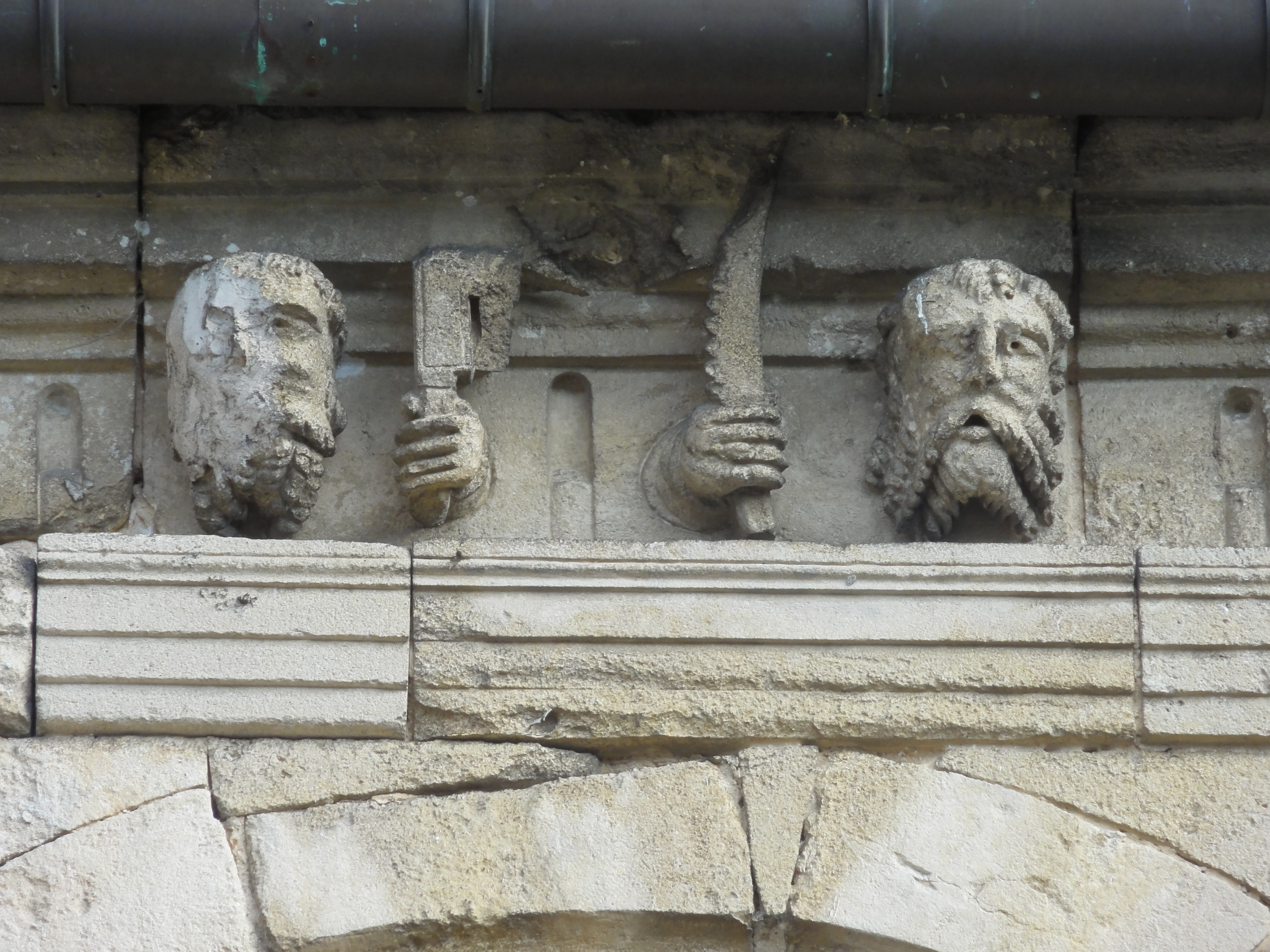
Frise des Apôtres.
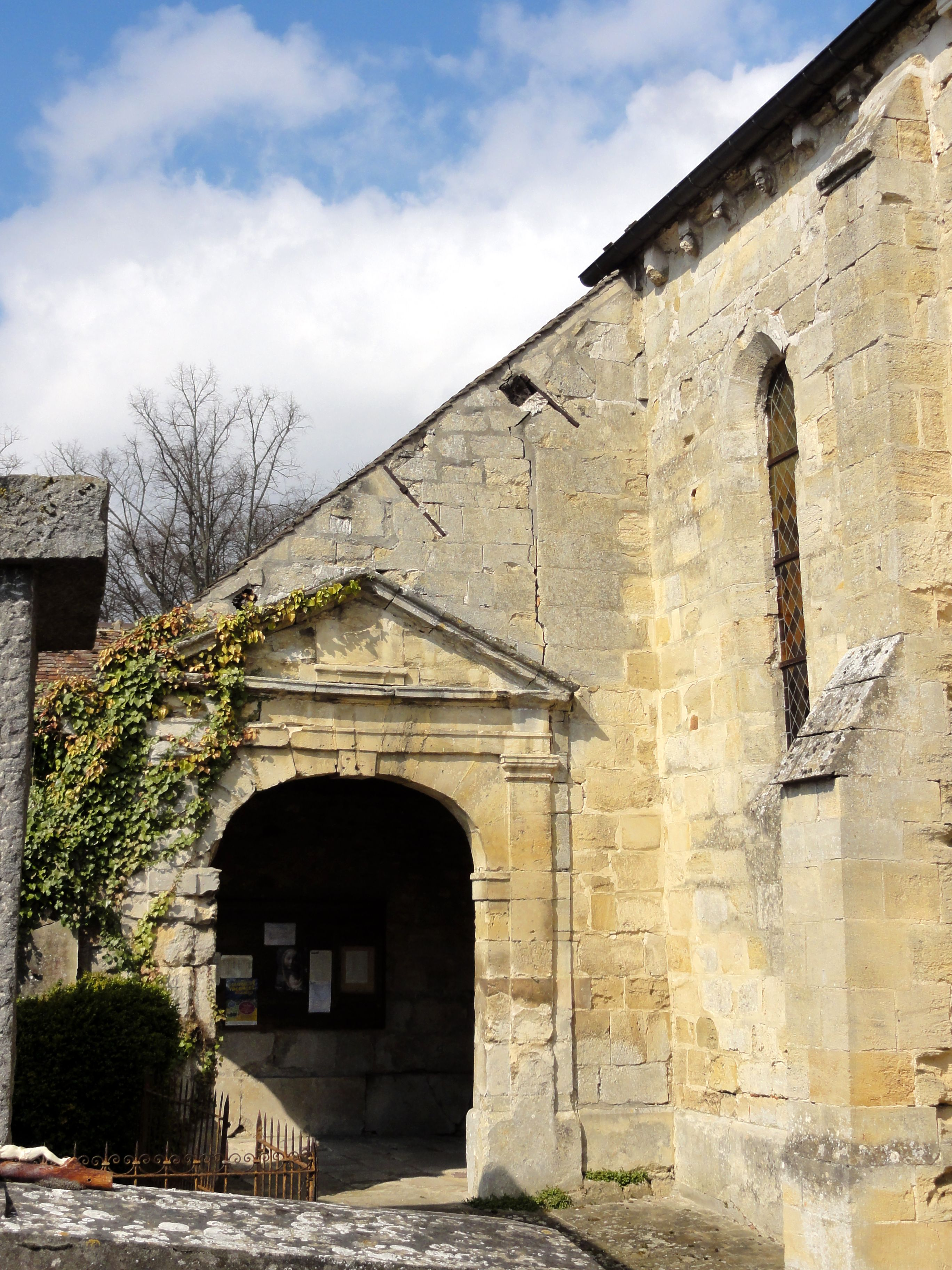
Porche, vue depuis l'est.
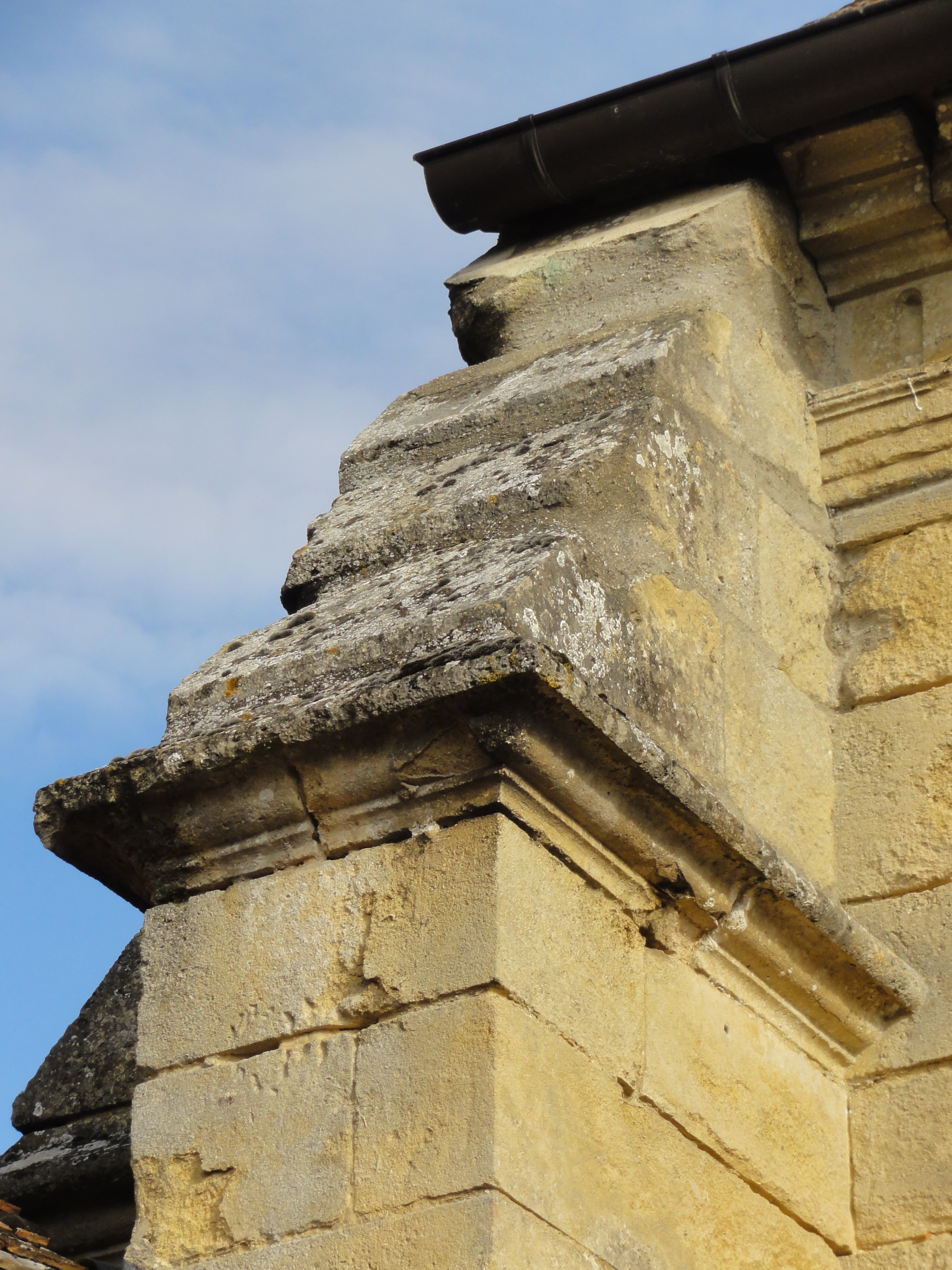
Contrefort au sud.
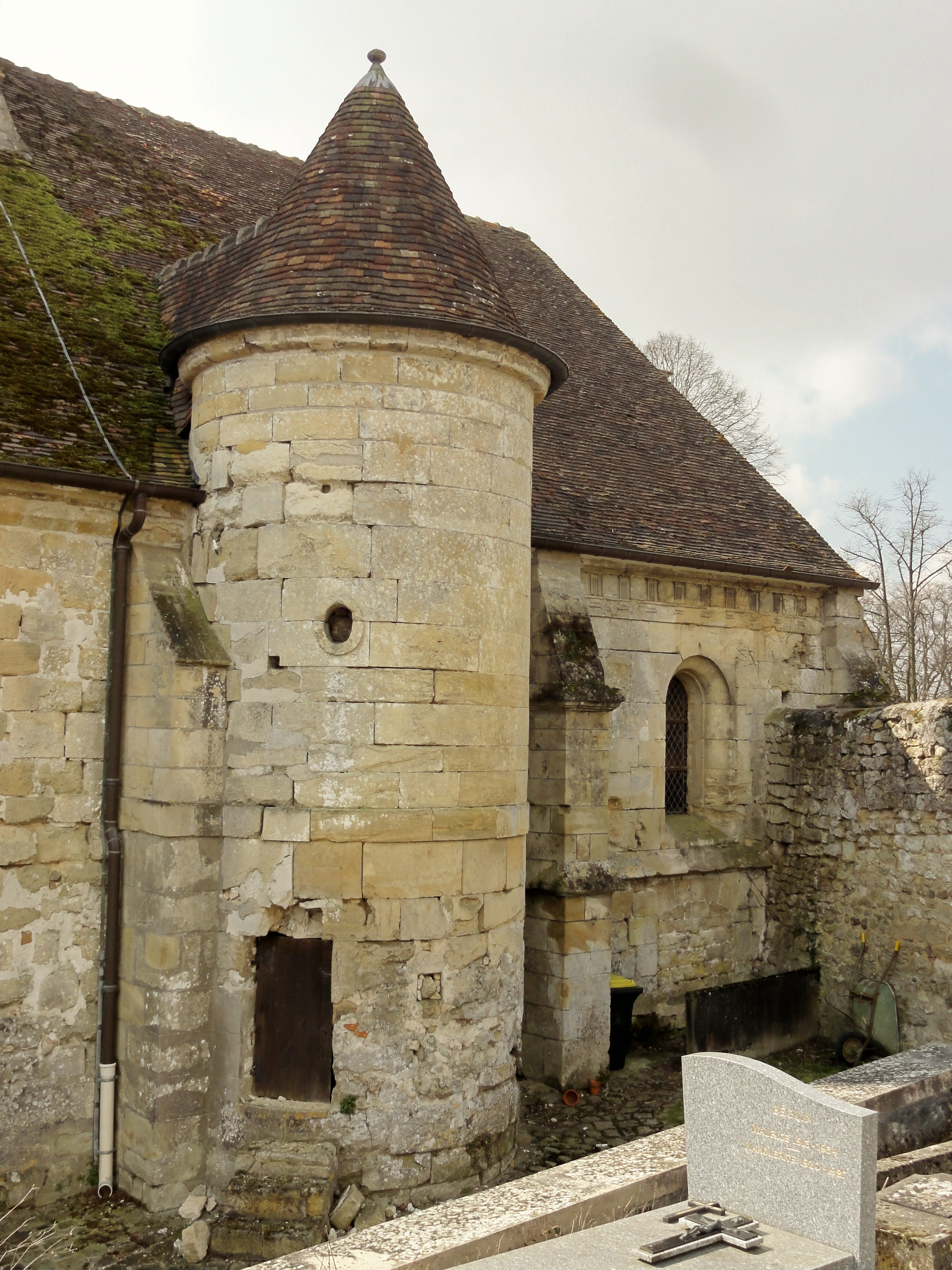
Tourelle d'escalier.
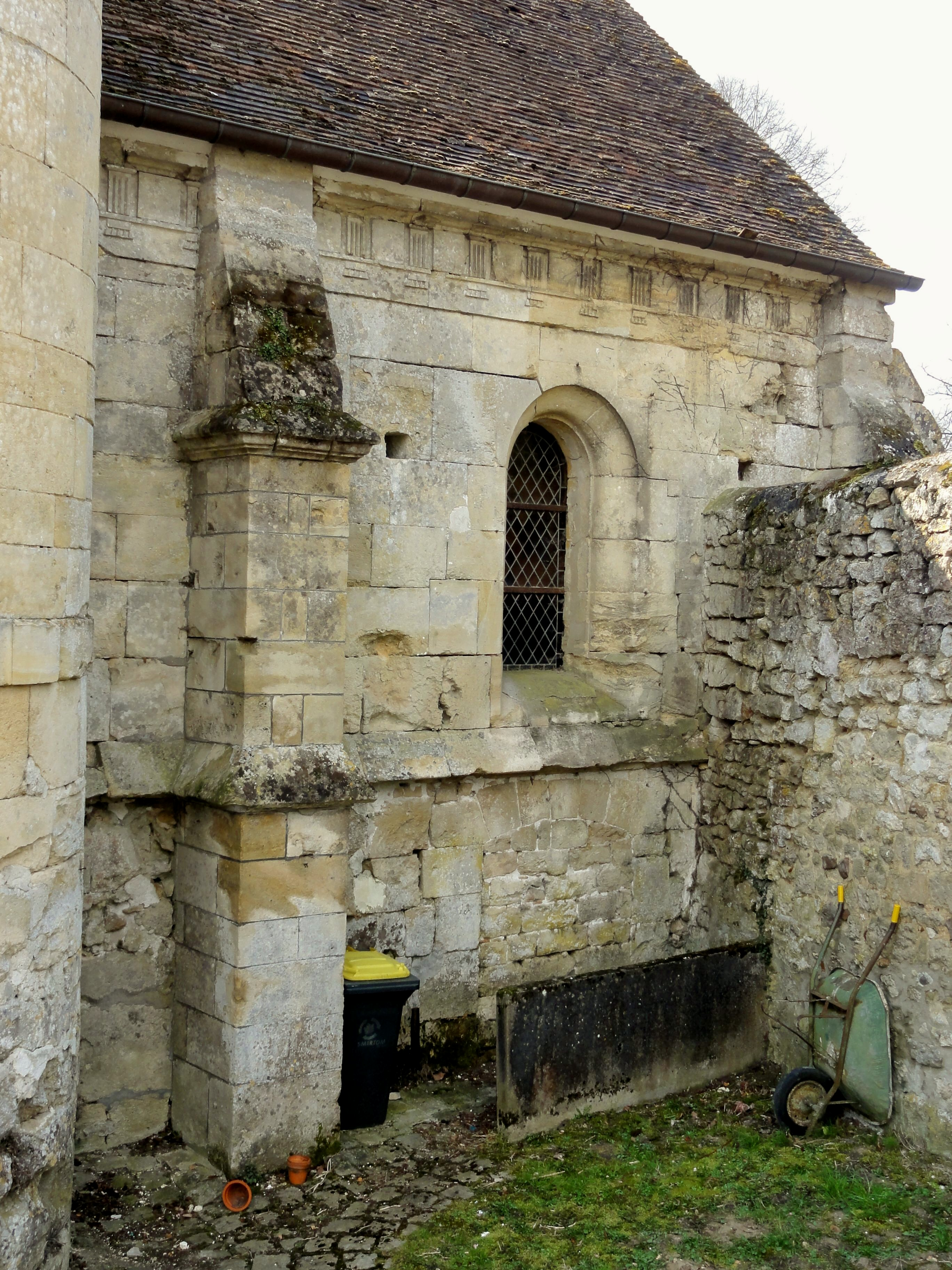
Bas-côté nord.
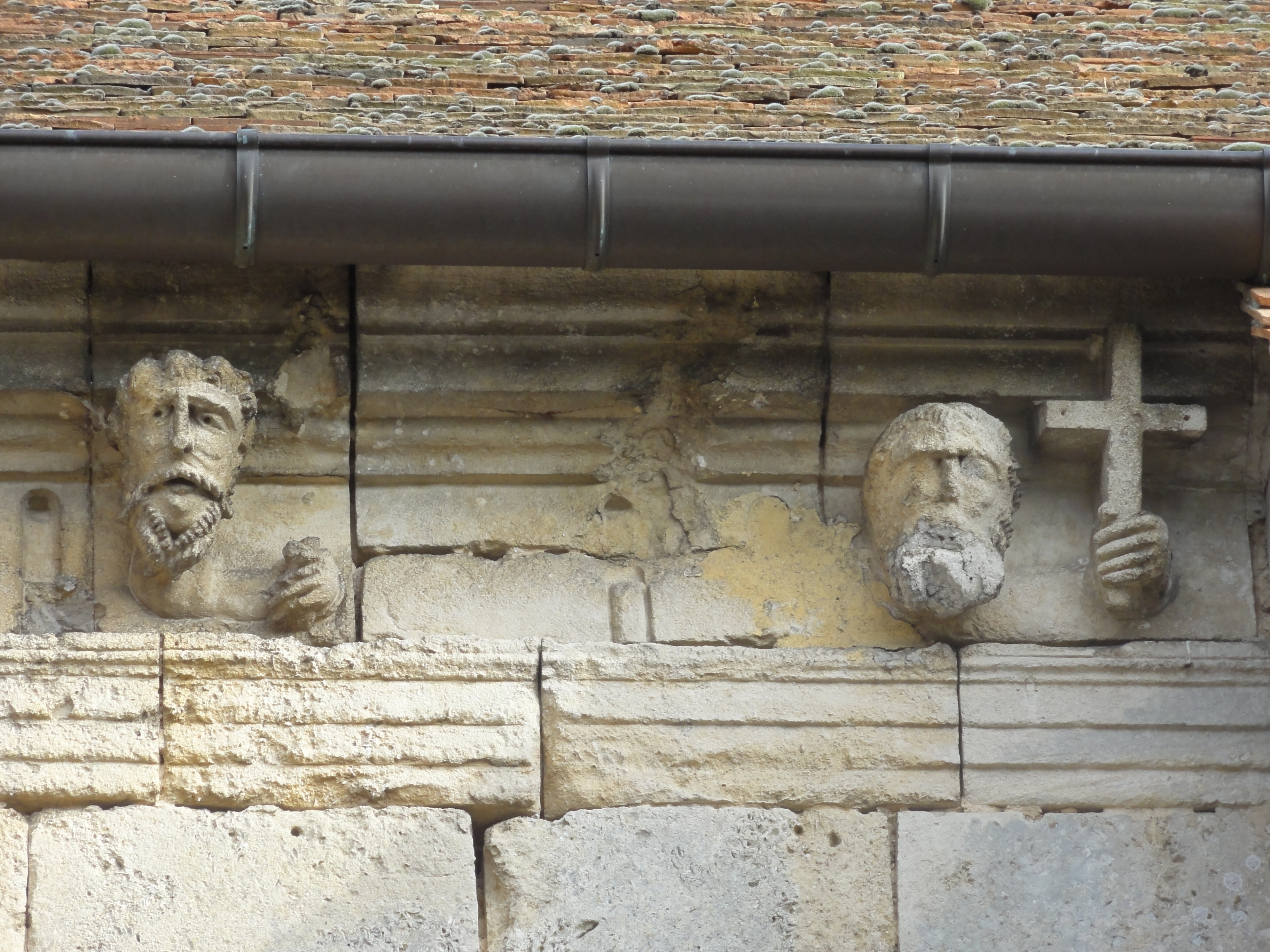
Frise des Apôtres.

## Mobilier

### Sculpture

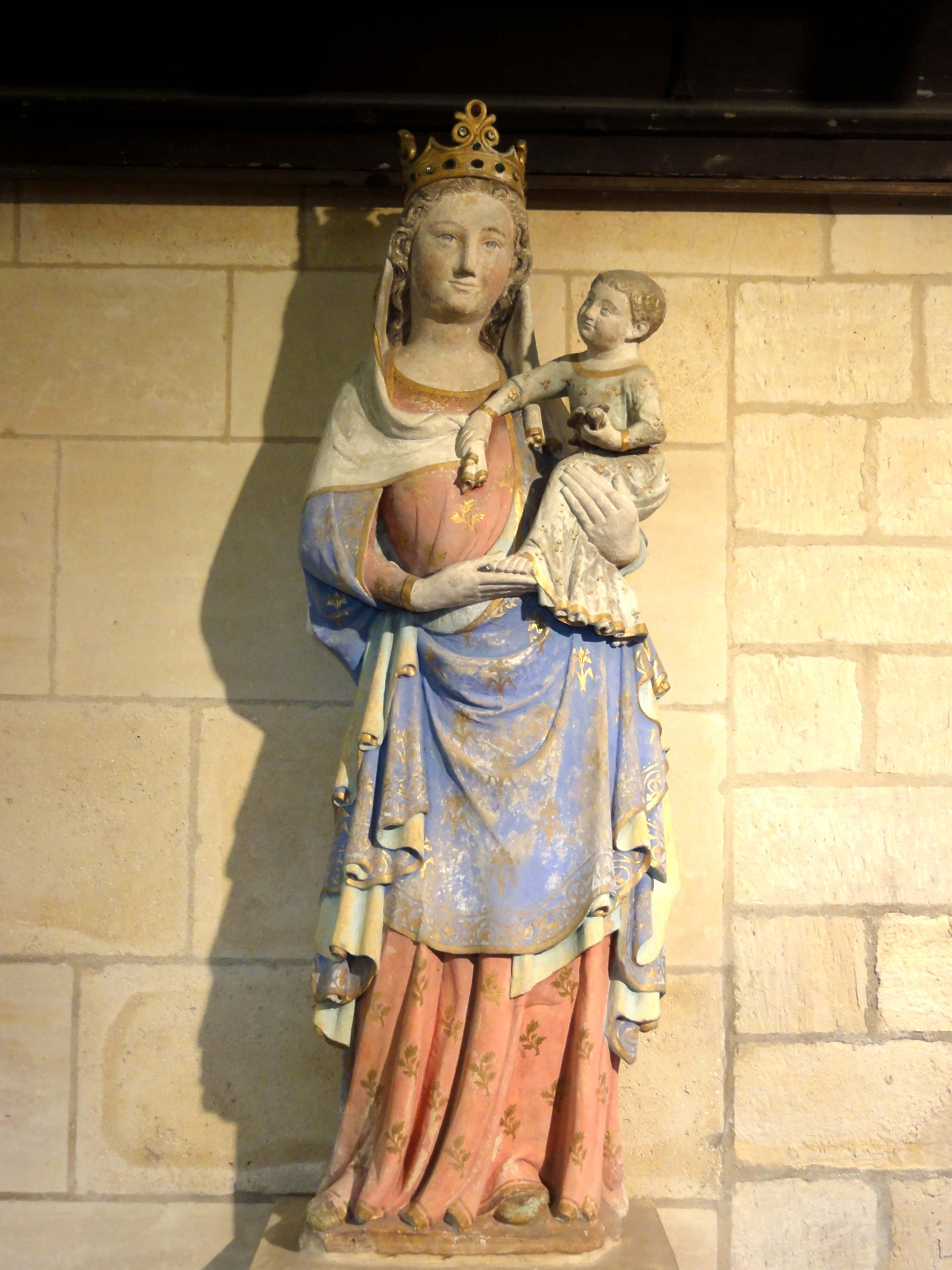
N.-D. du Mont-Carmel.

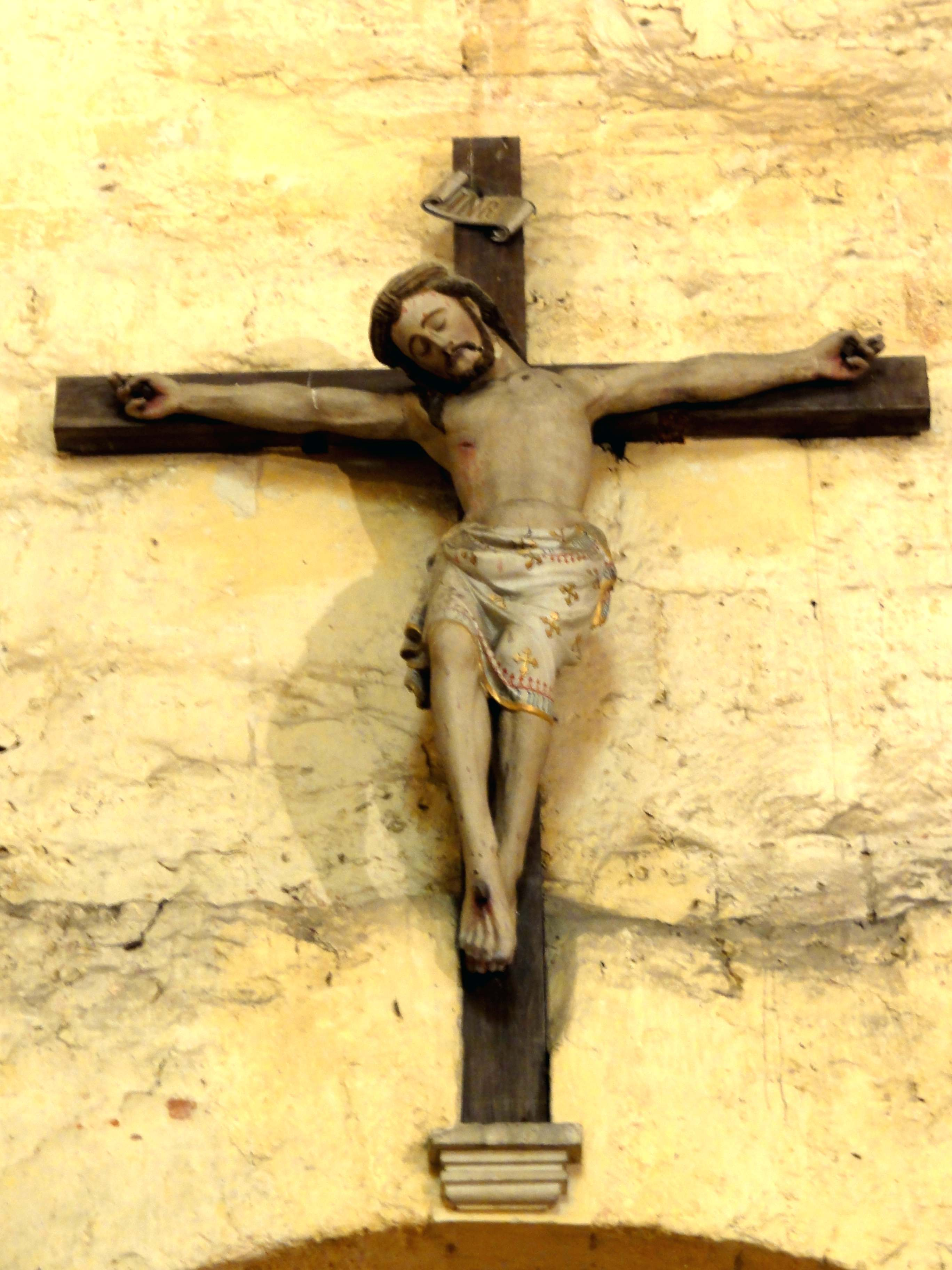
Christ en croix.

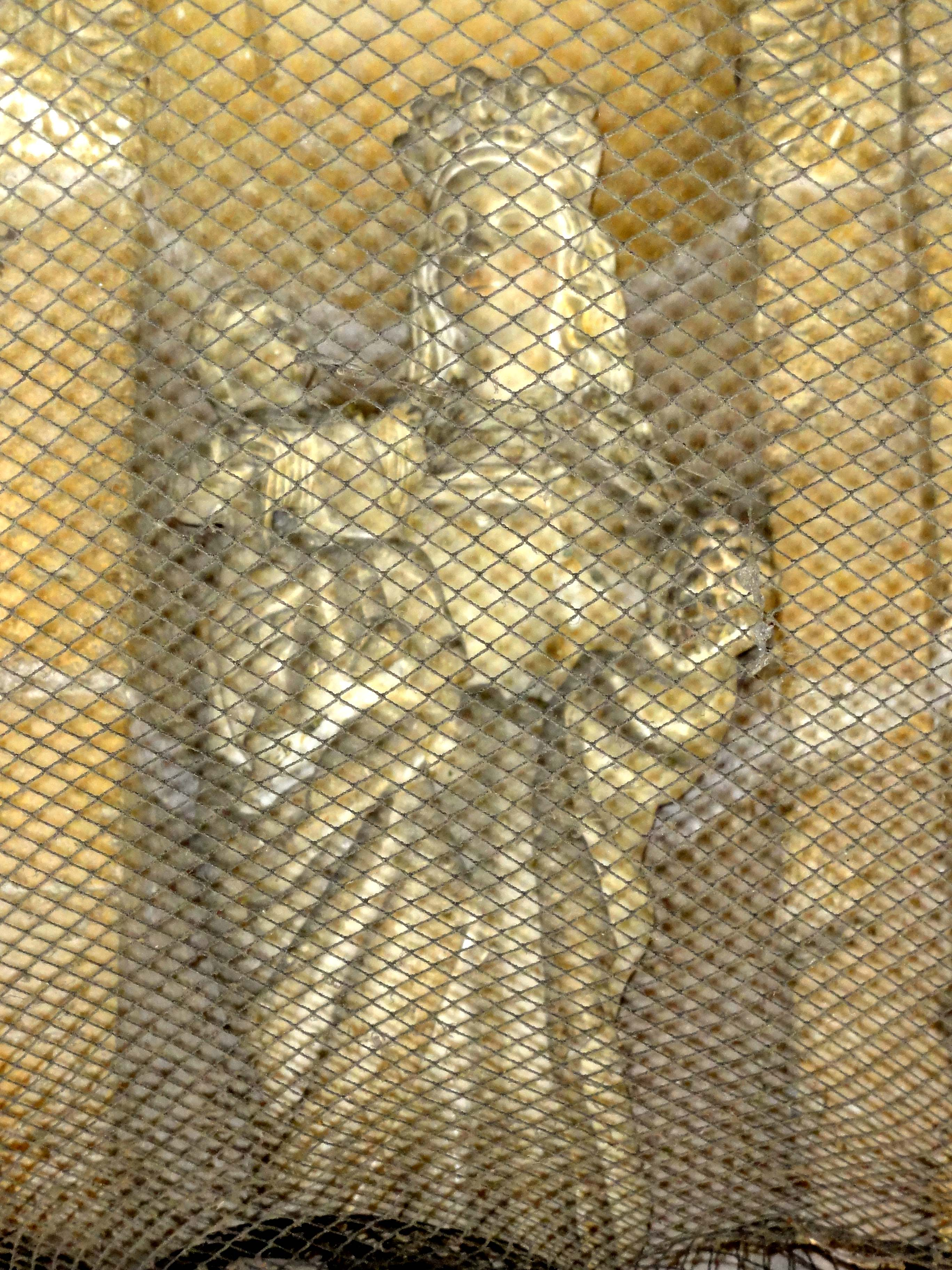
Vierge à l'Enfant du portail, XVIe siècle.

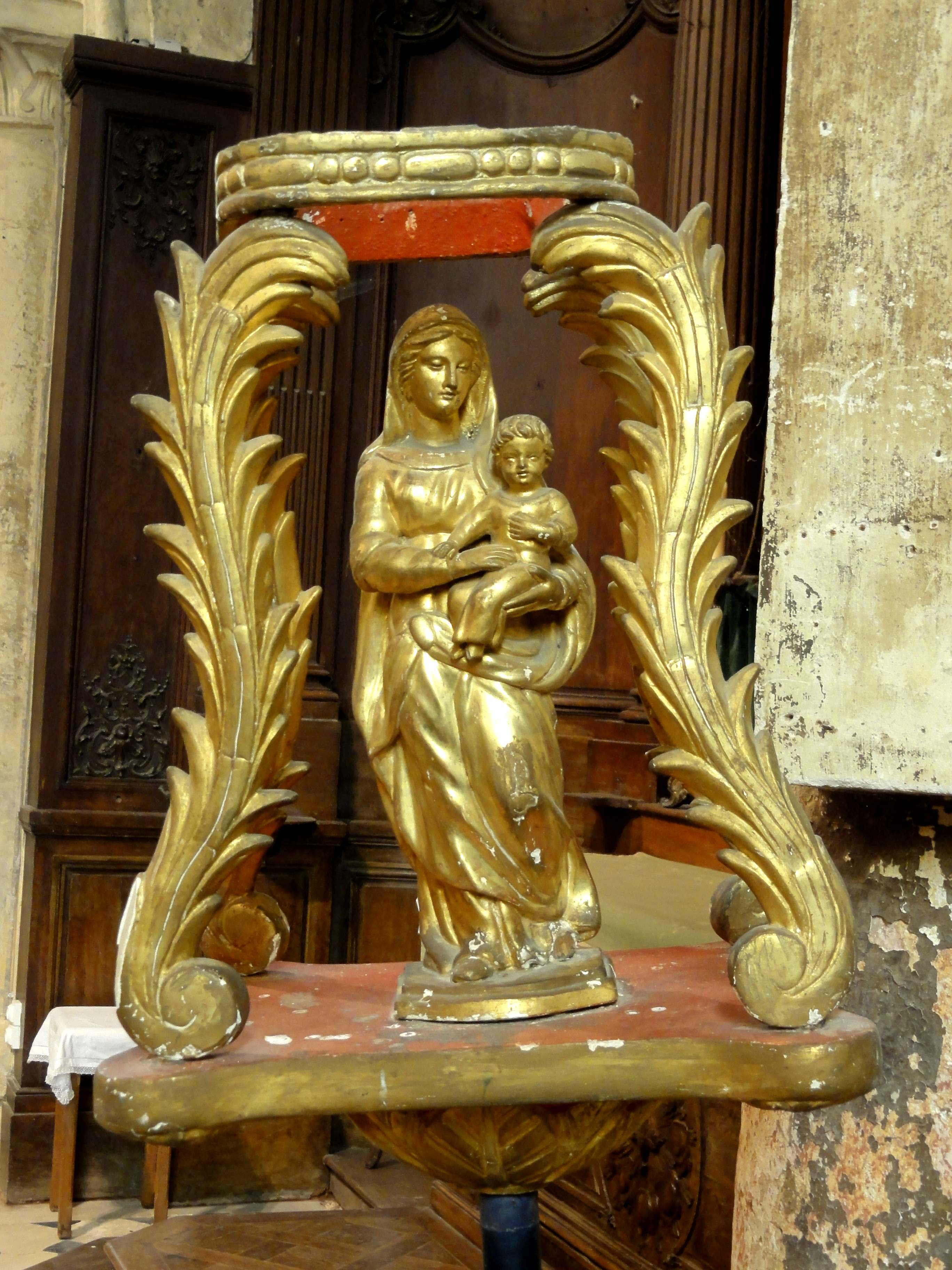
Bâton de procession - Vierge à l'Enfant.

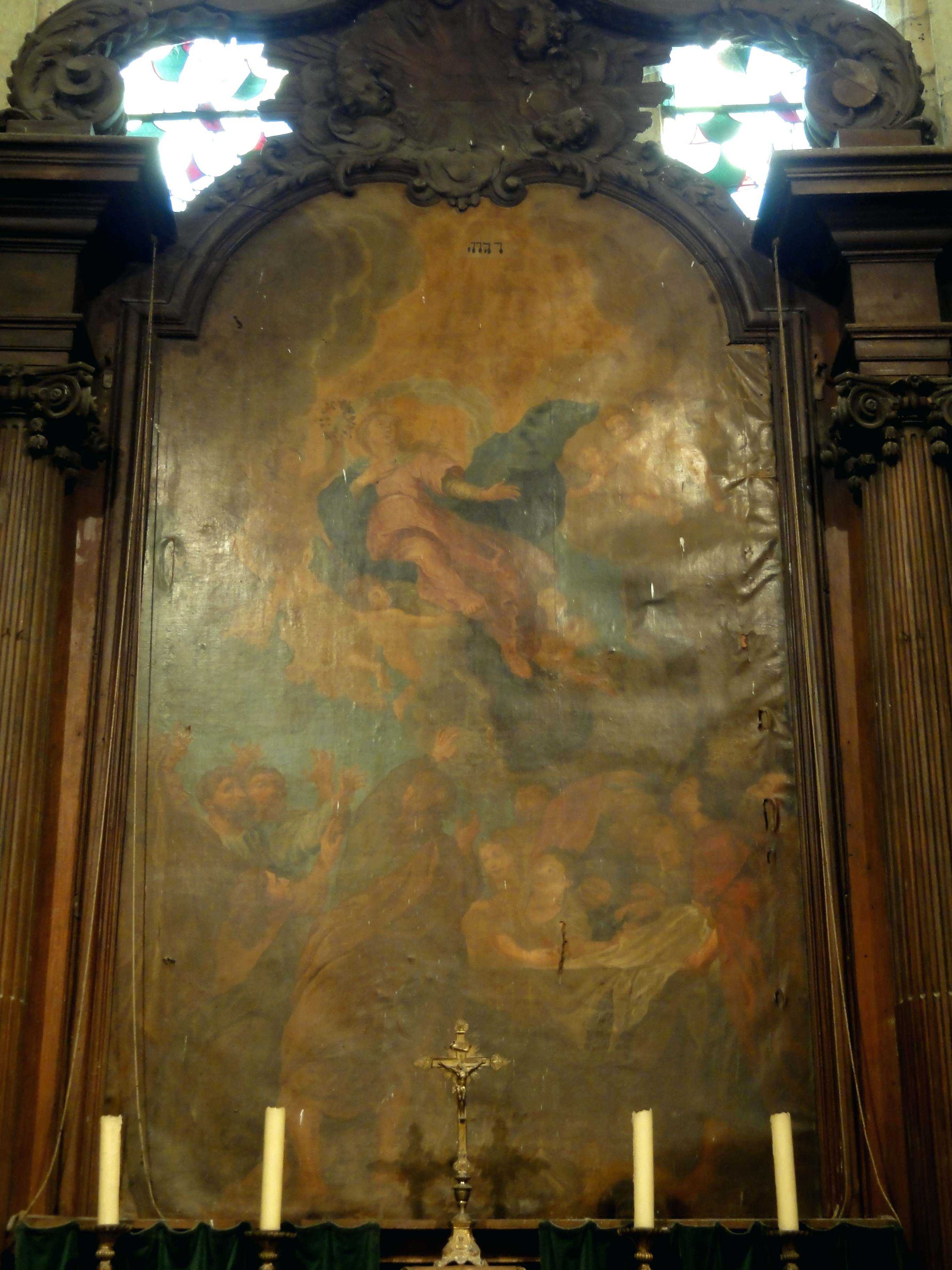
Tableau de retable - L'Assomption.

Parmi le mobilier actuel de l'église, quatre éléments sont classés monument historique au titre objet, qui sont tous des œuvres de sculpture. Quelques autres méritent l'attention, notamment le retable du maître-autel et les boiseries assorties, ainsi que plusieurs épitaphes et plaques de fondation.
- La statue en pierre polychrome de la Vierge à l'Enfant dans le bas-côté nord, dite Notre-Dame du Mont-Carmel, mesure 160 cm de hauteur, et date du XIVe siècle. Du type classique des Vierges vexinoises du XIVe siècle, elle est exécutée avec grand soin, et considéré comme chef-œuvre parmi le mobilier de l'église. Marie est couronnée, et revêtue de la robe, de la cape et du voile en usage dans la classe moyenne au XIVe siècle. L'Enfant Jésus ramène le voile de sa mère sur son sein, idée gracieuse du sculpteur selon l'abbé Loisel. Dans l'autre main, il tient un oiseau. Ses yeux se tournent vers le visage de sa mère, qui regarde droit devant elle, sereine, pleine de majesté et un peu songeur. Pendant des siècles, la Vierge a partagé les peines et les douleurs des villageois. La Révolution a cassé sa couronne sertie initialement de pierres précieuses, et criblée la Vierge de jets de pierre. Puis, la statue fut reléguée dans un coin. La tradition locale rapporte qu'elle fut remise en place dans sa niche par trois bonnes âmes de la paroisse, et que la madone versa alors des larmes de joie. Plusieurs témoins oculaires l'ont vu. L'abbé Loisel dit que c'est une particularité de la pierre utilisée, quand on la transporte d'un endroit froid vers un endroit plus chaud. Il l'a fait « débarrasser de l'ignoble empâtement qui l'entourait », puis restaurer. La polychromie actuelle devrait dater de cette époque. Notre-Dame du Mont-Carmel a été classée par arrêté du 14 novembre 1907[33],[34].
- Le Christ en croix de la nef, en bois taillé et peint, mesure 130 cm de hauteur sans la croix, et date de la limite XIIIe / XIVe siècle. L'on suppose qu'il provient de la poutre de gloire, dont tous les autres éléments ont disparu. C'est l'autre œuvre majeure de l'église : elle « réunit ce qui fait la perfection de l'art, la beauté de la forme et l'idéal, ou la subimité de l'expression […] La tête, irréprochable sous le rapport de l'exécution, a une expression dont il est impossible de ne pas être touchée » (abbé Loisel). La physionomie du corps est rendue avec grande fidélité, comme rarement sur les figures en pied de cette époque, qui sont souvent stylisées. Le périzonium était initialement blanc, sauf la bordure, qui était décorée de trèfles rouges. On y lisait l'inscription en capitales gothiques : « Videle regem Salhomonem in diademate quo conorarit eum mater sua » (voyez le roi Salomon avec le diadème dont sa mère l'a couronné - Ct 3,10). En bas, un seul mot restait encore du verset « Facta est quasi vidua domina gentium » (elle est devenue comme une veuve, celle qui était grande parmi les nations — La 1,1). À la Révolution française, « il fut jeté en bas du mur du chœur, par des sauvages qui lui attachèrent une corde autour du cou, lui brisèrent les bras et lui firent encore subir d'autres mutilations ». Le Christ a été restauré et repeint au dernier quart du XIXe siècle, et classé en même temps que la Vierge[35],[36].
- La statue en pierre anciennement polychrome de la Vierge à l'Enfant, qui est placée dans la niche au-dessus du portail sous le porche, mesure 60 cm de hauteur, et date du dernier quart XVIe siècle. D'après l'abbé Loisel, ce serait une reproduction de Notre-Dame du Mont-Carmel. La couronne que porte Marie serait en bois de chêne. L'ensemble de la sculpture a été badigeonné, ce qui empêche aujourd'hui de distinguer ces différences de matériau. La Vierge porte une grappe de raisin dans une main, symbole du sang du Christ et donc de l'Eucharistie, et l'Enfant Jésus tient un oiseau par les deux ailes. Cette Vierge, peu visible derrière son grillage, est classée depuis le 12 juillet 1912[37],[38].
- Le bâton de procession ou de confrérie en bois taillé et doré qui est exposé dans la chapelle de la Vierge date du XVIIIe siècle. Il contient une délicate statuette de la Vierge à l'Enfant. Comme sur la plupart des bâtons de confrérie, elle est surmontée d'un dais formé par une couronne aujourd'hui mutilée, qui est supportée de quatre branches de palmier, dont les extrémités inférieures s'enroulent en volutes. Le bâton a été classé par arrêté du 3 janvier 1944[39].

### Retables et boiseries
- La tribune seigneuriale au revers de la façade occidentale fut installée en 1643 par Jean de Dosnon, et l'on y accède uniquement par le portail occidental, depuis le parc du château. Pour donner la communion, le curé devait sortir par la sacristie (qui se situait au nord du bas-côté nord jusqu'au début des années 1950) et rentrer par ce portail. La tribune se compose d'une balustrade assemblées de simples panneaux à fenestrages, quatre de face et un de chaque côté ; d'autant de fenêtres au-dessus, dont la partie supérieure est vitrée ; et d'un plafond. Le décor ajouré et les pinacles néogothiques ont été ajoutés au XIXe siècle.
- Le dais en bois taillé de la Vierge à l'Enfant dite Notre-Dame du Mont-Carmel, dans la deuxième travée du bas-côté nord, constitue le vestige d'un retable gothique flamboyant de la première moitié du XVIe siècle, dont le dosseret s'est perdu. Des retables avec ce type de dais sont conservés à Berville et Commeny, par exemple. Le dessous du dais y est peint, et le dosseret comporte des panneaux peints. Ce devait aussi être le cas à Montgeroult, mais l'abbé Loisel n'en fait déjà plus mention en 1873. Restent encore les quatre pinacles garni de crochets, les découpages flamboyants finement ciselés sous la bordure supérieure du dais, et les quatre pendentifs ornés de feuillages bien fouillés, sous les pinacles[40].
- La chaire à prêcher, montée sur la face est de la pile nord-ouest du clocher par manque de place dans la nef, a été offert par le même seigneur. Confectionnée par Michel Leclerc, menuisier à Pontoise, il a été installé le 15 mars 1643. Comme la tribune, c'est un meuble d'une extrême sobriété, sans aucune ambition artistique, avec une cuve assemblée de trois panneaux à fenestrages, et un abat-voix se résumant à un simple panneau, décoré de formes géométriques. Seul le cul-de-lampe sous la cuve est agrémentée de moulures, et de quelques motifs sculptés tout en bas. Selon le compte-rendu du curé, Jean Petit, il y avait initialement un socle en pierre fait par Claude Jourdain, tailleur de pierre à Montgeroult[41].
- Le retable de Saint-Joseph, dans le croisillon nord, est de style baroque (ou style Louis XIII), et daterait de la seconde moitié du XVIIe siècle. Il a été démantelé, et le panneau central n'est plus conservé en l'église. Il était cantonné de deux pilastres, qui arborent des anges adoptant la forme de cariatides ainsi que des chutes de fleurs, et se terminent par un rang de denticules, sans inspiration directe d'un ordre antique. L'entablement comporte une corniche de corbeaux, et était surmonté d'un fronton brisé en arc de cercle, qui est décoré de guirlandes et d'autres éléments[42].
- Le retable de la chapelle latérale nord du chœur, initialement dédiée à Saint-Nicolas puis placée sous le vocable du Sacré-Cœur, date des dernières années du XVIIe siècle. Stylistiquement proche du retable de Saint-Joseph, qui est un peu antérieur, il n'est lui aussi que vaguement inspiré des ordres antiques. Son décor est uniquement végétal, et plus sobre. La niche à statue au centre est bordée de deux guirlandes suspendues, tandis que le retable est délimité à gauche et à droite par des pilastres, qui comportent en haut des enroulements rappelant les coussinets des chapiteaux ioniques, et des chutes de fleurs en dessous. D'une sobriété toute classique, l'entablement est aniconique, et seulement animé par des ressauts au-dessus des pilastres, ainsi qu'au-dessus du corps central.
- Le retable du maître-autel, offert par le président Chevalier et dédicacé le 3 octobre 1728 par le curé René David, sert à la mise en valeur d'un tableau monumental de l'Assomption de Marie, puisque c'est sous le vocable de cette fête particulière de la Sainte-Vierge que l'église est placée. Peint à l'huile sur toile et tendu dans un cadre cintré, le tableau s'est beaucoup assombri au fil du temps, et l'on ne distingue plus que les grandes formes. Les détails et les teintes d'origines peuvent seulement se deviner. Le cadre est sommé d'une gloire, qui contrairement à l'usage n'est pas doré. On y voit le tétragramme (YHWH) au milieu d'un triangle représentant la Sainte-Trinité, entouré de rayons de lumière et de nuées, d'où sortent des têtes de chérubin joufflues. Un orbe forme le couronnement. Il est flanqué de deux grandes volutes végétales, disposées diagonalement, et dont les volutes finales reposent sur la corniche de l'entablement. Ces deux volutes suggèrent une couronne. Le tableau du retable est flanqué de deux ailes latérales, qui sont incurvées et ramenées vers les murs latéraux qui délimitent la partie arrière du chœur, de sorte à masquer complètement ces murs. La décoration des ailes latérales est basée sur le vocabulaire ornemental du style rocaille et de l'ioniques. L'entablement aniconique est porté par des colonnes cannelées et rudentées au centre, mais par des pilastres analogues à gauche et à droite. Au-dessus de ces pilastres, il porte des pots-à-feu en bas-relief. Le tabernacle est associé au retable, et sa porte affiche un motif qui semble s'imposer à cet emplacement, mais que l'on observe plutôt rarement : un ostensoir avec une hostie. Il a été béni le même jour par Charles Videcoq, doyen rural et curé de Bréançon[43].
- Le retable de la Vierge, au chevet de la chapelle latérale sud du chœur, se caractérise par une niche en plein cintre entourée de motifs rocaille, et deux pilastres ioniques cannelés, et semble dérivé du retable majeur. Ce retable a été malmené, et certains composantes manquent : du temps de l'abbé Loisel, il était déposé quelque part. La frise de denticules et la corniche sont complètement dissociées du reste. Mieux conservé est l'autel sous forme de tombeau, qui est du plus pur style rocaille, et comporte au centre une croix de Malte avec la colombe du Saint-Esprit au milieu[44].
- La clôture en bois de la chapelle de la Vierge, ancienne chapelle seigneuriale, est un spécimen aujourd'hui rare de ce type d'aménagement. Elle se compose de trois éléments, dont la partie supérieure est ajouré grâce à deux balustres en bois tourné, et qui sont cantonnées de pilastres supportant un entablement.

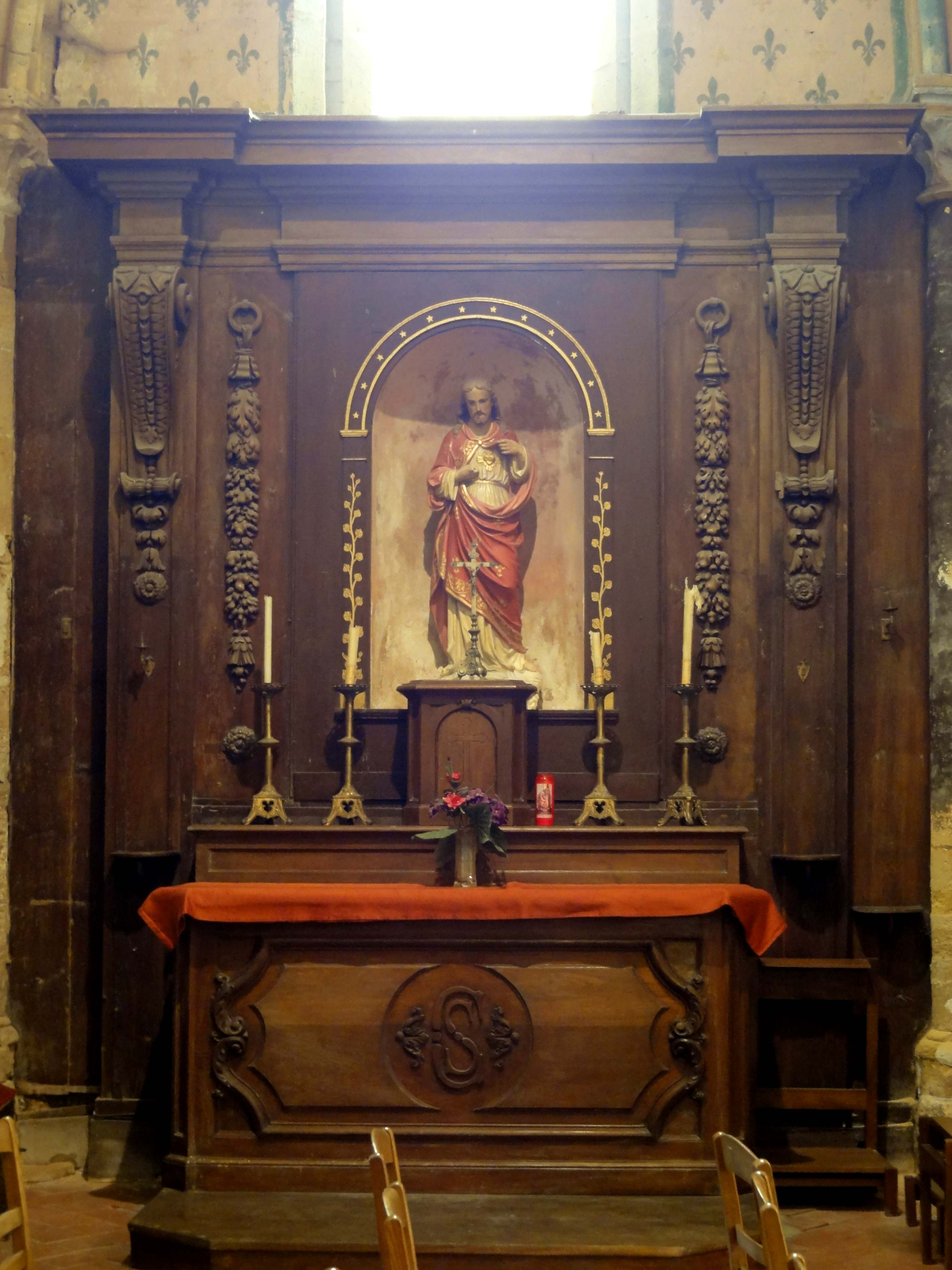
Autel du Sacré-Cœur.
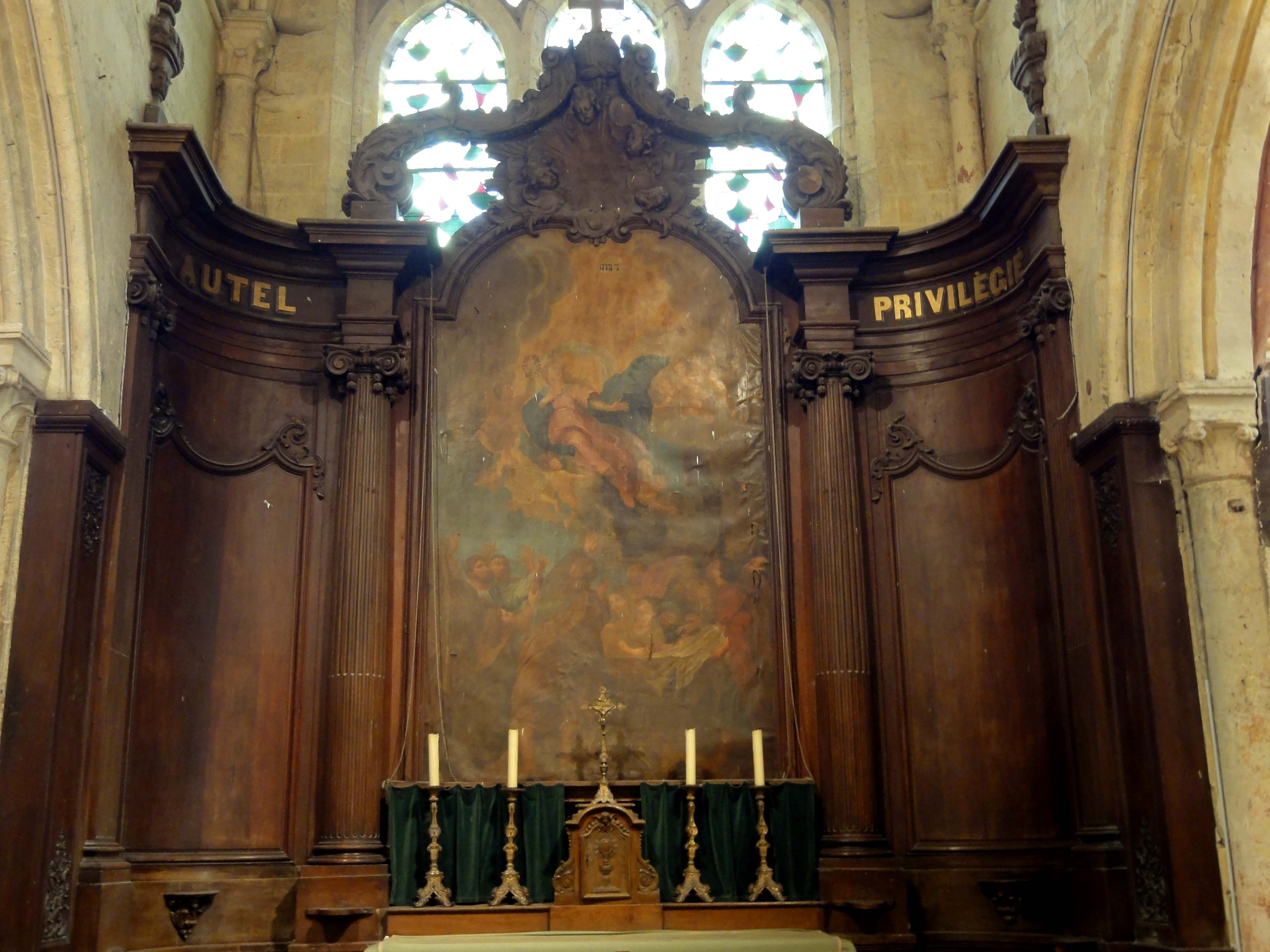
Retable du maître-autel.
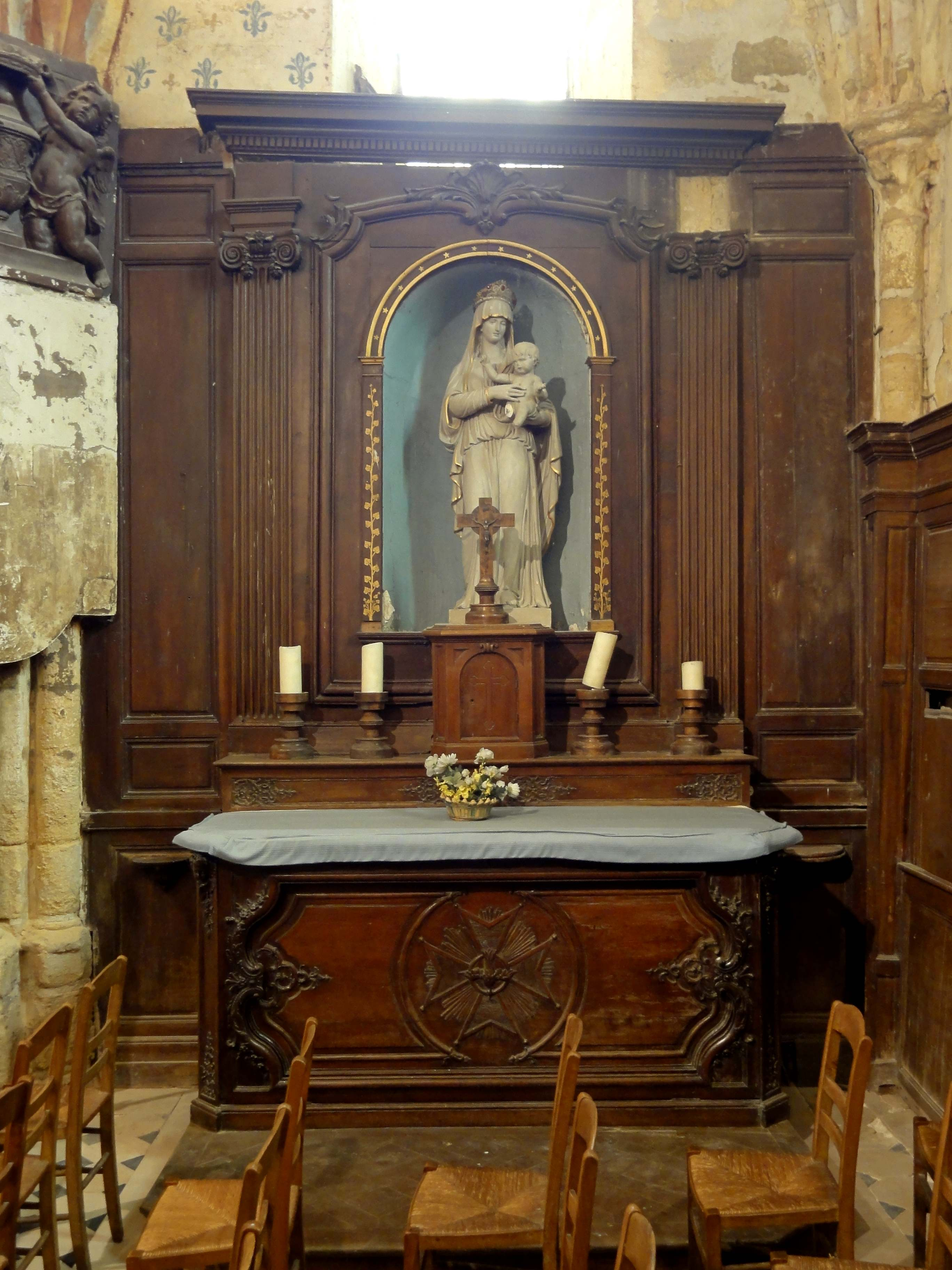
Autel de la Vierge.
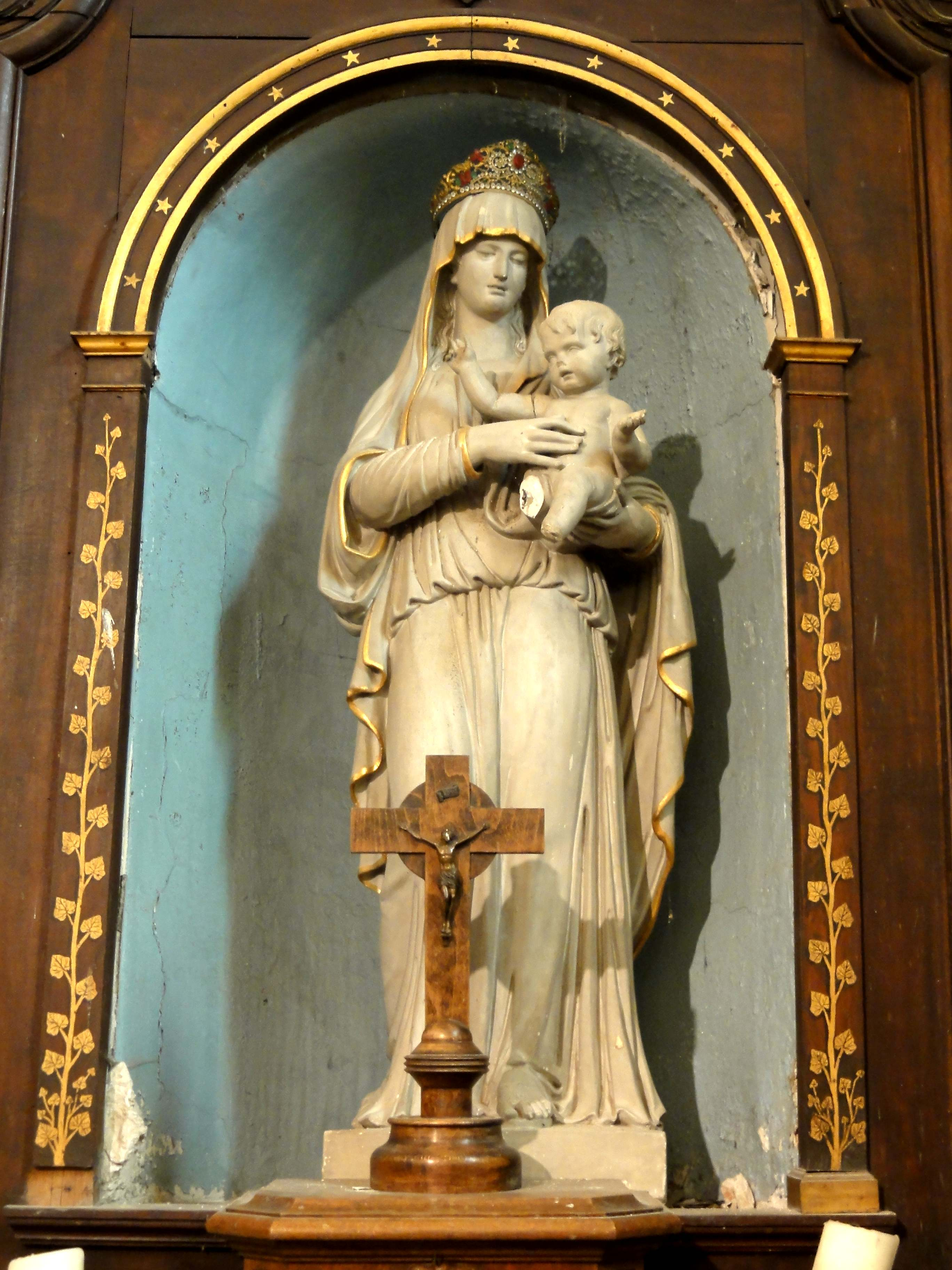
Vierge à l'Enfant.
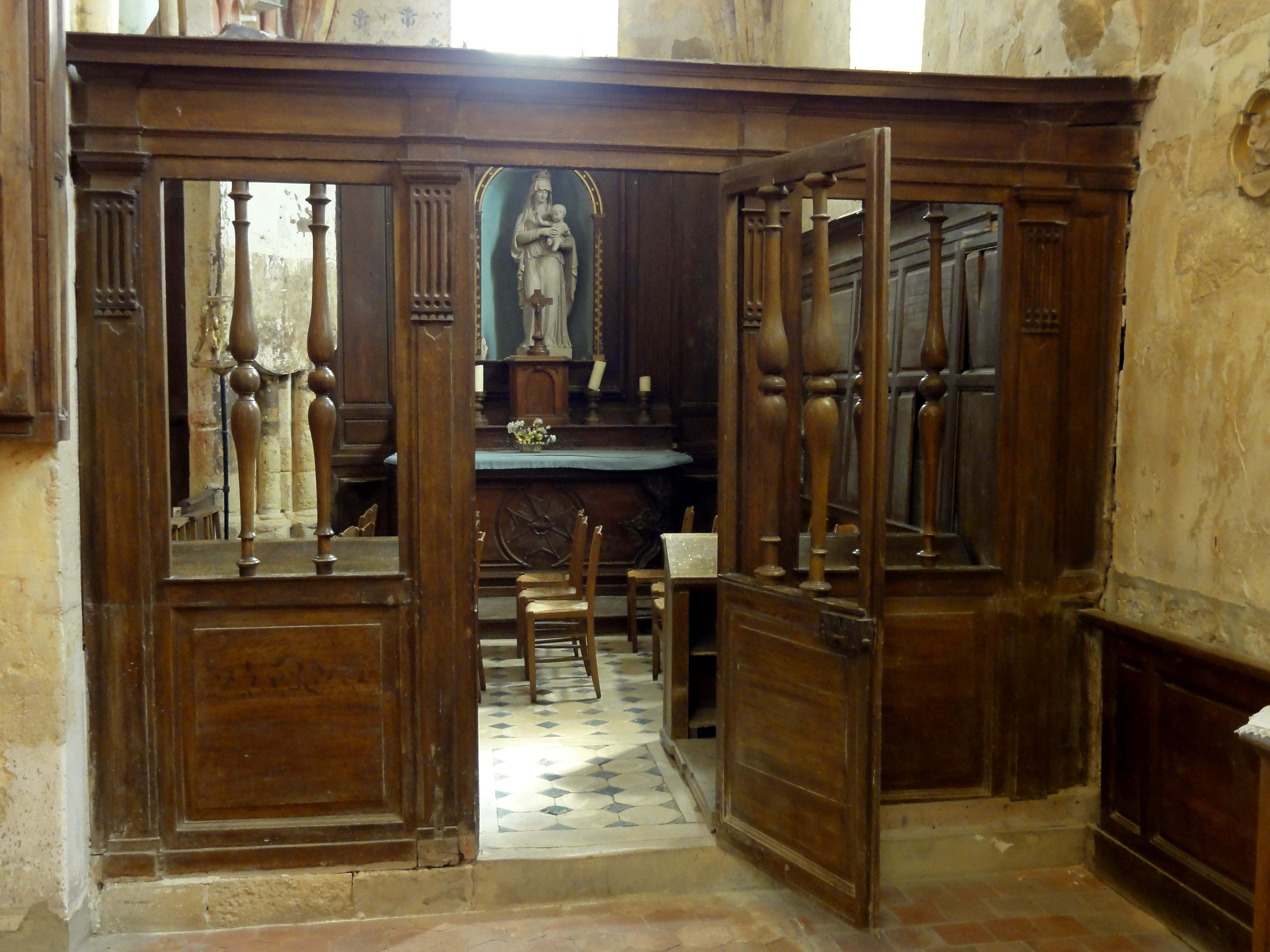
Clôture de chapelle.

### Épitaphes et plaques de fondation

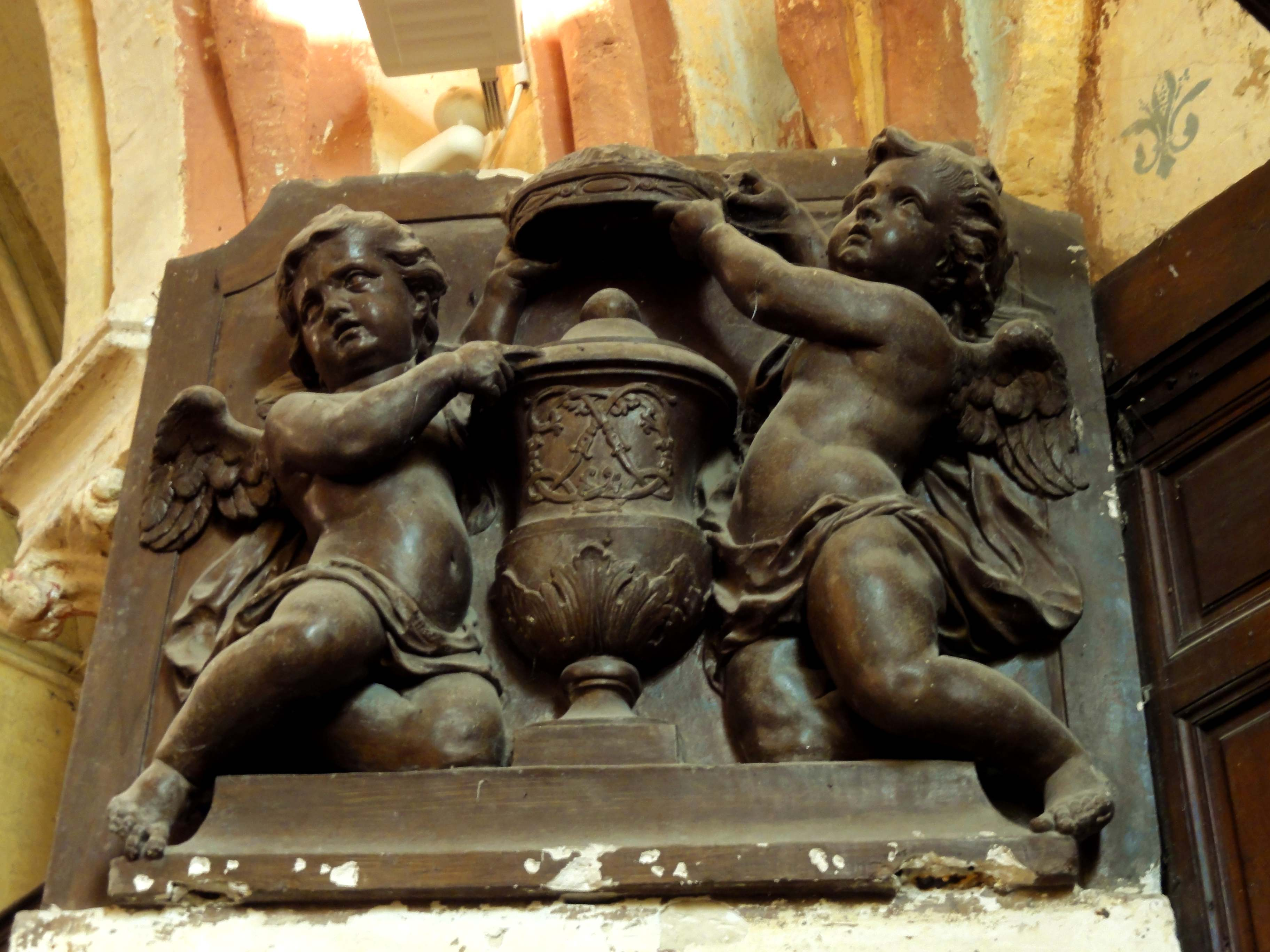
Couronnement du monument funéraire de Louis Chevalier, fermier général, mort en 1715.

- La plaque de fondation sur le contrefort gauche du clocher appartient à Pierre Guestin, laboureur, père du curé Noël Guestin, mort le 30 mai 1695 à l'âge de quatre-vingt ans. En dessous, sont gravés des instruments aratoires et une tête de mort, et plusieurs larmes sont réparties sur la plaque[45]. On remarque que le nom du notaire, Dubray, a été modifié.
- La plaque de fondation sur le contrefort gauche du clocher appartient à Nicolas Jehan, laboureur, mort à l'âge de soixante-dix ans. Il fut enterré au cimetière, où il devait disposer d'une pierre tombale[46], ce qui explique peut-être que l'on jugea inutile de préciser la date et l'année de son décès sur la plaque de fondation.
- La plaque de fondation sur le premier pilier à gauche du chœur (pile nord-est du clocher) est la plus ancienne. Elle appartient à Mre Jean Duchêne, curé de Montgeroult de 1630 (au plus tard) jusqu'à sa mort le 20 février 1641. L'inscription est, selon l'abbé Loisel, un « curieux spécimen du patois local ». Les lettres gravées, des capitales, sont remplies d'un enduit noir, ce qui facilite la lecture. Le texte remplit la plaque tout en entier, sans laisser la place à la moindre décoration[47].
- Une épitaphe dans l'angle de la chapelle latérale nord est particulièrement bref, et se rapporte à Marguerite Broc, demoiselle suivante de Madame Chevalier, enterrée le 29 avril 1710 dans la chapelle Saint-Nicolas : « CY GIST MARGVERITE BR.. DAMOISELLE DE MADAME LA PRÉSIDENTE CHEVALIER, QUI A DONNÉ À L'ÉGLISE CENT LIVRES POVR SIX MESSES CHAQVE ANNÉE À PERPÉTVITÉ ». De nombreuses larmes sont gravées en dessous de l'épitaphe[48].
- La plaque de fondation qui est encastrée dans une pile du clocher, dans le croisillon sud, appartient à Gabriel Léger, garçon majeur (célibataire ?), mort à l'âge de quarante ans, inhumé le 8 mai 1715[49]. Cette plaque est la mieux conservée. Une tête de mort, deux tibias et deux larmes sont gravés sur le fronton cintré. La régularité des capitales contraste avec la facture naïve de ces dessins.
- Devant les colonnettes de l'angle nord-est de la chapelle de la Vierge, l'on voit une plaque effacée, où l'on a gravé le monogramme de la Vierge Marie. Une sculpture en haut-relief, peinte en faux-bois, surmonte la plaque. Ce sont deux génies joufflus, tout droit sortis de l'allée des Marmousets, qui tiennent une couronne au-dessus d'une urne de style Louis XIV, sur laquelle les initiales L et C  entrelacées sont gravées. Il s'agit du monument funéraire de Louis Chevalier, fermier général et père du président chevalier, mort en 1715 à l'âge de soixante-quinze ans, et inhumée dans le caveau seigneurial sous la chapelle de la Vierge ou Saint-Jean[50].
- La plaque de fondation dans la chapelle du nord, à gauche de la porte de la sacristie, est la plus récente, mais aussi la moins bien conservée. Elle appartient à Mre Noël Guestin, curé de Montgeroult pendant quarante-trois ans, mort le 14 août 1716 et inhumé dès le lendemain. C'est l'abbé Guestin qui fit bâtir le porche en 1714, et c'est vraisemblablement lui aussi qui fit installer l'actuel autel et retable du Sacré-Cœur, alors dédié à Saint-Nicolas[51].

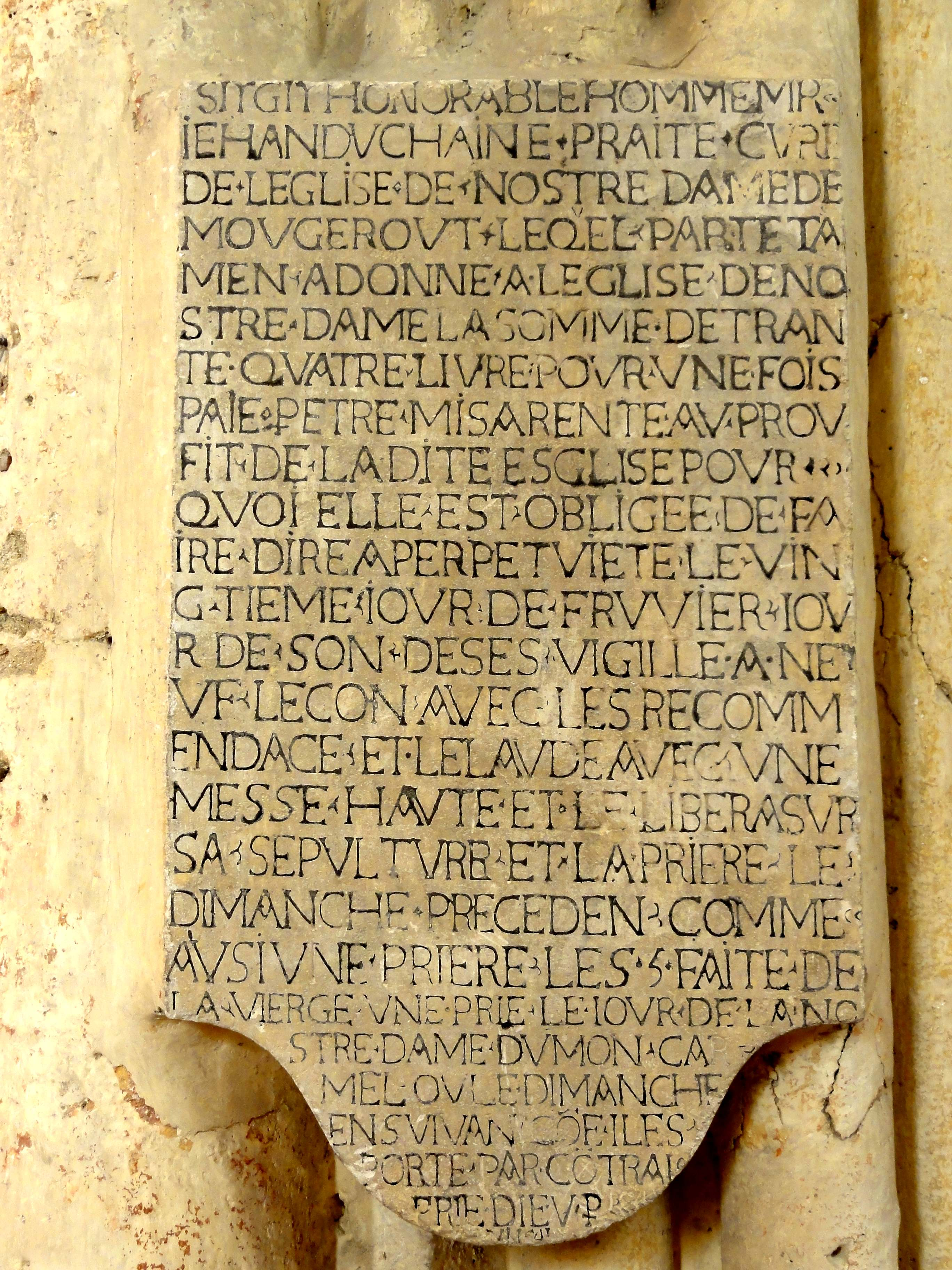
Plaque de fondation de Jean Duchêne, curé de Montgeroult.
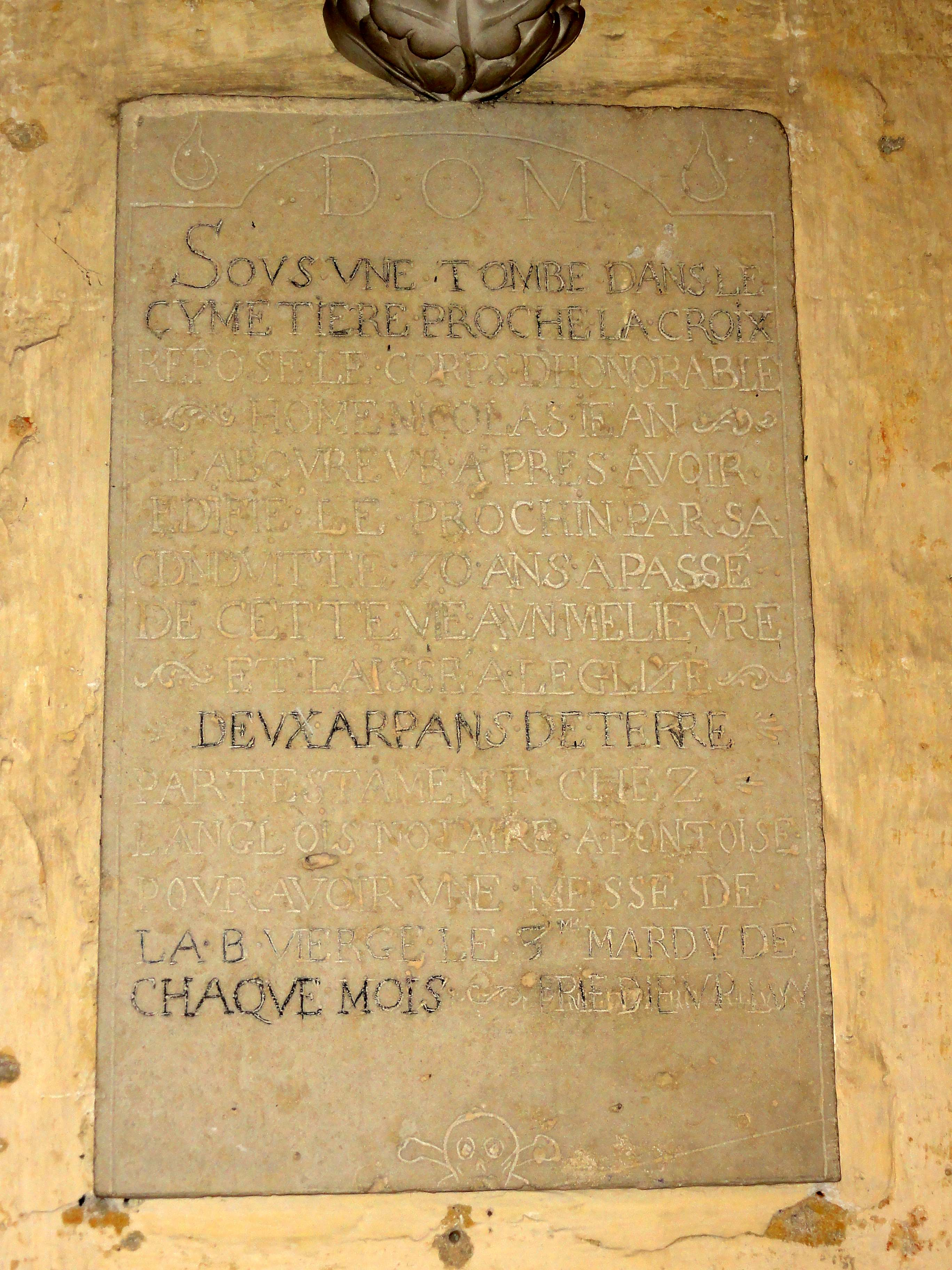
Plaque de fondation de Nicolas Jehan, laboureur.
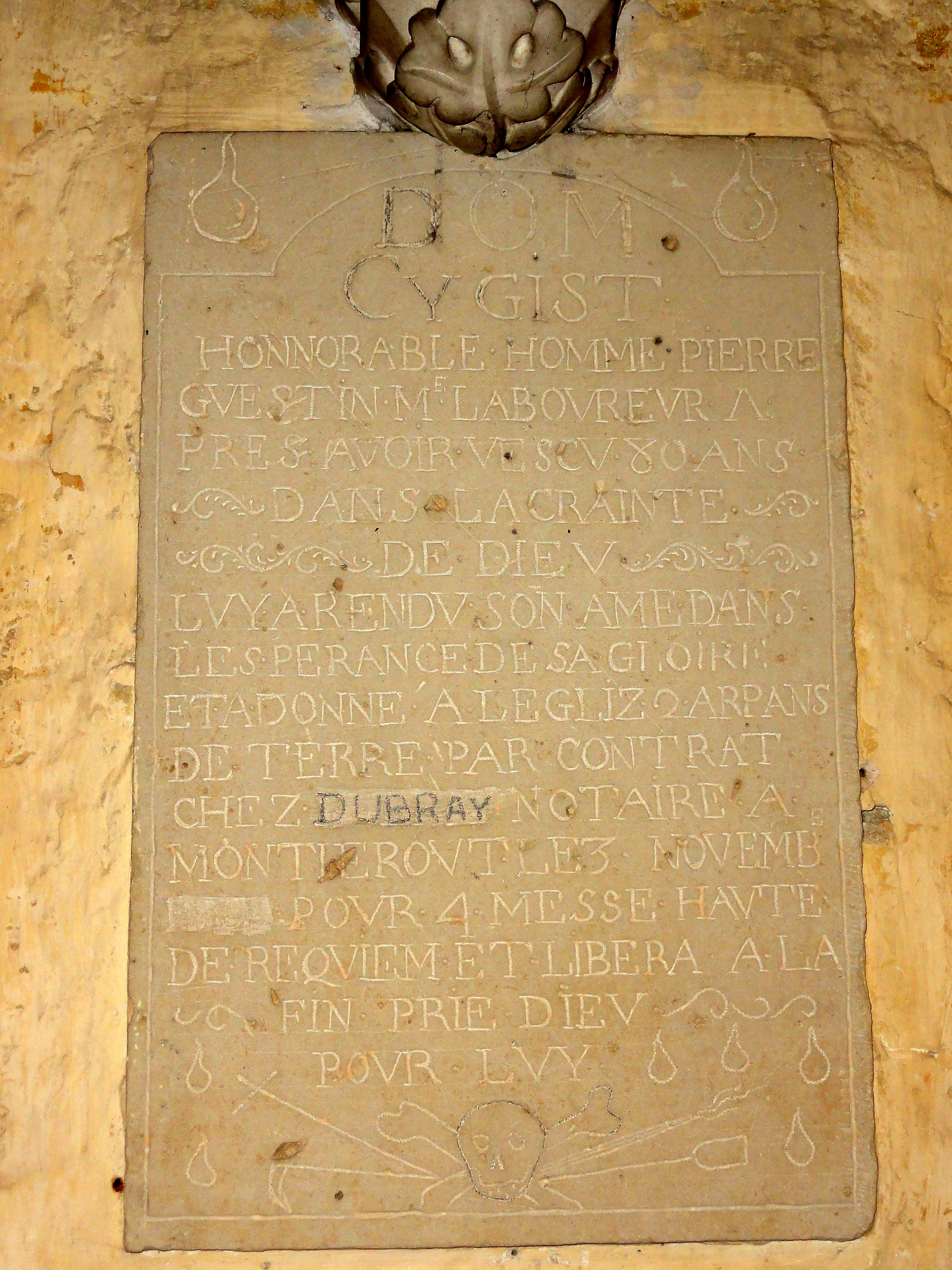
Plaque de fondation de Pierre Guestin, laboureur.
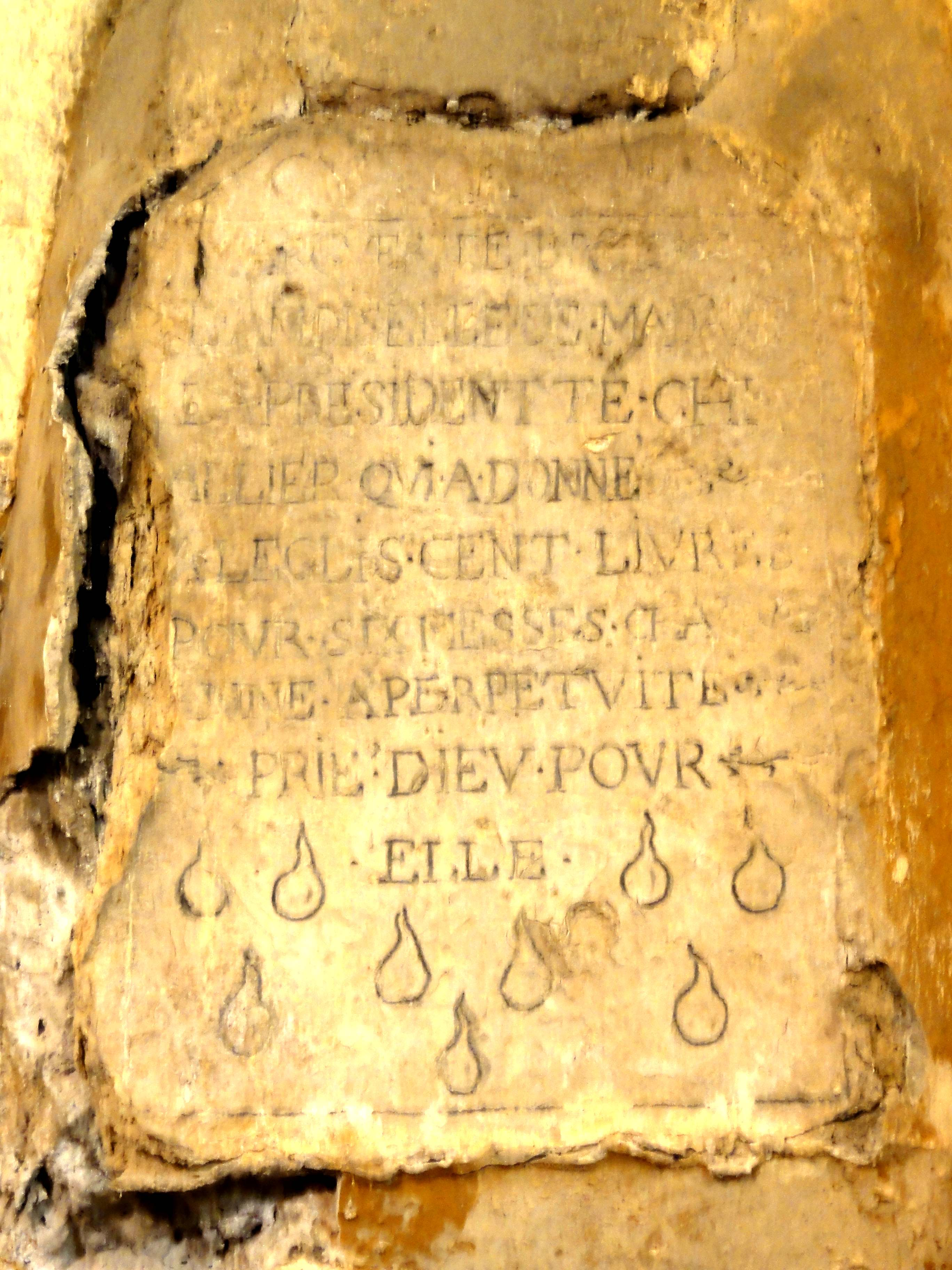
Épitaphe de Marguerite Broc, demoiselle.
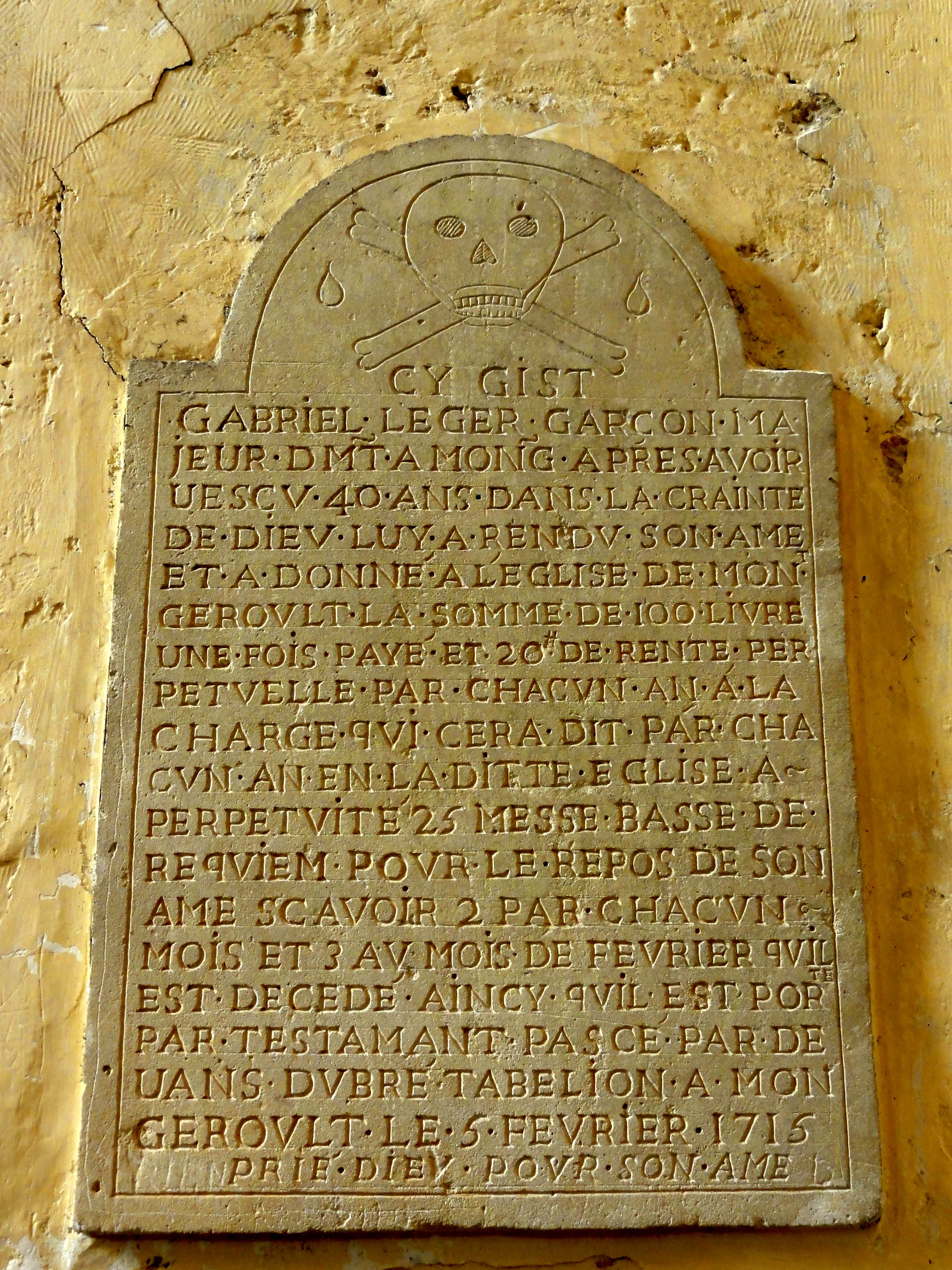
Plaque de fondation de Gabriel Léger, garçon majeur.
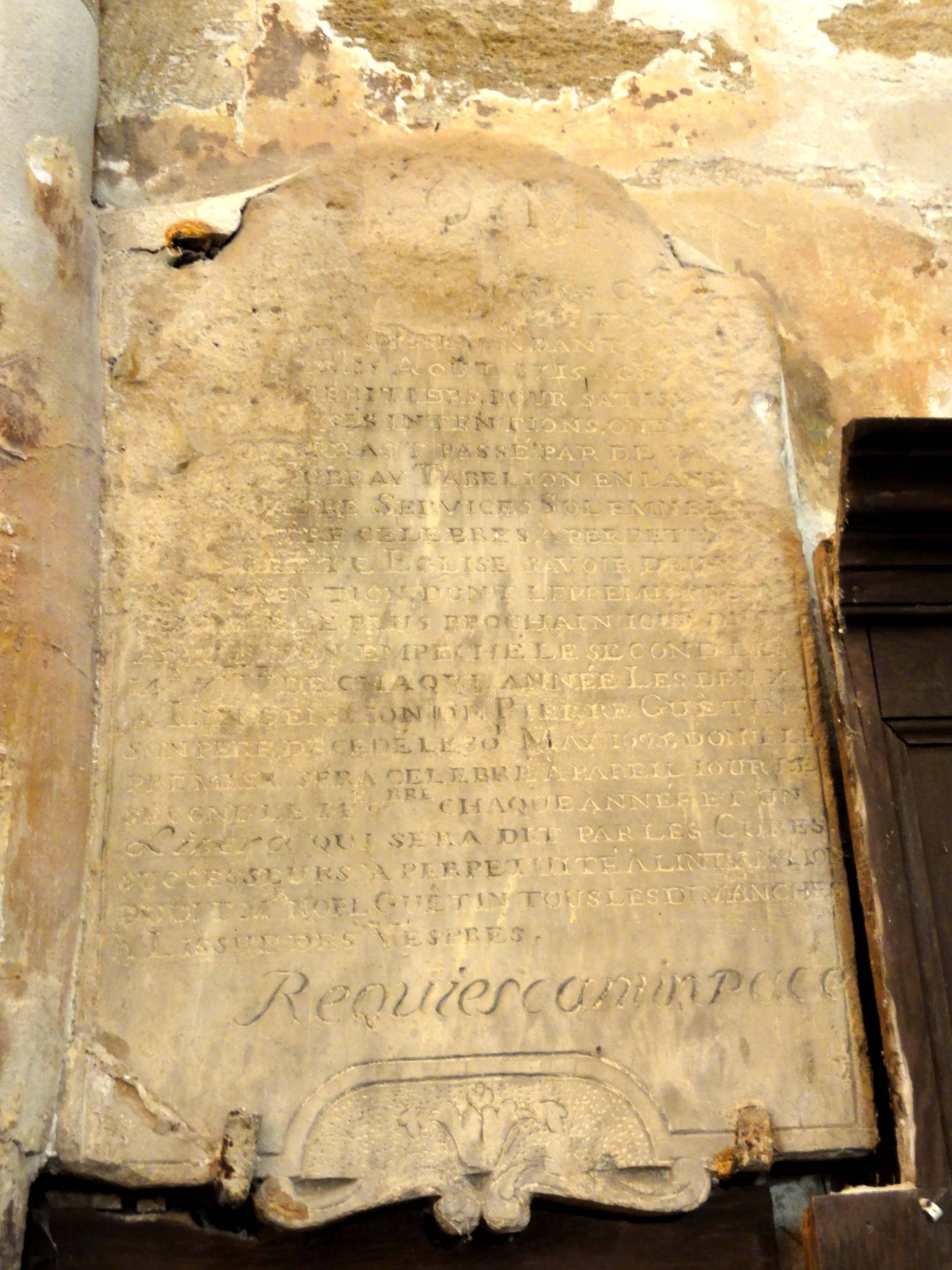
Plaque de fondation de Noël Guestin, curé de Montgeroult.